# 2019
| [ Edytuj tabelę ]                                                | |
| Prezydent Polski                                                 | - 2015 Andrzej Duda |
| Premier Polski                                                   | - 2017 Mateusz Morawiecki 2023                                                                                                 |
| Prezydent Abchazji                                               | - 2014 Raul Chadżymba 2020 |
| Premier Abchazji                                                 | - 2018 Walerij Bganba 2020 |
| Prezydent Afganistanu                                            | - 2014 Aszraf Ghani 2021 |
| Premier Afganistanu                                              | - 2014 Abdullah Abdullah 2020                                                                                                  |
| Prezydent Albanii                                                | - 2017 Ilir Meta 2022 |
| Premier Albanii                                                  | - 2013 Edi Rama |
| Prezydent Algierii                                               | - 1999 Abd al-Aziz Buteflika 2019 - 2019 Abdelmadjid Tebboune                                                                  |
| Premier Algierii                                                 | - 2017 Ahmad Ujahja 2019 - 2019 Nur ad-Din Badawi 2019 - 2019 Abd al-Aziz Dżarad 2021                                          |
| Współksiążęta Andory                                             | - 2003 Joan Enric Vives Sicília - 2017 Emmanuel Macron                                                                         |
| Premier Andory                                                   | - 2011 Antoni Martí 2019 - 2019 Xavier Espot Zamora                                                                            |
| Prezydent Angoli                                                 | - 2017 João Lourenço |
| Premier Antigui i Barbudy                                        | - 2014 Gaston Browne |
| Król Arabii Saudyjskiej                                          | - 2015 Salman ibn Abd al-Aziz Al Su’ud                                                                                         |
| Prezydent Argentyny                                              | - 2015 Mauricio Macri 2019 - 2019 Alberto Fernández 2023                                                                       |
| Prezydent Armenii                                                | - 2018 Armen Sarkisjan 2022 |
| Premier Armenii                                                  | - 2018 Nikol Paszinian |
| Premier Australii                                                | - 2018 Scott Morrison 2022 |
| Prezydent Austrii                                                | - 2017 Alexander Van der Bellen                                                                                                |
| Kanclerz Austrii                                                 | - 2017 Sebastian Kurz 2019 - 2019 Hartwig Löger (p.o) 2019 - 2019 Brigitte Bierlein 2020                                       |
| Prezydent Azerbejdżanu                                           | - 2003 İlham Əliyev |
| Premier Azerbejdżanu                                             | - 2018 Novruz Məmmədov 2019 - 2019 Əli Əsədov                                                                                  |
| Premier Bahamów                                                  | - 2017 Hubert Minnis 2021 |
| Król Bahrajnu                                                    | - 2002 Hamad ibn Isa Al Chalifa                                                                                                |
| Premier Bahrajnu                                                 | - 1970 Chalifa ibn Salman Al Chalifa 2020                                                                                      |
| Prezydent Bangladeszu                                            | - 2013 Abdul Hamid 2023 |
| Premier Bangladeszu                                              | - 2009 Sheikh Hasina 2024 |
| Premier Barbadosu                                                | - 2018 Mia Mottley |
| Król Belgów                                                      | - 2013 Filip I |
| Premier Belgii                                                   | - 2014 Charles Michel 2019 - 2019 Sophie Wilmès 2020                                                                           |
| Premier Belize                                                   | - 2008 Dean Barrow 2020 |
| Prezydent Beninu                                                 | - 2016 Patrice Talon |
| Król Bhutanu                                                     | - 2006 Jigme Khesar Namgyel Wangchuck                                                                                          |
| Premier Bhutanu                                                  | - 2018 Lotay Tshering 2023 |
| Prezydent Białorusi                                              | - 1994 Alaksandr Łukaszenka |
| Premier Białorusi                                                | - 2018 Siarhiej Rumas 2020 |
| Prezydent Boliwii                                                | - 2006 Evo Morales 2019 - 2019 Jeanine Áñez 2020                                                                               |
| Przewodniczący Prezydium Bośni i Hercegowiny                     | - 2018 Milorad Dodik 2020 |
| Premier Bośni i Hercegowiny                                      | - 2015 Denis Zvizdić 2019 - 2019 Zoran Tegeltija 2023                                                                          |
| Prezydent Botswany                                               | - 2018 Mokgweetsi Masisi 2024                                                                                                  |
| Prezydent Brazylii                                               | - 2016 Michel Temer 2019 - 2019 Jair Bolsonaro 2023                                                                            |
| Sułtan Brunei                                                    | - 1967 Hassanal Bolkiah |
| Prezydent Bułgarii                                               | - 2017 Rumen Radew |
| Premier Bułgarii                                                 | - 2017 Bojko Borisow 2021 |
| Prezydent Burkiny Faso                                           | - 2015 Roch Marc Christian Kaboré 2022                                                                                         |
| Premier Burkiny Faso                                             | - 2016 Paul Kaba Thieba 2019 - 2019 Christophe Joseph Marie Dabiré 2021                                                        |
| Prezydent Burundi                                                | - 2005 Pierre Nkurunziza 2020                                                                                                  |
| Prezydent Chile                                                  | - 2018 Sebastián Piñera 2022                                                                                                   |
| Przewodniczący ChRL                                              | - 2013 Xi Jinping |
| Premier Chin                                                     | - 2013 Li Keqiang 2023 |
| Prezydent Chorwacji                                              | - 2015 Kolinda Grabar-Kitarović 2020                                                                                           |
| Premier Chorwacji                                                | - 2016 Andrej Plenković |
| Prezydent Cypru                                                  | - 2013 Nikos Anastasiadis 2023                                                                                                 |
| Prezydent Cypru Północnego                                       | - 2015 Mustafa Akıncı 2020 |
| Prezydent Czadu                                                  | - 1990 Idriss Déby 2021 |
| Premier Czadu                                                    | - 2018 urząd zniesiony 2021 |
| Prezydent Czarnogóry                                             | - 2018 Milo Đukanović 2023 |
| Premier Czarnogóry                                               | - 2016 Duško Marković 2020 |
| Prezydent Czech                                                  | - 2013 Miloš Zeman 2023 |
| Premier Czech                                                    | - 2017 Andrej Babiš 2021 |
| Król Danii                                                       | - 1972 Małgorzata II 2024 |
| Premier Danii                                                    | - 2015 Lars Løkke Rasmussen 2019 - 2019 Mette Frederiksen                                                                      |
| Prezydent DR Konga                                               | - 2001 Joseph Kabila 2019 - 2019 Félix Tshisekedi                                                                              |
| Premier DR Konga                                                 | - 2017 Bruno Tshibala 2019 - 2019 Sylvestre Ilunga 2021                                                                        |
| Dalajlama                                                        | - 1940 Tenzin Gjaco |
| Prezydent Dominikany                                             | - 2012 Danilo Medina 2020 |
| Prezydent Dominiki                                               | - 2013 Charles Savarin 2023 |
| Premier Dominiki                                                 | - 2004 Roosevelt Skerrit |
| Prezydent Dżibuti                                                | - 1999 Ismail Omar Guelleh |
| Premier Dżibuti                                                  | - 2013 Abdoulkader Kamil Mohamed                                                                                               |
| Prezydent Egiptu                                                 | - 2014 Abd al-Fattah as-Sisi                                                                                                   |
| Premier Egiptu                                                   | - 2018 Mustafa Madbuli |
| Prezydent Ekwadoru                                               | - 2017 Lenín Moreno 2021 |
| Prezydent Erytrei                                                | - 1993 Isajas Afewerki |
| Prezydent Estonii                                                | - 2016 Kersti Kaljulaid 2021                                                                                                   |
| Premier Estonii                                                  | - 2016 Jüri Ratas 2021 |
| Król Eswatini                                                    | - 2018 Ntombi (współpanująca) - 2018 Mswati III                                                                                |
| Premier Eswatini                                                 | - 2018 Ambrose Mandvulo Dlamini 2020                                                                                           |
| Prezydent Etiopii                                                | - 2018 Sahle-Work Zewde |
| Premier Etiopii                                                  | - 2018 Abiy Ahmed Ali |
| Przew. Komisji Europejskiej                                      | - 2014 Jean-Claude Juncker (Luksemburg) 2019 - 2019 Ursula von der Leyen (Niemcy)                                              |
| Przew. Rady Europejskiej                                         | - 2014 Donald Tusk (Polska) 2019 - 2019 Charles Michel (Belgia) 2024                                                           |
| Prezydent Fidżi                                                  | - 2015 George Konrote 2021 |
| Premier Fidżi                                                    | - 2007 Frank Bainimarama 2022                                                                                                  |
| Prezydent Filipin                                                | - 2016 Rodrigo Duterte 2022 |
| Prezydent Finlandii                                              | - 2012 Sauli Niinistö 2024 |
| Premier Finlandii                                                | - 2015 Juha Sipilä 2019 - 2019 Antti Rinne 2019 - 2019 Sanna Marin 2023                                                        |
| Prezydent Francji                                                | - 2017 Emmanuel Macron |
| Premier Francji                                                  | - 2017 Édouard Philippe 2020                                                                                                   |
| Prezydent Gabonu                                                 | - 2009 Ali Bongo Ondimba 2023                                                                                                  |
| Premier Gabonu                                                   | - 2016 Emmanuel Issoze-Ngondet 2019 - 2019 Julien Nkoghe Bekale 2020                                                           |
| Prezydent Gambii                                                 | - 2017 Adama Barrow |
| Prezydent Ghany                                                  | - 2017 Nana Akufo-Addo 2025 |
| Prezydent Grecji                                                 | - 2015 Prokopis Pawlopulos 2020                                                                                                |
| Premier Grecji                                                   | - 2015 Aleksis Tsipras 2019 - 2019 Kiriakos Mitsotakis 2023                                                                    |
| Premier Grenady                                                  | - 2013 Keith Mitchell 2022 |
| Prezydent Gruzji                                                 | - 2018 Salome Zurabiszwili 2024                                                                                                |
| Premier Gruzji                                                   | - 2018 Mamuka Bachtadze 2019 - 2019 Giorgi Gacharia 2021                                                                       |
| Prezydent Gujany                                                 | - 2015 David Granger 2020 |
| Premier Gujany                                                   | - 2015 Moses Nagamootoo 2020                                                                                                   |
| Prezydent Gwatemali                                              | - 2016 Jimmy Morales 2020 |
| Prezydent Gwinei                                                 | - 2010 Alpha Condé 2021 |
| Premier Gwinei                                                   | - 2018 Ibrahima Kassory Fofana 2021                                                                                            |
| Prezydent Gwinei Bissau                                          | - 2014 José Mário Vaz 2020 |
| Premier Gwinei Bissau                                            | - 2018 Aristides Gomes 2019 - 2019 Faustino Imbali 2019 - 2019 Aristides Gomes 2020                                            |
| Prezydent Gwinei Równikowej                                      | - 1979 Teodoro Obiang Nguema Mbasogo                                                                                           |
| Premier Gwinei Równikowej                                        | - 2016 Francisco Pascual Obama Asue 2023                                                                                       |
| Prezydent Haiti                                                  | - 2017 Jovenel Moïse 2021 |
| Premier Haiti                                                    | - 2018 Jean Henry Céant 2019 - 2019 Jean-Michel Lapin (p.o.) 2019 - 2019 Fritz William Michel 2020                             |
| Król Hiszpanii                                                   | - 2014 Filip VI |
| Premier Hiszpanii                                                | - 2018 Pedro Sánchez |
| Król Holandii                                                    | - 2013 Wilhelm-Aleksander |
| Premier Holandii                                                 | - 2010 Mark Rutte 2024 |
| Prezydent Hondurasu                                              | - 2014 Juan Orlando Hernández 2022                                                                                             |
| Najwyższy przywódca Iranu                                        | - 1989 Ali Chamenei |
| Prezydent Iranu                                                  | - 2013 Hasan Rouhani 2021 |
| Prezydent Iraku                                                  | - 2018 Barham Salih 2022 |
| Premier Iraku                                                    | - 2018 Adil Abd al-Mahdi 2020                                                                                                  |
| Prezydent Indii                                                  | - 2017 Ram Nath Kovind 2022 |
| Premier Indii                                                    | - 2014 Narendra Modi |
| Prezydent Indonezji                                              | - 2014 Joko Widodo 2024 |
| Prezydent Irlandii                                               | - 2011 Michael D. Higgins |
| Premier Irlandii                                                 | - 2017 Leo Varadkar 2020 |
| Prezydent Islandii                                               | - 2016 Guðni Th. Jóhannesson 2024                                                                                              |
| Premier Islandii                                                 | - 2017 Katrín Jakobsdóttir 2024                                                                                                |
| Prezydent Izraela                                                | - 2014 Re’uwen Riwlin 2021 |
| Premier Izraela                                                  | - 2009 Binjamin Netanjahu 2021                                                                                                 |
| Premier Jamajki                                                  | - 2016 Andrew Holness |
| Cesarz Japonii                                                   | - 1989 Akihito 2019 - 2019 Naruhito                                                                                            |
| Premier Japonii                                                  | - 2012 Shinzō Abe 2020 |
| Prezydent Jemenu                                                 | - 2012 Abd Rabbuh Mansur Hadi 2022                                                                                             |
| Król Jordanii                                                    | - 1999 Abd Allah II |
| Premier Jordanii                                                 | - 2018 Umar ar-Razzaz 2020 |
| Król Kambodży                                                    | - 2004 Norodom Sihamoni |
| Premier Kambodży                                                 | - 1993 Hun Sen 2023 |
| Prezydent Kamerunu                                               | - 1982 Paul Biya |
| Premier Kamerunu                                                 | - 2009 Philémon Yang 2019 - 2019 Joseph Ngute                                                                                  |
| Premier Kanady                                                   | - 2015 Justin Trudeau 2025 |
| Prezydent Górskiego Karabachu                                    | - 2007 Bako Sahakian 2020 |
| Emir Kataru                                                      | - 2013 Tamim ibn Hamad |
| Premier Kataru                                                   | - 2013 Abd Allah ibn Nasir ibn Chalifa 2020                                                                                    |
| Prezydent Kazachstanu                                            | - 1991 Nursułtan Nazarbajew 2019 - 2019 Kasym-Żomart Tokajew                                                                   |
| Premier Kazachstanu                                              | - 2016 Bakytżan Sagyntajew 2019 - 2019 Askar Mamin 2022                                                                        |
| Prezydent Kenii                                                  | - 2013 Uhuru Kenyatta 2022 |
| Prezydent Kirgistanu                                             | - 2017 Sooronbaj Dżeenbekow 2020                                                                                               |
| Premier Kirgistanu                                               | - 2018 Muchammedkałyj Abyłgazijew 2020                                                                                         |
| Prezydent Kiribati                                               | - 2016 Taneti Maamau |
| Prezydent Kolumbii                                               | - 2018 Iván Duque Márquez 2022                                                                                                 |
| Prezydent Konga                                                  | - 1997 Denis Sassou-Nguesso |
| Premier Konga                                                    | - 2016 Clément Mouamba 2021 |
| Patriarcha Konstantynopola                                       | - 1991 Bartłomiej I |
| Prezydent Korei Południowej                                      | - 2017 Mun Jae-in 2022 |
| Premier Korei Południowej                                        | - 2017 Lee Nak-yeon 2020 |
| Prezydent KRLD                                                   | - 1998 Kim Il Sŏng („Wieczny Prezydent”) 2019                                                                                  |
| Przewodniczący Komisji Spraw Państwowych KRLD                    | - 2019 Kim Dzong Un |
| Najwyższy Przywódca KRLD                                         | - 2011 Kim Dzong Un |
| Premier KRLD                                                     | - 2013 Pak Pong Ju 2019 - 2019 Kim Jae Ryong 2020                                                                              |
| Prezydent Kosowa                                                 | - 2016 Hashim Thaçi 2020 |
| Premier Kosowa                                                   | - 2017 Ramush Haradinaj 2020                                                                                                   |
| Prezydent Kostaryki                                              | - 2018 Carlos Alvarado Quesada 2022                                                                                            |
| Prezydent Kuby                                                   | - 2019 Miguel Díaz-Canel |
| Przewodniczący Rady Państwa Kuby                                 | - 2018 Miguel Díaz-Canel 2019                                                                                                  |
| Premier Kuby                                                     | - 2019 Manuel Marrero Cruz |
| Emir Kuwejtu                                                     | - 2006 Sabah IV 2020 |
| Premier Kuwejtu                                                  | - 2011 Jaber Al-Mubarak Al-Hamad Al-Sabah 2019 - 2019 Sabah al-Chalid as-Sabah 2022                                            |
| Prezydent Laosu                                                  | - 2016 Boungnang Vorachith 2021                                                                                                |
| Król Lesotho                                                     | - 1996 Letsie III |
| Premier Lesotho                                                  | - 2017 Tom Thabane 2020 |
| Prezydent Libanu                                                 | - 2016 Michel Aoun 2022 |
| Premier Libanu                                                   | - 2016 Sad al-Hariri 2020 |
| Prezydent Liberii                                                | - 2018 George Weah 2024 |
| Przywódca Libii                                                  | - 2016 Fajiz as-Sarradż 2021                                                                                                   |
| Premier Libii                                                    | - 2014 Abd Allah as-Sani 2021 - 2016 Fajiz as-Sarradż 2021                                                                     |
| Książę Liechtensteinu                                            | - 1989 Jan Adam II |
| Premier Liechtensteinu                                           | - 2013 Adrian Hasler 2021 |
| Prezydent Litwy                                                  | - 2009 Dalia Grybauskaitė 2019 - 2019 Gitanas Nausėda                                                                          |
| Premier Litwy                                                    | - 2016 Saulius Skvernelis 2020                                                                                                 |
| Wielki książę Luksemburga                                        | - 2000 Henryk |
| Premier Luksemburga                                              | - 2013 Xavier Bettel 2023 |
| Prezydent Łotwy                                                  | - 2015 Raimonds Vējonis 2019 - 2019 Egils Levits 2024                                                                          |
| Premier Łotwy                                                    | - 2016 Māris Kučinskis 2019 - 2019 Arturs Krišjānis Kariņš 2023                                                                |
| Prezydent Macedonii                                              | - 2009 Ǵorge Iwanow 2019 |
| Prezydent Macedonii Północnej                                    | - 2019 Ǵorge Iwanow 2019 - 2019 Stewo Pendarowski 2024                                                                         |
| Premier Macedonii                                                | - 2017 Zoran Zaew 2019 |
| Premier Macedonii Północnej                                      | - 2019 Zoran Zaew 2020 |
| Prezydent Madagaskaru                                            | - 2018 Rivo Rakotovao 2019 - 2019 Andry Rajoelina 2023                                                                         |
| Premier Madagaskaru                                              | - 2018 Christian Ntsay |
| Prezydent Malawi                                                 | - 2014 Peter Mutharika 2020 |
| Prezydent Malediwów                                              | - 2018 Ibrahim Mohamed Solih 2023                                                                                              |
| Król Malezji                                                     | - 2016 Muhammad V Faris Petra 2019 - 2019 Abdullah 2024                                                                        |
| Premier Malezji                                                  | - 2018 Mahathir bin Mohamad 2020                                                                                               |
| Prezydent Mali                                                   | - 2013 Ibrahim Boubacar Keïta 2020                                                                                             |
| Premier Mali                                                     | - 2017 Soumeylou Boubèye Maïga 2019 - 2019 Boubou Cissé 2020                                                                   |
| Prezydent Malty                                                  | - 2014 Marie-Louise Coleiro Preca 2019 - 2019 George Vella 2024                                                                |
| Premier Malty                                                    | - 2013 Joseph Muscat 2020 |
| Król Maroka                                                      | - 1999 Muhammad VI |
| Premier Maroka                                                   | - 2017 Sad ad-Din al-Usmani 2021                                                                                               |
| Prezydent Mauretanii                                             | - 2009 Muhammad uld Abd al-Aziz 2019 - 2019 Muhammad wuld al-Ghazwani                                                          |
| Premier Mauretanii                                               | - 2018 Muhammad Salim wuld al-Baszir 2019 - 2019 Isma’il wuld Bidda wuld asz-Szajch Sidija 2020                                |
| Prezydent Mauritiusa                                             | - 2018 Barle Vyapoory (tym.) 2019 - 2019 Eddy Balancy (tym.) 2019 - 2019 Prithvirajsing Roopun 2024                            |
| Premier Mauritiusa                                               | - 2017 Pravind Jugnauth 2024                                                                                                   |
| Prezydent Meksyku                                                | - 2018 Andrés Manuel López Obrador 2024                                                                                        |
| Prezydent Mikronezji                                             | - 2015 Peter Christian 2019 - 2019 David W. Panuelo 2023                                                                       |
| Prezydent Mjanmy                                                 | - 2018 Win Myint 2021 |
| Premier Mjanmy                                                   | - 2016 Aung San Suu Kyi 2021                                                                                                   |
| Prezydent Mołdawii                                               | - 2016 Igor Dodon 2020 |
| Premier Mołdawii                                                 | - 2016 Pavel Filip 2019 - 2019 Maia Sandu 2019 - 2019 Ion Chicu 2020                                                           |
| Książę Monako                                                    | - 2005 Albert II |
| Minister stanu Monako                                            | - 2016 Serge Telle 2020 |
| Prezydent Mongolii                                               | - 2017 Chaltmaagijn Battulga 2021                                                                                              |
| Premier Mongolii                                                 | - 2017 Uchnaagijn Chürelsüch 2021                                                                                              |
| Prezydent Mozambiku                                              | - 2015 Filipe Nyusi 2025 |
| Premier Mozambiku                                                | - 2015 Carlos Agostinho do Rosário 2022                                                                                        |
| Prezydent Naddniestrza                                           | - 2016 Wadim Krasnosielski |
| Prezydent Namibii                                                | - 2015 Hage Geingob 2024 |
| Premier Namibii                                                  | - 2015 Saara Kuugongelwa 2025                                                                                                  |
| Sekretarz generalny NATO                                         | - 2014 Jens Stoltenberg (Norwegia) 2024                                                                                        |
| Prezydent Nauru                                                  | - 2013 Baron Waqa 2019 - 2019 Lionel Aingimea 2022                                                                             |
| Prezydent Nepalu                                                 | - 2015 Bidhya Devi Bhandari 2023                                                                                               |
| Premier Nepalu                                                   | - 2018 Khadga Prasad Oli 2021                                                                                                  |
| Prezydent Niemiec                                                | - 2017 Frank-Walter Steinmeier                                                                                                 |
| Kanclerz Niemiec                                                 | - 2005 Angela Merkel 2021 |
| Prezydent Nigru                                                  | - 2011 Mahamadou Issoufou 2021                                                                                                 |
| Premier Nigru                                                    | - 2011 Brigi Rafini 2021 |
| Prezydent Nigerii                                                | - 2015 Muhammadu Buhari 2023                                                                                                   |
| Prezydent Nikaragui                                              | - 2007 Daniel Ortega 2025 |
| Król Norwegii                                                    | - 1991 Harald V |
| Premier Norwegii                                                 | - 2013 Erna Solberg 2021 |
| Premier Nowej Zelandii                                           | - 2017 Jacinda Ardern 2023 |
| Prezydent Osetii Południowej                                     | - 2017 Anatolij Bibiłow 2022                                                                                                   |
| Sułtan Omanu                                                     | - 1970 Kabus ibn Sa’id 2020 |
| Sekretarz generalny ONZ                                          | - 2017 António Guterres (Portugalia)                                                                                           |
| Prezydent Pakistanu                                              | - 2018 Arif Alvi 2024 |
| Premier Pakistanu                                                | - 2018 Imran Khan 2022 |
| Prezydent Palau                                                  | - 2013 Tommy Remengesau 2021                                                                                                   |
| Prezydent Palestyny                                              | - 2013 Mahmud Abbas |
| Premier Palestyny                                                | - 2013 Rami Hamd Allah 2019 - 2019 Mohammed Sztajeh 2024                                                                       |
| Prezydent Panamy                                                 | - 2014 Juan Carlos Varela 2019 - 2019 Laurentino Cortizo 2024                                                                  |
| Papież                                                           | - 2013 Franciszek 2025 |
| Premier Papui-Nowej Gwinei                                       | - 2011 Peter O’Neill 2019 - 2019 James Marape                                                                                  |
| Prezydent Paragwaju                                              | - 2018 Mario Abdo Benítez 2023                                                                                                 |
| Prezydent Peru                                                   | - 2018 Martín Vizcarra 2020 |
| Premier Peru                                                     | - 2018 César Villanueva 2019 - 2019 Salvador del Solar 2019 - 2019 Vicente Zeballos 2020                                       |
| Prezydent Południowej Afryki                                     | - 2018 Cyril Ramaphosa |
| Prezydent Portugalii                                             | - 2016 Marcelo Rebelo de Sousa                                                                                                 |
| Premier Portugalii                                               | - 2015 António Costa 2024 |
| Sekretarz generalny Rady Europy                                  | - 2009 Thorbjørn Jagland (Norwegia) 2019 - 2019 Marija Pejčinović Burić (Chorwacja) 2024                                       |
| Prezydent Republiki Środkowoafrykańskiej                         | - 2016 Faustin-Archange Touadéra                                                                                               |
| Premier Republiki Środkowoafrykańskiej                           | - 2016 Simplice Sarandji 2019 - 2019 Firmin Ngrébada 2021                                                                      |
| Prezydent Republiki Zielonego Przylądka                          | - 2011 Jorge Carlos Fonseca 2021                                                                                               |
| Premier Republiki Zielonego Przylądka                            | - 2016 Ulisses Correia e Silva                                                                                                 |
| Prezydent Rosji                                                  | - 2012 Władimir Putin |
| Premier Rosji                                                    | - 2012 Dmitrij Miedwiediew 2020                                                                                                |
| Prezydent Rumunii                                                | - 2014 Klaus Iohannis 2025 |
| Premier Rumunii                                                  | - 2018 Viorica Dăncilă 2019 - 2019 Ludovic Orban 2020                                                                          |
| Prezydent Rwandy                                                 | - 2000 Paul Kagame |
| Premier Rwandy                                                   | - 2017 Édouard Ngirente |
| Premier Saint Kitts i Nevis                                      | - 2015 Timothy Harris 2022 |
| Premier Saint Lucia                                              | - 2016 Allen Chastanet 2021 |
| Premier Saint Vincent i Grenadyn                                 | - 2001 Ralph Gonsalves |
| Prezydent Salwadoru                                              | - 2014 Salvador Sánchez Cerén 2019 - 2019 Nayib Bukele 2023                                                                    |
| O le Ao o le Malo Samoa                                          | - 2017 Tuimalealiʻifano Vaʻaletoa Sualauvi II                                                                                  |
| Premier Samoa                                                    | - 1998 Tuilaʻepa Sailele Malielegaoi 2021                                                                                      |
| Kapitanowie Regenci San Marino                                   | - 2018 Luca Santolini Mirko Tomassoni 2019 - 2019 Nicola Selva Michele Muratori 2019 - 2019 Luca Boschi Mariella Mularoni 2020 |
| Sekretarz Stanu do spraw Politycznych i Zagranicznych San Marino | - 2016 Nicola Renzi 2020 |
| Prezydent Senegalu                                               | - 2012 Macky Sall 2024 |
| Premier Senegalu                                                 | - 2014 Mohamed Dionne 2019 |
| Prezydent Serbii                                                 | - 2017 Aleksandar Vučić |
| Premier Serbii                                                   | - 2017 Ana Brnabić 2024 |
| Prezydent Seszeli                                                | - 2016 Danny Faure 2020 |
| Prezydent Sierra Leone                                           | - 2018 Julius Maada Bio |
| Premier Sierra Leone                                             | - 2018 David J. Francis 2021                                                                                                   |
| Prezydent Singapuru                                              | - 2017 Halimah Yacob 2023 |
| Premier Singapuru                                                | - 2004 Lee Hsien Loong 2024 |
| Prezydent Słowacji                                               | - 2014 Andrej Kiska 2019 - 2019 Zuzana Čaputová 2024                                                                           |
| Premier Słowacji                                                 | - 2018 Peter Pellegrini 2020                                                                                                   |
| Prezydent Słowenii                                               | - 2012 Borut Pahor 2022 |
| Premier Słowenii                                                 | - 2018 Marjan Šarec 2020 |
| Prezydent Somalii                                                | - 2017 Mohamed Abdullahi Mohamed 2022                                                                                          |
| Premier Somalii                                                  | - 2017 Hassan Ali Khayre 2020                                                                                                  |
| Prezydent Sri Lanki                                              | - 2015 Maithripala Sirisena 2019 - 2019 Gotabaya Rajapaksa 2022                                                                |
| Premier Sri Lanki                                                | - 2018 Ranil Wickremesinghe 2019 - 2019 Mahinda Rajapaksa 2022                                                                 |
| Prezydent Sudanu                                                 | - 1989 Umar al-Baszir 2019 |
| Przewodniczący Tymczasowej Rady Wojskowej Sudanu                 | - 2019 Ahmad Awad ibn Auf 2019 - 2019 Abd al-Fattah Abd ar-Rahman al-Burhan 2019                                               |
| Przewodniczący Rady Suwerennej Sudanu                            | - 2019 Abd al-Fattah Abd ar-Rahman al-Burhan                                                                                   |
| Premier Sudanu                                                   | - 2018 Mutazz Musa 2019 - 2019 Muhammad Tahir Ajala 2019 - 2019 Abd Allah Hamduk 2021                                          |
| Prezydent Sudanu Południowego                                    | - 2011 Salva Kiir Mayardit |
| Prezydent Surinamu                                               | - 2010 Dési Bouterse 2020 |
| Prezydent Syrii                                                  | - 2000 Baszszar al-Asad 2024                                                                                                   |
| Premier Syrii                                                    | - 2016 Imad Chamis 2020 |
| Prezydent Szwajcarii                                             | - 2019 Ueli Maurer 2019 |
| Król Szwecji                                                     | - 1973 Karol XVI Gustaw |
| Premier Szwecji                                                  | - 2014 Stefan Löfven 2021 |
| Prezydent Tadżykistanu                                           | - 1994 Emomali Rahmon |
| Premier Tadżykistanu                                             | - 2013 Kohir Rasulzoda |
| Król Tajlandii                                                   | - 2016 Maha Vajiralongkorn |
| Premier Tajlandii                                                | - 2014 Prayuth Chan-ocha 2023                                                                                                  |
| Prezydent Tajwanu                                                | - 2016 Tsai Ing-wen 2024 |
| Prezydent Tanzanii                                               | - 2015 John Magufuli 2021 |
| Premier Tanzanii                                                 | - 2015 Kassim Majaliwa |
| Prezydent Timoru Wschodniego                                     | - 2017 Francisco Guterres 2022                                                                                                 |
| Premier Timoru Wschodniego                                       | - 2018 Taur Matan Ruak 2023 |
| Prezydent Togo                                                   | - 2005 Faure Gnassingbé |
| Premier Togo                                                     | - 2015 Komi Sélom Klassou 2020                                                                                                 |
| Król Tonga                                                       | - 2012 Tupou VI |
| Premier Tonga                                                    | - 2014 ʻAkilisi Pohiva 2019 - 2019 Semisi Sika (p.o.) 2019 - 2019 Pōhiva Tuʻiʻonetoa 2021                                      |
| Prezydent Trynidadu i Tobago                                     | - 2018 Paula-Mae Weekes 2023                                                                                                   |
| Premier Trynidadu i Tobago                                       | - 2015 Keith Rowley |
| Prezydent Tunezji                                                | - 2014 Al-Badżi Ka’id as-Sibsi 2019 - 2019 Muhammad an-Nasir (p.o.) 2019 - 2019 Kais Saied                                     |
| Premier Tunezji                                                  | - 2016 Jusuf asz-Szahid 2020                                                                                                   |
| Prezydent Turcji                                                 | - 2014 Recep Tayyip Erdoğan |
| Prezydent Turkmenistanu                                          | - 2006 Gurbanguly Berdimuhamedow 2022                                                                                          |
| Prezydent Ugandy                                                 | - 1986 Yoweri Museveni |
| Premier Ugandy                                                   | - 2014 Ruhakana Rugunda 2021                                                                                                   |
| Prezydent Ukrainy                                                | - 2014 Petro Poroszenko 2019 - 2019 Wołodymyr Zełenski                                                                         |
| Premier Ukrainy                                                  | - 2016 Wołodymyr Hrojsman 2019 - 2019 Ołeksij Honczaruk 2020                                                                   |
| Prezydent Urugwaju                                               | - 2015 Tabaré Vázquez 2020 |
| Prezydent USA                                                    | - 2017 Donald Trump 2021 |
| Prezydent Uzbekistanu                                            | - 2016 Shavkat Mirziyoyev |
| Premier Uzbekistanu                                              | - 2016 Abdulla Aripov |
| Prezydent Vanuatu                                                | - 2017 Tallis Obed Moses 2022                                                                                                  |
| Premier Vanuatu                                                  | - 2016 Charlot Salwai 2020 |
| Prezydent Wenezueli                                              | - 2013 Nicolás Maduro |
| Prezydent Węgier                                                 | - 2012 János Áder 2022 |
| Premier Węgier                                                   | - 2010 Viktor Orbán |
| Monarcha Wielkiej Brytanii                                       | - 1952 Elżbieta II 2022 |
| Premier Wielkiej Brytanii                                        | - 2016 Theresa May 2019 - 2019 Boris Johnson 2022                                                                              |
| Prezydent Wietnamu                                               | - 2018 Nguyễn Phú Trọng 2021                                                                                                   |
| Premier Wietnamu                                                 | - 2016 Nguyễn Xuân Phúc 2021                                                                                                   |
| Prezydent Włoch                                                  | - 2015 Sergio Mattarella |
| Premier Włoch                                                    | - 2018 Giuseppe Conte 2021 |
| Prezydent WKS                                                    | - 2010 Alassane Ouattara |
| Premier WKS                                                      | - 2017 Amadou Gon Coulibaly 2020                                                                                               |
| Prezydent Wysp Marshalla                                         | - 2016 Hilda Heine 2020 |
| Prezydent Wysp Świętego Tomasza i Książęcej                      | - 2016 Evaristo Carvalho 2021                                                                                                  |
| Prezydent Zambii                                                 | - 2015 Edgar Lungu 2021 |
| Prezydent Zimbabwe                                               | - 2017 Emmerson Mnangagwa |
| Prezydent ZEA                                                    | - 2004 Chalifa ibn Zajid Al Nahajjan 2022                                                                                      |
| Premier ZEA                                                      | - 2006 Muhammad ibn Raszid al-Maktum                                                                                           |

Rok 2019 / MMXIX
stulecia: XX wiek ~
XXI wiek ~
XXII wiek

dziesięciolecia:
1980–1989 •
1990–1999 •
2000–2009 •
2010–2019
• 2020–2029

lata: 2009 «
2014 «
2015 «
2016 «
2017 «
2018 «
2019
» 2020
» 2021
» 2022
» 2023
» 2024
» 2029

## Rok 2019 ogłoszono
- Rokiem Matematyki (w 100. rocznicę założenia Towarzystwa Matematycznego w Krakowie) (Polska)[1]
- Rokiem Gustawa Herlinga-Grudzińskiego (w 100. rocznicę urodzin) (Polska)[2]
- Rokiem Anny Walentynowicz (w 90. rocznicę urodzin) (Polska)[2]
- Rokiem Stanisława Moniuszki (w 200. rocznicę urodzin) (Polska)[2]
- Rokiem Unii Lubelskiej (w 450. rocznicę podpisania porozumienia) (Polska)[2]
- Rokiem Powstania Śląskiego (w 100. rocznicę wybuchu) (Polska)[2]
- Rokiem Marii Szymanowskiej (w 230. rocznicę urodzin) (Polska)[3]
- Rokiem Grażyny Bacewicz (w 110. rocznicę urodzin oraz 50. rocznicę śmierci) (Polska)[3]
- Międzynarodowym Rokiem Układu Okresowego Pierwiastków (Tablicy Mendelejewa) przez Zgromadzenie Ogólne Organizacji Narodów Zjednoczonych (w 150 rocznicę stworzenia przez Dmitrija Mendelejewa)[4]
- Rokiem Rembrandta i Złotego Wieku Niderlandów w Holandii[5]

## Wydarzenia w Polsce

### Styczeń
- 1 stycznia:
  - Koszyce, Lubowidz, Nowa Słupia, Pierzchnica, Szydłów, Wielbark, Nowy Korczyn, Oleśnica, Opatowiec i Pacanów otrzymały prawa miejskie[6].
  - ze względu na zadłużenie likwidacji uległa gmina Ostrowice w województwie zachodniopomorskim[7].
  - wejście w życie ustawy z dnia 22 marca 2018 r. o komornikach sądowych i ustawy z dnia 28 lutego 2018 r. o kosztach komorniczych[8].
  - wejście w życie ustawy z dnia 21 listopada 2018 r. o zmianie ustawy o Sądzie Najwyższym[9], która uznaje kadencję Małgorzaty Gersdorf jako Pierwszej Prezes Sądu Najwyższego za nieprzerwaną i przywraca sędziów SN, których ustawa z 8 grudnia 2017 r. traktowała jak sędziów w stanie spoczynku uznaje ustawa za sędziów w stanie czynnym[10].
  - wejście w życie ustawy z dnia 4 października 2018 r. o produktach kosmetycznych[11].
  - wejście w życie ustawy z dnia 4 października 2018 r. o pracowniczych planach kapitałowych[12] wprowadzającej prywatny, dobrowolny system oszczędzania na dodatkową emeryturę[13].
- 4 stycznia – 5 osób zginęło, a 1 została ranna w wyniku pożaru w Escape Roomie w Koszalinie[14].
- 13 stycznia – prezydent Gdańska Paweł Adamowicz został zaatakowany nożem podczas 27. finału Wielkiej Orkiestry Świątecznej Pomocy w Gdańsku, następnego dnia zmarł w wyniku odniesionych obrażeń[15].
- 18–19 stycznia – żałoba narodowa po tragicznej śmierci Prezydenta Gdańska Pawła Adamowicza. W drugi dzień żałoby urna z jego prochami została złożona w bazylice Mariackiej w Gdańsku.

### Luty
- 3 lutego – w Warszawie odbyła się konwencja założycielska partii Wiosna Roberta Biedronia[16].
- 12 lutego – Robert Gwiazdowski ogłosił powstanie ruchu Polska Fair Play[17].
- 13–14 lutego – konferencja bliskowschodnia w Warszawie[18].
- 15–16 lutego – żałoba narodowa po śmierci byłego premiera Jana Olszewskiego[19].

### Marzec
- 3 marca – przedterminowe wybory prezydenta Gdańska[20].
- 18 marca – publikacja indeksu WIG.GAMES na Giełdzie Papierów Wartościowych w Warszawie[21].

### Kwiecień
- 8 kwietnia – rozpoczęcie bezterminowego strajku nauczycieli.
- 14 kwietnia – odsłonięcie Pomnika młodego L. Zamenhofa w Białymstoku w ramach obchodów 102 rocznicy śmierci twórcy Esperanta.
- 25 kwietnia – do kin w Polsce wszedł najbardziej dochodowy film w historii – Avengers: Koniec gry.
- 27 kwietnia – zawieszenie bezterminowego strajku nauczycieli.

### Maj
- 11 maja – za pośrednictwem serwisu YouTube premierę miał film dokumentalny Tylko nie mów nikomu w reż. Tomasza Sekielskiego[22].
- 16 maja – Sejm uchwalił ustawę o Funduszu rozwoju przewozów autobusowych o charakterze użyteczności publicznej.
- 26 maja – odbyły się wybory do Parlamentu Europejskiego w Polsce, w których Prawo i Sprawiedliwość zdobyło najwięcej głosów i uzyskało wynik 45,38%, drugie miejsce zajęła Koalicja Europejska z wynikiem 38,47% głosów, a trzecie miejsce partia Wiosna Roberta Biedronia z wynikiem 6,06% głosów, inne bloki wyborcze nie przekroczyły progu 5%[23].

### Czerwiec
- 4 czerwca – Robert Gwiazdowski poinformował o zakończeniu działalności ruchu Polska Fair Play[24].
- 9 czerwca – Po dziewięciu latach przywrócono kolejowe połączenia pasażerskie do Lubina – wówczas drugiego co do wielkości miasta w Polsce bez kolei pasażerskiej[25].

### Sierpień
- 9–11 sierpnia – międzynarodowy kongres Świadków Jehowy ph. „Miłość nigdy nie zawodzi!” w Warszawie[26].
- 15 sierpnia – w Katowicach odbyła się defilada z okazji Święta Wojska Polskiego oraz 100. rocznicy wybuchu I Powstania Śląskiego, którą przyjął prezydent RP Andrzej Duda[27].
- 31 sierpnia – ostatni dzień funkcjonowania wprowadzonych przez reformę systemu oświaty z 1999 roku gimnazjów w ustroju szkolnym w wyniku reformy systemu oświaty z 2017 roku.

### Wrzesień
- 1 września – w Wieluniu i w Warszawie odbyły się obchody 80. rocznicy wybuchu II wojny światowej z udziałem m.in. wiceprezydenta USA Mike’a Pence’a oraz prezydenta Niemiec Franka-Waltera Steinmeiera i kanclerz Niemiec Angeli Merkel.

### Październik
- 13 października – odbyły się wybory parlamentarne w Polsce[28][29]. Do Sejmu weszło 5 komitetów wyborczych. Zwycięski komitet wyborczy, PiS, który zdobył 43,59% (235 mandatów), po raz drugi zdobył większość umożliwiającą sformowanie samodzielnego rządu. Do Sejmu dostały się także: KO (27,4%), SLD (12,56%), PSL (8,55%) i KWiN (6,81%)[30][31]. Zwycięski komitet wyborczy nie zdobył natomiast samodzielnej większości w Senacie pomimo uzyskania największej liczby mandatów[30]. Frekwencja wyniosła 61,74%[32].
- 25 października – w Warszawie odsłonięto pomnik Wojciecha Korfantego[33].

### Listopad
- 10 listopada – w parafiach katolickich obchodzony był XI Dzień Solidarności z Kościołem Prześladowanym zorganizowany przez Pomoc Kościołowi w Potrzebie, zbierano datki dla uchodźców i ofiary wojny domowej w Sudanie Południowym[34].
- 12 listopada – pierwsze posiedzenie Sejmu IX kadencji i Senatu X kadencji[35]:
  - Na stanowisko Marszałka Sejmu wybrano Elżbietę Witek (PiS), a na Marszałka Senatu – Tomasza Grodzkiego (KO).
  - Prezydent Andrzej Duda przyjął dymisję Rady Ministrów.
- 15 listopada – zaprzysiężenie drugiego rządu Mateusza Morawieckiego.
- 19 listopada – exposé Mateusza Morawieckiego w Sejmie[36].
- 24 listopada:
  - 17. Konkurs Piosenki Eurowizji dla Dzieci w Polsce; zwyciężyła Viki Gabor reprezentująca Polskę[37].
  - nowym przewodniczącym partii politycznej Nowoczesna został Adam Szłapka[38].

### Grudzień
- 4 grudnia – wybuch gazu w Szczyrku, w wyniku którego zginęło 8 osób: 4 dorosłych i 4 dzieci[39].
- 14 grudnia – odbyły się obrady ciał statutowych SLD i Wiosny, po których poinformowano, że z połączenia obu ugrupowań powstanie partia Nowa Lewica[40].

## Wydarzenia na świecie

### Styczeń
- 1 stycznia:
  - Belgia, Gwinea Równikowa, Indonezja, Kuwejt, Niemcy, Peru, Republika Dominikańska, Republika Południowej Afryki i Wybrzeże Kości Słoniowej zostały niestałymi członkami Rady Bezpieczeństwa ONZ[41].
  - Rumunia objęła prezydencję w Radzie Unii Europejskiej.
  - Ueli Maurer objął urząd prezydenta Szwajcarii[42].
  - przelot sondy New Horizons w pobliżu obiektu pasa Kuipera (486958) Arrokoth (2014 MU69, o godzinie 6:33 czasu polskiego)[43].
- 3 stycznia – pierwsze miękkie lądowanie (Chang’e 4) na niewidocznej z Ziemi stronie Księżyca[44].
- 6 stycznia – kościół Prawosławny Ukrainy uzyskał status metropolii w jurysdykcji kanonicznej Patriarchatu Konstantynopolitańskiego.
- 17 stycznia – zamach w Bogocie.
- 23 stycznia – kryzys prezydencki w Wenezueli: Lider opozycji Juan Guaidó ogłosił siebie prezydentem Wenezueli, gdzie jako pierwsze poparły go Stany Zjednoczone. Po tym zdarzeniu Nicolás Maduro zerwał stosunki dyplomatyczne z USA.
- 25 stycznia – katastrofa tamy w Brumadinho.
- 22–27 stycznia – 34. Światowe Dni Młodzieży w Panamie[45].

### Luty
- 17 lutego – protesty na Haiti. Głównym postulatem protestujących była dymisja prezydenta Jovenela Moïse[46].
- 24 lutego – Teledysk do utworu Despacito artysty Luis Fonsi jako pierwszy w historii YouTube osiągnął 6 miliardów wyświetleń.

### Marzec
- 4–21 marca – cyklon Idai nawiedził południowo-wschodnią Afrykę.
- 15 marca – zamach na dwa meczety w Christchurch na Nowej Zelandii.

### Kwiecień
- 9 kwietnia – w Izraelu odbyły się wybory parlamentarne do Knesetu XXI kadencji, które wygrała partia Likud premiera Binjamina Netanjahu[47].
- 10 kwietnia – naukowcy przedstawili pierwsze w historii zdjęcie czarnej dziury znajdującej się w centrum galaktyki M87.
- 15 kwietnia – pożar katedry Notre-Dame w Paryżu.
- 21 kwietnia – zamachy na Sri Lance.
- 21 kwietnia – wybory prezydenckie na Ukrainie: Aktor i komik Wołodymyr Zełenski został nowym prezydentem Ukrainy.
- 28 kwietnia – przedterminowe wybory parlamentarne w Hiszpanii.

### Maj
- 1 maja – po abdykacji Akihito, jego syn Naruhito został nowym cesarzem Japonii.
- 12 maja – pierwsza tura wyborów prezydenckich na Litwie.
- 14–18 maja – 64. Konkurs Piosenki Eurowizji w Izraelu.
- 23–26 maja – wybory do Parlamentu Europejskiego.
- 26 maja:
  - w wyborach parlamentarnych w Belgii zwyciężył konserwatywny Nowy Sojusz Flamandzki[48].
  - w drugiej turze wyborów prezydenckich na Litwie Gitanas Nausėda pokonał Ingridę Šimonytė[49].
- 31 maja – strzelanina w Virginia Beach.

### Czerwiec
- 5 czerwca – w wyborach parlamentarnych w Danii zwyciężyła Duńska Partia Socjaldemokratyczna, drugie miejsce zajęła liberalna partia Venstre[50].
- 26 czerwca – w USA wyemitowano ostatni odcinek serialu Niesamowity świat Gumballa.
- 29 czerwca – Donald Trump, jako pierwszy w historii Prezydent Stanów Zjednoczonych, przekroczył granicę między Koreą Północną a Południową[51].

### Lipiec
- 1 lipca – Finlandia objęła prezydencję w Radzie Unii Europejskiej.
- 2 lipca – Charles Michel został wybrany na stanowisko przewodniczącego Rady Europejskiej.
- 3 lipca – David Sassoli został przewodniczącym Parlamentu Europejskiego.
- 7 lipca – odbyły się wybory parlamentarne w Grecji, w których wygrała z wynikiem 39,85% opozycyjna, centroprawicowa Nowa Demokracja. Frekwencja wyborcza wyniosła 57,92%[52].
- 8 lipca–12 sierpnia – protesty w Portoryko przeciwko gubernatorowi wyspy Ricardo Rosselló.
- 16 lipca – Ursula von der Leyen została wybrana na stanowisko przewodniczącego Komisji Europejskiej.
- 24 lipca – 2 dni po wyborze na stanowisko lidera Partii Konserwatywnej, Boris Johnson objął urząd premiera Wielkiej Brytanii.

### Sierpień
- 3 sierpnia – strzelanina w El Paso.
- 4 sierpnia:
  - Franky Zapata przeleciał nad kanałem la Manche na flyboardzie.
  - strzelanina w Dayton.
- 15 sierpnia – początek serii tysięcy pożarów lasów w Amazonii.
- sierpień – pożary lasów w Afryce.

### Wrzesień
- 24 września – wszczęcie śledztwa w sprawie impeachmentu prezydenta USA Donalda Trumpa.
- 25 września – premiera gry Mario Kart Tour.

### Październik
- 6–27 października – w Rzymie odbyło się Specjalne Zgromadzenie Synodu Biskupów dla regionu Amazonii pod przewodnictwem papieża Franciszka[53].
- 7 października – Podano do publicznej wiadomości w prasie, że na lotnisku Abu Zabi w 2019 pojawił się Swami Sivananda – hinduski mnich, z datą urodzenia 8 sierpnia 1896 roku w paszporcie. Jeśli data urodzenia jest prawdziwa to ten pasażer miał wówczas 124 lata[54].
- 10 października – polska pisarka Olga Tokarczuk otrzymała Nagrodę Nobla w dziedzinie literatury za rok 2018[55].
- 21 października – odbyły się wybory parlamentarne w Kanadzie, w których wygrała Liberalna Partia Kanady, jednak znalazła się w rządzie mniejszościowym[56].
- 27 października – przywódca Państwa Islamskiego Abu Bakr al-Baghdadi popełnił samobójstwo, wysadzając się w powietrze[57][58].
- 29 października – brytyjska Izba Gmin w związku z wielomiesięcznym patem wokół wyjścia Wielkiej Brytanii z Unii Europejskiej (brexitu) zdecydowała o przeprowadzeniu przedterminowych wyborów, których termin wyznaczyła na 12 grudnia[59].

### Listopad
- 10 listopada – kolejne przedterminowe wybory parlamentarne w Hiszpanii.
- 17 listopada – wystąpienie pierwszych zachorowań na zakaźną chorobę COVID-19 w mieście Wuhan, w prowincji Hubei w środkowych Chinach wywoływaną przez koronawirusa SARS-CoV-2. Dalsze rozprzestrzenianie się choroby doprowadziło w marcu 2020 do ogłoszenia pandemii COVID-19[60][61].
- 26 listopada – trzęsienie ziemi w Albanii, w który zginęło 51 osób, a 790 osób zostało rannych.

### Grudzień
- 11 grudnia – ogłoszono wyniki referendum potencjalnego państwa Wyspa Bougainville’a. 98 procent uczestników (udział w głosowaniu wzięło 187 067 osób) referendum opowiedziało się za niepodległością[62]
- 12 grudnia – przedterminowe wybory do Izby Gmin w Wielkiej Brytanii[63], w których rządząca Partia Konserwatywna uzyskując 43,6% poparcia (365 mandatów) odzyskała samodzielną większość w Izbie Gmin po tym, jak ją straciła w 2017 roku[64].

## Wydarzenia sportowe

### Styczeń
- 13 grudnia–1 stycznia – 26. Mistrzostwa Świata w dartach PDC w Londynie. Po raz trzeci w karierze tytuł mistrzowski wywalczył Holender Michael van Gerwen.
- 1 stycznia – 11. odsłona Winter Classic w hokeju na lodzie w Notre-Dame, w stanie Indiana. W finale hokeiści Boston Bruins pokonali Chicago Blackhawks 4:2.
- 29 grudnia–5 stycznia – 31. edycja Pucharu Hopmana, czyli nieoficjalnych Mistrzostw Świata w grze podwójnej w tenisie ziemnym w australijskim Perth. Tytuł sprzed roku obronili Szwajcarzy – Roger Federer i Belinda Bencic – którzy w finale pokonali 2:1 reprezentantów Niemiec – Alexandra Zvereva i Angelique Kerber. To trzecie mistrzostwo w historii tego kraju.
- 29 grudnia–6 stycznia – 13. edycja Tour de Ski w biegach narciarskich. Triumf w klasyfikacji generalnej i sprinterskiej odnieśli reprezentanci Norwegii – Johannes Høsflot Klæbo i Ingvild Flugstad Østberg.
- 30 grudnia–6 stycznia – 67. edycja Turnieju Czterech Skoczni w skokach narciarskich. Zwycięstwo odniósł Japończyk Ryoyu Kobayashi, który jako trzeci skoczek w historii – po Niemcu Svenie Hannawaldzie i Polaku Kamilu Stochu – wygrał wszystkie rozegrane konkursy. Czwarte miejsce zajął Polak Dawid Kubacki.
- 5–13 stycznia – 42. Mistrzostwa Świata w dartach BDO w angielskim Frimley Green, w hrabstwie Surrey. Wśród mężczyzn po raz trzeci z rzędu po tytuł sięgnął Anglik Glen Durrant, z kolei u kobiet po raz pierwszy Japonka Mikuru Suzuki. Najwięcej punktów w jednym podejściu (160) uzyskali trzej zawodnicy – dwukrotnie Anglik Scott Waites oraz po razie Holender Willem Mandigers i Polak Krzysztof Kciuk.
- 11–13 stycznia
  - 2. Mistrzostwa Europy w łyżwiarstwie szybkim na dystansach we Włoszech. W rywalizacji wielobojowej najlepsi okazali się Holender Sven Kramer (po raz dziesiąty) oraz Austriaczka Vanessa Herzog. W zmaganiach sprinterskich natomiast triumfowali drugi z reprezentantów Holandii, Kai Verbij (po raz drugi) oraz jego rodaczka Antoinette de Jong.
  - 23. Mistrzostwa Europy w short tracku w Holandii. W klasyfikacji wielobojowej triumfowali Węgier Shaolin Sándor Liu oraz Holenderka Suzanne Schulting. Złoty medal w biegu na 500 metrów wywalczyła Polka Natalia Maliszewska, która w wieloboju uplasowała się na 4. miejscu. Reprezentacja Węgier wygrała klasyfikację medalową z dorobkiem czterech złotych medali przed Holendrami i Rosjanami.
- 12–13 stycznia – 53. Mistrzostwa Europy w bobslejach w niemieckim Königssee. Zmagania zdominowali reprezentanci gospodarzy. W rywalizacji dwójek kobiet zwyciężyły Annika Drazek (po raz czwarty z rzędu) i Mariama Jamanka (po raz drugi). W zmaganiach dwójek mężczyzn triumfowali Francesco Friedrich (po raz trzeci z rzędu) i Martin Grothkopp. W zjeździe czwórki mężczyzn po raz trzeci z rzędu najlepszy okazał się Johannes Lochner, który dokonał tego wspólnie z Christianem Raspem, Markiem Rademacherem i Florianem Bauerem.
- 13 stycznia – 22. edycja Pucharu Kontynentalnego w hokeju na lodzie w irlandzki Belfaście. W finale kazachski Arłan Kokczetaw pokonał w rzutach karnych 3:2 reprezentantów gospodarzy. W walce o brąz GKS Katowice wygrał 5:0 z białoruskim HK Homel. Królem strzelców został Polak Mikołaj Łopuski, Kanadyjczyk Darcy Murphy i Kazach Dmitrij Potajczuk. W klasyfikacji asystentów i kanadyjskiej najlepszy okazał się Fin Jesse Rohtla. Najlepszym bramkarzem turnieju został Kanadyjczyk Tyler Beskorowany, najlepszym obrońcą Stanisław Borowikow, natomiast napastnikiem Murphy.
- 7–17 stycznia – 41. edycja Rajdu Dakar. W klasyfikacji samochodów po raz trzeci w karierze triumfował Katarczyk Nasser Al-Attiyah, tym razem w barwach Toyoty (po raz drugi z francuskim pilotem Matthieu Baumelem). Polak Jakub Przygoński z belgijskim pilotem Tomem Colsoulem zajął w tej klasyfikacji 4. miejsce. W zmaganiach motocyklistów po raz drugi najlepszy okazał się Australijczyk Toby Price (na motocyklu KTM). W rywalizacji ciężarówek po raz czwarty zwyciężyła rosyjska załoga Kamaza – Edward Nikołajew, Jewgienij Jakowlew i Władimir Rybakow. Polski mechanik zespołu Iveco Dariusz Rodewald stanął na najniższym stopniu podium. W klasyfikacji załóg UTVs triumfowała chilijska załoga – Francisco López Contardo i Alvaro Juan Leon Quintanilla, reprezentujący ekipę South Racing Can-Am.
- 18 stycznia – 25. Mistrzostwa Europy w skeletonie w austriackim Igls. Wśród mężczyzn po raz dziesiąty z rzędu najlepszym okazał się Łotysz Martins Dukurs, natomiast u kobiet po raz trzeci reprezentantka gospodarzy, Janine Flock.
- 13–20 stycznia
  - 45. edycja snookerowego turnieju Masters w Londynie. W angielskim finale Judd Trump pokonał Ronniego O’Sullivana 10:4. Najwyżej punktowane podejście (140 punktów) uzyskał Belg Luca Brecel.
  - 3. edycja Zimowego Pucharu Narodów w netballu w Anglii. Po piąte mistrzostwo w historii (trzecie zimowych zmagań) rozgrywek sięgnęła reprezentacja Australii.
- 15–20 stycznia – 21. edycja kolarskiego wyścigu Tour Down Under w Australii. W zawodach najlepszym okazał się reprezentant RPA Daryl Impey (MTS). W klasyfikacji górskiej triumfował reprezentant gospodarzy Jason Lea, natomiast w punktacji sprinterskiej Nowozelandczyk Patrick Bevin.
- 17–20 stycznia – 19. edycja Pucharu Kontynentalnego w curlingu w amerykańskim Paradise, w stanie Nevada. Po trofeum sięgnęli zawodnicy reprezentujący drużynę światową – Szwedzi (Niklas Edin, Oskar Eriksson, Rasmus Wranå i Christoffer Sundgren oraz Anna Hasselborg, Sara McManus, Agnes Knochenhauer i Sofia Mabergs), Szkoci (Bruce Mouat, Grant Hardie, Bobby Lammie i Hammy McMillan Jr. oraz Eve Muirhead, Jennifer Dodds, Vicki Chalmers i Lauren Gray) i Szwajcarzy (Benoît Schwarz, Sven Michel, Peter de Cruz i Valentin Tanner oraz Alina Pätz, Silvana Tirinzoni, Esther Neuenschwander i Melanie Barbezat).
- 18–20 stycznia – 6. edycja turnieju Nordic Combined Triple w kombinacji norweskiej. Zwycięstwo odniósł Austriak Mario Seidl.
- 19–20 stycznia – 30. edycja prestiżowego Race of Champions w sportach samochodowych w Meksyku. W rywalizacji indywidualnej triumfował Meksykanin Benito Guerra Jr., natomiast w zmaganiach drużynowych Team Nordycki reprezentowany przez Szweda Johana Kristoffersona i Duńczyka Toma Kristensena.
- 23–25 stycznia – 48. Mistrzostwa Europy w żeglarstwie lodowym na polskim jeziorze Śniardwy. Pierwszy w karierze tytuł mistrzowski wywalczył Polak Jacek Radzki, który pokonał swojego rodaka Tomasza Zakrzewskiego i Estończyka Mihkela Koska.
- 25 stycznia – zakończył się sezon Pucharu Interkontynentalnego w skeletonie. W klasyfikacji generalnej triumfowali Koreańczyk Seunggi Jung i Czeszka Anna Fernstädtová.
- 26 stycznia
  - 64. Mecz Gwiazd NHL w hokeju na lodzie w San Jose, w stanie Kalifornia. W wielkim finale zawodnicy Metropolitan Division pokonali reprezentantów Central Division 10:5. MVP turnieju został Kanadyjczyk Sidney Crosby reprezentujący Pittsburgh Penguins.
  - 3. edycja Pucharu Świata Pegasus w jeździectwie w amerykańskim Hallandale Beach, w stanie Floryda. W zawodach zwyciężył wenezuelski dżokej Javier Castellano na amerykańskim koniu City Of Light i pod przewodnictwem amerykańskiego trenera Michaela McCarthy’ego.
  - zakończył się 13. sezon Pucharu Europy w bobslejach. W rywalizacji dwójek mężczyzn triumfował Niemiec Richard Ölsner, natomiast u kobiet Rosjanka Alena Osipienko. W zmaganiach czwórek mężczyzn najlepszy okazał się Włoch Patrick Baumgartner. Ölsner zwyciężył także w kombinacji.
  - zakończył się sezon Pucharu Europy w skeletonie. W klasyfikacji końcowej najlepsi okazali się reprezentanci Niemiec – Fabian Kühler i Janine Becker.
- 9–27 stycznia – 26. Mistrzostwa Świata w piłce ręcznej mężczyzn w Danii i Niemczech. Pierwsze w karierze mistrzostwo wywalczyli reprezentanci Danii, którzy w finale pokonali Norwegów 31:22. Brąz zdobyli Francuzi, którzy wygrali 26:25 z reprezentantami gospodarzy, Niemcami. MVP turnieju został Duńczyk Mikkel Hansen, który z dorobkiem 72 bramek wywalczył także tytuł króla strzelców. Wyróżnienia otrzymali także jego rodacy – bramkarz Niklas Landin Jacobsen oraz środkowy rozgrywający Rasmus Lauge. Pozostałe statuetki zdobyli Norwegowie Magnus Jøndal (lewoskrzydłowy), Sander Sagosen (lewy rozgrywający) i Bjarte Mychol (obrotowy), Niemiec Fabian Wiede (prawy rozgrywający) oraz Hiszpan Ferrán Solé (prawoskrzydłowy).
- 10–27 stycznia – 41. Halowe Mistrzostwa Świata w bowls w angielskiej Hopton-on-Sea, w hrabstwie Norfolk. Po tytuły mistrzowskie sięgnęli reprezentanci Szkocji – po raz drugi w karierze Stewart Anderson i po raz pierwszy Julie Forrest.
- 14–27 stycznia – 107. edycja wielkoszlemowego turnieju tenisowego Australian Open. W grze pojedynczej triumfowali Serb Novak Đoković (po raz siódmy) i Japonka Naomi Ōsaka. W deblu zwyciężyli Francuzi Pierre-Hugues Herbert i Nicolas Mahut oraz Australijka Samantha Stosur i Chinka Zhang Shuai. W grze mieszanej najlepszymi okazali się Czeszka Barbora Krejčíková i Amerykanin Rajeev Ram. Do ćwierćfinału rozgrywek deblowych dotarł Polak Łukasz Kubot.
- 21–27 stycznia – 111. Mistrzostwa Europy w łyżwiarstwie figurowym w białoruskim Mińsku. W rywalizacji solistów najlepszymi okazali się Hiszpan Javier Fernández (po raz siódmy z rzędu) i Rosjanka Sofja Samodurowa. W zmaganiach par sportowych i tanecznych triumfowali reprezentanci Francji – po raz pierwszy Vanessa James i Morgan Ciprès oraz po raz piąty z rzędu Gabriella Papadakis i Guillaume Cizeron.
- 24–27 stycznia – Winter X-Games 24, czyli 24. edycja Zimowych Igrzysk Sportów Ekstremalnych w amerykańskim Aspen. Z dorobkiem siedmiu złotych medali klasyfikację wygrała reprezentacja gospodarzy. Podium dopełnili Kanadyjczycy i Australijczycy.
- 25–27 stycznia – 48. Mistrzostwa Świata w saneczkarstwie na torach lodowych w niemieckim Winterbergu. Rywalizację zdominowali reprezentanci Niemiec, którzy zdobyli pięć z siedmiu możliwych do wywalczenia złotych medali. W zmaganiach jedynek triumfowali Natalie Geisenberger (po raz czwarty na długim dystansie oraz po raz pierwszy w sprincie) oraz Felix Loch (po raz szósty na klasycznym dystansie), natomiast w rywalizacji dwójek Toni Eggert i Sascha Benecken (po raz drugi na długim i po raz pierwszy na krótkim dystansie). Pozostałe medale z najcenniejszego kruszcu przypadły Austriakowi Jonasowi Müllerowi (w sprincie) oraz sztafecie rosyjskiej w składzie: Tatjana Iwanowa, Siemion Pawliczenko, Władisław Jużakow i Jurij Prokhorow.
- 26–27 stycznia – 57. edycja prestiżowego 24-godzinnego wyścigu samochodowego na torze Daytona na Florydzie. W klasyfikacji generalnej (DPi) najlepszą okazała się amerykańska załoga, Konica Minolta Cadillac – w jej składzie znaleźli się Holender Renger van der Zande, Amerykanin Jordan Taylor, Hiszpan Fernando Alonso i Japończyk Kamui Kobayashi. W klasie LMP2 triumfowali zawodnicy ekipy DragonSpedd – Meksykanin Roberto González, Wenezuelczyk Pastor Maldonado, Kolumbijczyk Sebastián Saavedra i Irlandczyk Ryan Cullen. W kategorii GTLM triumfowali kierowcy zespołu BMW Team RLL – Brazylijczyk Augusto Farfus, Austriak Phillipp Eng oraz reprezentanci gospodarzy – Conor De Phillipi i Colton Herta. W rywalizacji samochodów GTD zwyciężyła austriacka załoga GRT Grasser Racing Team – Włoch Mirko Bortolotti, Holender Rik Breukers, Niemiec Christian Engelhart i Francuz Franck Perera.
- 27 stycznia
  - zakończył się 27. sezon Pucharu Świata w kolarstwie torowym.
  - 69. edycja Pro Bowl w futbolu amerykańskim w amerykańskim Orlando, w stanie Floryda. Po puchar sięgnęli zawodnicy American Football Conference po wygranej z reprezentantami National Football Conference 26:7. Za najlepszego ofensywnego zawodnika uznany został Amerykanin Patrick Mahomes (reprezentujący Kansas City Chiefs), natomiast tytuł najlepszego gracza defensywnego przypadł jego rodakowi, Jamalowi Adamsowi (z zespołu New York Jets).
  - zakończył się 25. sezon Pucharu Świata w kolarstwie przełajowym mężczyzn. Po raz pierwszy w karierze zwyciężył Belg Toon Aerts, Wśród zespołów triumfowała belgijska ekipa Telenet–Fidea Lions.
  - zakończył 12. sezon Pucharu Świata w kolarstwie przełajowym kobiet. Kryształową kulę za wygranie klasyfikacji generalnej zdobyła Holenderka Marainne Vos. W punktacji zespołowej najlepszą okazała się holenderska drużyna WaowDeals Pro Cycling.
  - 5. edycja kolarskiego wyścigu Cadel Evans Great Ocean Road Race w Australii. Po zwycięstwo sięgnęli Włoch Elia Viviani (Deceuninck–Quick-Step) oraz Kubanka Arlenis Sierra (ASA). W rywalizacji drużynowej najlepszą okazała się ekipa Emirates ze Zjednoczonych Emiratów Arabskich.

### Luty
- 26 stycznia–2 lutego – 39. Mistrzostwa Świata w bandy w szwedzkim Vänersborg. W finale Rosjanie pokonali w dogrywce Szwedów 6:5. Był to dwunasty tytuł w historii tego kraju. Brąz wywalczyli Finowie po wygranej 8:2 z Kazachami. MVP turnieju wybrano Szweda Erika Petterssona. Królem strzelców z trzynastoma trafieniami został Norweg Felix Callander.
- 31 stycznia–3 lutego – 22. Mistrzostwa Świata w saneczkarstwie na torach naturalnych we włoskim Latzfons. Zmagania zdominowali reprezentanci gospodarzy. W rywalizacji jedynek triumfowali Alex Gruber i Evelin Lanthaler. W zjeździe dwójek zwyciężyli Patrick Pigneter i Florian Clara. W zwycięskiej drużynie wystartowali Lanthaler, Pigneter i Gruber.
- 30 stycznia–3 lutego – 13. edycja snookerowego turnieju German Masters w Berlinie. W angielskim finale Kyren Wilson pokonał Davida Gilberta 9:7. Gilbert uzyskał najwyższy break (139 punktów).
- 2–3 lutego
  - 70. Mistrzostwa Świata w kolarstwie przełajowym w duńskim Bogense. Wśród mężczyzn po raz drugi w karierze najlepszym okazał się Holender Mathieu van der Poel, natomiast u kobiet po raz trzeci z rzędu Belgijka Sanne Cant.
  - 48. edycja prestiżowego turnieju Europa Top 12 w tenisie stołowym w szwajcarskim Montreux. Tytuły wywalczyli reprezentanci Niemiec – Dimitrij Ovtcharov i Petrissa Solja. Polka Natalia Partyka zajęła 4. miejsce.
- 3 lutego – 53. edycja Super Bowl w futbolu amerykańskim w Atlancie, w stanie Georgia. W finale zawodnicy New England Patriots pokonali 13:3 Los Angeles Rams. To szóste mistrzostwo w historii tego klubu. Najbardziej wartościowym zawodnikiem wybrany został Amerykanin Julian Edelman.
- 5 lutego – 6. edycja Ligi Mistrzów w hokeju na lodzie w szwedzkim Göteborgu. W finale reprezentanci gospodarzy, Frölunda HC, pokonali niemiecki EHC Red Bull Monachium 3:1. Brązowe medale wywalczyli zawodnicy czeskiego HC Pilzno 1929 i austriackiego EC Red Bull Salzburg. MVP turnieju i królem strzelców został Kanadyjczyk Trevor Parkes.
- 1–10 lutego
  - 17. Mistrzostwa świata w narciarstwie dowolnym w amerykańskim Park City. Z dorobkiem trzech złotych kruszców klasyfikację medalową wygrali Kanadyjczycy, którzy pokonali Francuzów i Szwajcarów. W rywalizacji big air triumfowali Szwajcar Fabian Bösch i Francuz Tess Ledeux. W zmaganiach ski cross najlepszymi okazali się Francuz François Place i Kanadyjka Marielle Thompson. W slopestyle’u zwyciężył Brytyjczyk James Woods (konkurencję kobiecą odwołano z powodu niekorzystnych warunków atmosferycznych). W skokach akrobatycznych triumfowali Rosjanin Maksim Burow i Białorusinka Alaksandra Ramanouska. W konkurencji halfpipe wygrali Amerykanin Aaron Blunck i Kelly Sildaru (po raz trzeci z rzędu). W jeździe na muldach najlepszymi okazali się Kanadyjczyk Mikaël Kingsbury (po raz drugi) i Kazaszka Julija Gałyszewa. W jeździe na podwójnych muldach zwyciężyli Kingsbury (po raz drugi) i Francuzka Perrine Laffont. W rywalizacji drużynowych skoków akrobatycznych triumfowali Szwajcarzy.
  - 13. Mistrzostwa świata w snowboardzie w amerykańskim Park City. W klasyfikacji medalowej z dorobkiem czterech złotych medali zwyciężyli reprezentanci gospodarzy. Podium dopełnili Rosjanie i Niemcy. W zmaganiach snowboard cross najlepszymi okazali się Amerykanin Mick Dierdorff i Czeszka Eva Samková. W równoległym gigancie slalomie triumfowali Rosjanin Dmitrij Łoginow i Niemka Selina Jörg. W równoległym slalomie zwyciężyli Łoginow i Szwajcarka Julie Zogg. W konkurencji halfpipe wygrali Australijczyk Scotty James (po raz trzeci) i Amerykanka Chloe Kim. W slopestyle’u najlepszymi okazali się Amerykanin Chris Coming i Nowozelandka Zoi Sadowski-Synnott. W drużynowej rywalizacji snowboard cross triumfowali reprezentanci Stanów Zjednoczonych. Konkurencja big air z powodu niekorzystnej pogody została odwołana.
- 4–10 lutego
  - 38. edycja snookerowego turnieju World Grand Prix w angielskim Cheltenham. W angielskim finale Judd Trump pokonał Alistera Cartera 10:6. To drugie mistrzostwo w historii tego zawodnika. Najwyższy break uzyskał ich rodak Barry Hawkins (143 punkty).
  - 21. Mistrzostwa czterech kontynentów w łyżwiarstwie figurowym w amerykańskim Anaheim, w Kalifornii. W konkurencji solowej triumfowali Japończycy – Shōma Uno i Rika Kihira. W rywalizacji par najlepsi okazali się reprezentanci Chin – Sui Wenjing i Han Cong.
- 7–10 lutego – 19. Mistrzostwa Świata w łyżwiarstwie szybkim na dystansach w niemieckim Inzell. Z dorobkiem ośmiu złotych medali zwyciężyli Holendrzy. Podium dopełnili Amerykanie i Czesi. W zwycięskiej reprezentacji triumfowali Kai Verbij (1000 m), Thomas Krol (1500 m), Jorrit Bergsma (po raz trzeci w wyścigu na 10 km), Ireen Wüst (po raz czwarty w biegu na 1500 m), Irene Schouten (po raz drugi w biegu masowym), a także drużyna mężczyzn w wyścigu sprinterskim i pościgowym oraz drużyna sprinterek. W pozostałych konkurencjach zwyciężyli Rosjanin Rusłan Muraszow (500 m), Norweg Sverre Lunde Pedersen (5000 m), Austriaczka Vanessa Herzog (500 m), Czeszka Martina Sáblíková (po raz piąty w biegu na 3000 m oraz po raz dziesiąty w wyścigu na 5000 m), Amerykanie Joey Mantia (po raz drugi z rzędu w biegu masowym) i Brittany Bowe (po raz drugi w biegu na 1000 m) oraz drużyna Japonek w biegu pościgowym.
- 9–10 lutego – 50. Mistrzostwa Europy w saneczkarstwie na torach lodowych w niemieckim Oberhofie. W zmaganiach jedynek po raz czwarty w karierze po tytuły sięgnęli Rosjanin Siemion Pawliczenko i Niemka Natalie Geisenberger. W dwójkach mężczyzn po raz trzeci triumfowali reprezentanci gospodarzy – Tobias Wendl i Tobias Arlt. W rywalizacji drużynowej najlepszą okazała się reprezentacja Włoch – Andrea Voetter, Dominik Fischnaller oraz Ivan Nagler i Fabian Malleier.
- 10 lutego – zakończył się 22. sezon Pucharu Świata w short tracku. W biegu na 500 metrów po kryształową kulę sięgnęli Koreańczyk Lim Hyo-jun i Polka Natalia Maliszewska. W wyścigu na 1000 metrów w klasyfikacji generalnej triumfowali drugi z reprezentantów Korei Południowej, Park Ji-won oraz Holenderka Suzanne Schulting (po raz drugi). W biegu na 1500 metrów najlepszymi okazali się trzeci reprezentant Korei Południowej, Kim Gun-woo, i Schulting. W rywalizacji drużynowej na 3000/5000 metrów zwyciężyli Węgrzy i Rosjanki.
- 16 lutego – zakończył się 27. sezon Pucharu Świata w saneczkarstwie na torach naturalnych. W rywalizacji jedynek klasyfikację generalną wygrali po raz trzeci w karierze zarówno Austriak Thomas Kammerlander, jak i Włoszka Evelin Lanthaler. W zmaganiach dwójek po raz dziesiąty najlepszymi okazali się reprezentanci Włoch Patrick Pigneter i Florian Clara.
- 5–17 lutego – 45. Mistrzostwa świata w narciarstwie alpejskim we szwedzkim Åre. Z dorobkiem dwóch złotych medali triumfowały reprezentacje Szwajcarii i Norwegii. Podium dopełnili Amerykanie. W zjeździe triumfowali Norweg Kjetil Jansrud i Słowenka Ilka Štuhec (po raz drugi z rzędu). W supergigancie zwyciężyli Włoch Dominik Paris i Amerykanka Mikaela Shiffrin. W gigancie wygrali Norweg Henrik Kristoffersen i Słowaczka Petra Vlhová. W slalomie najlepszymi okazali się Austriak Marcel Hirscher (po raz trzeci) i Shiffrin (po raz czwarty z rzędu). W superkombinacji zwycięstwo odnieśli Francuz Alexis Pinturault i Szwajcarka Wendy Holdener (po raz drugi z rzędu). W rywalizacji drużynowej triumfowali reprezentanci Szwajcarii.
- 11–17 lutego – 28. edycja snookerowego turnieju Welsh Open w walijskim Cardiff. W finale Neil Robertson pokonał Anglika Stuarta Binghama 9:7. To drugi tytuł w karierze Australijczyka. Wspólnie z Tajem Nopponem Saengkhamem uzyskał również maksymalnego breaka.
- 13–17 lutego – 25. Mistrzostwa Europy drużyn mieszanych w badmintonie w Kopenhadze. W finale reprezentanci gospodarzy pokonali Niemców 3:0.
- 15–17 lutego
  - 2. edycja turnieju Willingen Five w skokach narciarskich. Zwycięstwo odniósł Japończyk Ryoyu Kobayashi. Drugie miejsce zajął Polak Piotr Żyła.
  - 1. Mistrzostwa Europy w futsalu kobiet w Portugalii. Po historyczny tytuł sięgnęły Hiszpanki, które w finale pokonały gospodynie turnieju 4:0. Brąz zdobyły reprezentantki Rosji po wygranej 3:2 w serii rzutów karnych z Ukrainkami. MVP mistrzostw, a zarazem królową strzelczyń (z dorobkiem 10 bramek, w tym trzech w finale), została Hiszpanka Vanessa Sotelo.
  - 28. finał FIBA Intercontinental w koszykówce w brazylijskim Rio de Janeiro. W ostatecznej rozgrywce zawodnicy greckiego klubu AEK Ateny wygrali z reprezentantami gospodarzy, Flamengo Basketball 86:70. Brąz wywalczyli koszykarze argentyńskiej San Lorenzo de Almagro dzięki wygranej z amerykańskim klubem Austin Spurs 77:59. Najbardziej wartościowym zawodnikiem turnieju, a zarazem królem strzelców (z dorobkiem 22 punktów), został Macedończyk Jordan Theodore.
  - 30. edycja Final Four Euroligi w halowym hokeju na trawie mężczyzn w Wiedniu. W finale szwedzki Partille pokonał austriacki Arminen 3:1. Brąz wywalczyli zawodnicy niemieckiego Hamburga, którzy wygrali 8:6 z rosyjskim Dinamo Stroitel. Królem strzelców z dorobkiem osiemnastu bramek został Niemiec Moritz Fürste. Za najlepszego gracza turnieju uznany został Szwed Joakim Björkman, natomiast za najlepszego bramkarza – Duńczyk Mateusz Szymczyk.
  - 30. edycja Final Four Euroligi w halowym hokeju na trawie kobiet w Hamburgu. W finale hokeistki holenderskiego Laren pokonały 3:1 rosyjski Dinamo Elektrostal. W pojedynku o brązowy medal lepsze okazały się gospodynie turnieju, Der Club an der Alster, które wygrały z hiszpańską Club de Campo 7:0.
- 17 lutego
  - 68. edycja Meczu Gwiazd NBA w koszykówce w amerykańskim mieście Charlotte, w stanie Karolina Północna. Po tytuł sięgnęli zawodnicy Team LeBron należący do Konferencji Wschodniej, którzy pokonali Team Giannis 178:164. MVP turnieju został Amerykanin Kevin Durant.
  - 61. edycja prestiżowego wyścigu NASCAR Daytona 500 w amerykańskiej Daytona Beach, w stanie Floryda. Po raz drugi w karierze najlepszym okazał się reprezentant gospodarzy, Denny Hamlin, reprezentujący ekipę Joe Gibbs Racing.
  - 27. finał World Club Challenge w rugby league w brytyjskim Wigan. Po raz czwarty najlepszymi okazali się gracze Sydney Roosters, którzy wygrali 20:8 z gospodarzami turnieju Wigan Warriors.
- 17–20 lutego – 46. Mistrzostwa Świata w żeglarstwie lodowym na amerykańskim jeziorze Indian. Zawody zdominowali reprezentanci Polski. Po raz trzeci w karierze tytuł wywalczył Michał Burczyński. Podium dopełnili Jarosław Radzki i Tomasz Zakrzewski.
- 20 lutego – zakończył się 4. sezon prestiżowego cyklu IAAF World Indoor Tour w lekkoatletyce. Klasyfikację generalną w poszczególnych konkurencjach wygrali Chińczyk Amerykanin Nathan Strother (400 metrów), Etiopczyk Samuel Tefera (1500 metrów), Amerykanin Jarret Eaton (60 metrów przez płotki), Japończyk Naoto Tobe (skok wzwyż), Kubańczyk Juan Miguel Echevarría (skok w dal), Polka Ewa Swoboda (60 metrów), Etiopki Nabitam Alemu (800 metrów) i Alemaz Samuel, Wenezuelka Yulimar Rojas, Rosjanka Anżelika Sidorowa (skok o tyczce) oraz Niemka Christina Schwanitz.
- 18–24 lutego – 26. Mistrzostwa Europy w biathlonie w białoruskiej Raubiczy. Z dorobkiem trzech złotym medali klasyfikację medalową wygrała reprezentacja Szwecji. Podium dopełnili Rosjanie i Norwegowie. W biegu indywidualnym najlepszymi okazali się Bułgar Krasimir Anew i Szwedka Hanna Öberg. W sprincie triumfowali Norweg Tarjei Bø i Szwedka Mona Brorsson. W wyścigu pościgowym zwyciężyli Bø i Rosjanka Jekatierina Jurłowa-Percht. W rywalizacji sztafet mieszanych pojedynczych wygrali Rosjanie, natomiast wśród sztafet mieszanych podwójnych Szwedzi.
- 21–24 lutego
  - 20. edycja WGC-Mexico, czyli nieoficjalnych Mistrzostw Świata w golfie w Meksyku. Po raz drugi w karierze po tytuł mistrzowski sięgnął Amerykanin Dustin Johnson.
  - 10. edycja snookerowego turnieju Shoot-Out w angielskim Watford. W finale Taj Thepchaiya Un-Nooh pokonał Anglika Michaela Holta 74:0. Un-Nooh uzyskał także najwyższy break turnieju (139 punktów).
- 23–24 lutego – 50. Mistrzostwa Świata w łyżwiarstwie szybkim w wieloboju sprinterskim w holenderskim Heerenveen. Wśród mężczyzn triumfował Rosjanin Pawieł Kuliżnikow (po raz trzeci), z kolei u kobiet Japonka Nao Kodaira (po raz drugi).
- 24 lutego
  - zakończył się 42. sezon Pucharu Świata w saneczkarstwie na torach lodowych. W rywalizacji jedynek po kryształowe kule sięgnęli Rosjanin Siemion Pawliczenko oraz Niemka Natalie Geisenberger (po raz szósty). W zmaganiach dwójek mężczyzn triumfowali po raz czwarty w karierze Toni Eggert i Sascha Benecken. Puchar Narodów trafił w ręce reprezentacji Niemiec.
  - zakończył się 33. sezon Pucharu Świata w skeletonie. Wśród mężczyzn po raz drugi zwyciężył Rosjanin Aleksandr Trietjakow, natomiast u kobiet po raz pierwszy jego rodaczka Jelena Nikitina.
  - zakończył się 35. sezon Pucharu Świata w bobslejach. Niemiec Francesco Friedrich po raz drugi w karierze zdobył kryształową kulę za wygranie klasyfikacji dwójek oraz po raz pierwszy w rywalizacji czwórek. W zmaganiach dwójek kobiet po raz pierwszy triumfowała jego rodaczka Mariama Jamanka.

### Marzec
- 20 lutego–3 marca – Mistrzostwa Świata w Narciarstwie Klasycznym w austriackim Seefeld. Klasyfikację medalową wygrała reprezentacja Norwegii, która zdobyła trzynaście złotych medali. Podium dopełnili Niemcy i Szwedzi. Reprezentacja Polski zajęła 4. miejsce. Złoto na normalnej skoczni wywalczył Dawid Kubacki, natomiast srebro Kamil Stoch.
- 23 lutego–2 marca – 40. Mistrzostwa Świata w squashu w Chicago. Po tytuł mistrzowski sięgnęli reprezentanci Egiptu – Ali Farag i Nour El Sherbini (po raz trzeci).
- 24 lutego–2 marca – 1. edycja kolarskiego wyścigu UAE Tour w Zjednoczonych Emiratach Arabskich. Historycznym zwycięzcą został Słoweniec Primož Roglič z ekipy Jumbo-Visma. W klasyfikacji punktowej najlepszym okazał się Włoch Elia Viviani (Deceuninck-Quick Step), natomiast w punktacji górskiej Francuz David Gaudu (Groupama-FDJ). Zmagania drużynowe wygrała niemiecka ekipa Bora–Hansgrohe.
- 26 lutego–2 marca – 17. Halowe Mistrzostwa Europy w łucznictwie w tureckim Samsun. Z dorobkiem czterech złotych medali najlepszą okazała się reprezentacja Rosji. Kolejne pozycje na podium zajęli reprezentanci gospodarzy, a także ex-aequo Włosi oraz Ukraińcy.
- 2 marca
  - Czeszka Martina Sáblíková wynikiem 3:53:31 sekundy pobiła rekord świata w łyżwiarstwie szybkim na dystansie 3000 metrów w kanadyjskim Calgary.
  - 74. edycja kolarskiego wyścigu Omloop Het Nieuwsblad w Holandii. Najlepszymi okazali się Czech Zdeněk Štybar oraz Holenderka Chantal Blaak.
- 27 lutego–3 marca
  - 116. Mistrzostwa Świata w kolarstwie torowym w Pruszkowie. Z dorobkiem sześciu złotych medali triumfowali Holendrzy przed Australijczykami i reprezentacją Hongkongu. Brązowy medal w sprincie dla Polski wywalczył Mateusz Rudyk.
  - 5. edycja snookerowego turnieju Indian Open w Nowym Delhi. W finale Anglik Matthew Selt pokonaø 5:3 Chiñczyka Lü Haotiana. Maksymalnego breaka uzyskał inny z reprezentantów Chin, Zhou Yuelong.
- 1–3 marca
  - 35. Halowe Mistrzostwa Europy w lekkoatletyce w szkockim Glasgow. Klasyfikację medalową wygrała reprezentacja Polski dzięki zdobyciu pięciu złotym medalom. Podium dopełnili reprezentanci gospodarzy i Hiszpanie. Po złoto sięgnęli kulomiot Michał Haratyk, tyczkarz Paweł Wojciechowski, Marcin Lewandowski w biegu na 1500 metrów oraz sztafeta 4x400 metrów kobiet w składzie: Anna Kiełbasińska, Iga Baumgart-Witan, Małgorzata Hołub-Kowalik i Justyna Święty-Ersetic. Srebro zdobyli Sofia Ennaoui w biegu na 1500 metrów oraz tyczkarz Piotr Lisek.
  - 17. edycja dartowego turnieju UK Open w angielskim Minehead. Zawody wygrał reprezentant gospodarzy, Nathan Aspinall.
- 2–3 marca – 113. Mistrzostwa świata w łyżwiarstwie szybkim w wieloboju w kanadyjskim Calgary. Tytuł mistrzowski wywalczyli Holender Patrick Roest (po raz drugi z rzędu) i Czeszka Martina Sáblíková (po raz piąty).
- 3 marca
  - 12. edycja Maratonu w Tokio. Najszybszymi okazali się reprezentanci Etiopii – Birhanu Legese i Ruti Aga.
  - Czeszka Martina Sáblíková wynikiem 6:42:01 sekundy pobiła rekord świata w łyżwiarstwie szybkim na dystansie 5000 metrów w kanadyjskim Calgary.
- 9 marca
  - 13. edycja kolarskiego wyścigu Strade Bianche we Włoszech. Triumf odniósł Francuz Julian Alaphilippe oraz Holenderka Annemiek van Vleuten (po raz drugi z rzędu). Trzecie miejsce zajęła Polka Katarzyna Niewiadoma.
  - podczas pierwszego dnia zawodów PŚ w łyżwiarstwie szybkim na torze w Salt Lake City padły cztery rekordy świata. W biegu na 500 metrów Rosjanin Pawieł Kuliżnikow uzyskał czas 33,62 sekundy. W wyścigu na 1000 metrów Kjeld Nuis pokonał dystans toru w czasie 1:06:18 sekundy, natomiast Amerykanka Brittany Bowe czas 1:11:64 sekundy. W biegu na 3000 metrów Czeszka Martina Sáblíková przejechał tor w czasie 3:52:02 sekundy.
- 10 marca
  - zakończył się 29. sezon Pucharu Kontynentalnego w kombinacji norweskiej mężczyzn. W klasyfikacji generalnej triumfował Austriak Paul Gerstgraser, natomiast drużynowej reprezentacja Norwegii.
  - zakończył się 2. sezon Pucharu Kontynentalnego w kombinacji norweskiej kobiet. Klasyfikację generalną wygrała Amerykanka Tara Geraghty-Moats, natomiast drużynową Norweżki.
  - w trakcie drugiego dnia zmagań PŚ w łyżwiarstwie szybkim na torze w Salt Lake City zostały poprawione rekordy świata na dystansie 1500 metrów. Holender Kjeld Nuis uzyskał czas 1:40:18 sekundy, natomiast Japonka Miho Takagi 1:49:84 sekundy.
- 25 lutego–10 marca – 66. Mistrzostwa Świata w bobslejach i skeletonie w kanadyjskim Whistler. Po pięć złotych medali sięgnęli reprezentanci Niemiec, dzięki czemu wygrali klasyfikację medalową. Podium dopełnili Łotysze i Kanadyjczycy. W skeletonie zwyciężyli Łotysz Martins Dukurs (po raz szósty) i Niemka Tina Hermann (po raz drugi). Rywalizacja bobsleistów została zdominowana przez Niemców – Francesco Friedrich i Thorsten Margis triumfowali w dwójkach oraz wspólnie z Candy Bauerem i Martinem Grothkoppem w czwórkach, natomiast w dwójkach kobiet najlepszymi okazały się Mariama Jamanka i Annika Drazek. Reprezentanci Niemiec wygrali także zmagania drużynowe.
- 4–10 marca – 3. edycja snookerowego turnieju Players Championship w walijskim Llandudno. W finale Ronnie O’Sullivan pokonał Australijczyka Neila Robertsona 10:4. To drugi tytuł w karierze Anglika. Najwyższy brejk (140) został wbity przez Robertsona.
- 9–10 marca – 19. edycja Zimowego Pucharu Europy w rzutach w słowackiej Šamorínie. W klasyfikacji punktowej seniorek triumfowały reprezentantki Polski przed Włoszkami i Ukrainkami, natomiast wśród seniorów Niemcy przed Białorusinami i Polakami. Joanna Fiodorow w rzucie młotem zajęła drugą pozycję.
- 10 marca – zakończył się 34. sezon Pucharu Świata w łyżwiarstwie szybkim. W biegu na 500 metrów triumfowali Rosjanin Pawieł Kuliżnikow (po raz trzeci) i Austriaczka Vanessa Herzog (po raz drugi z rzędu). W wyścigu na 1000 metrów najlepszymi okazali się Holender Kjeld Nuis (po raz piąty) i Amerykanka Brittany Bowe (po raz trzeci). W rywalizacji na 1500 metrów zwyciężyli Bowe (po raz drugi) i Dienis Juskow (po raz trzeci). W wyścigu długodystansowym triumfowali Rosjanin Aleksandr Rumiancew i Czeszka Martina Sáblíková (po raz dwunasty). W wyścigu masowym najlepszymi okazali się reprezentanci Korei Południowej – Um Cheon-ho i Kim Bo-reum (po raz trzeci). Klasyfikację sprinterską wygrali Holendrzy i Rosjanki, natomiast pościgową Norwegowie i Japonki.
- 8–10 marca – 44. Mistrzostwa Świata w short tracku w Sofii. Dzięki ośmiu złotym kruszcom w klasyfikacji medalowej triumfowali reprezentanci Korei Południowej. Podium dopełnili Holendrzy i Chińczycy. W wieloboju najlepszymi okazali się Koreańczyk Lim Hyo-jun i Holenderka Suzanne Schulting. Hyo-jun triumfował także w rywalizacji na 1000, 1500 i 3000 metrów, natomiast Schulting w zmaganiach na dystansie 1000 i 3000 metrów. W pozostałych wyścigach zwyciężyli Koreańczyk Hwang Dae-heon i Holenderka Lara van Ruijven (500 metrów) oraz Koreanka Choi Min-jeong (1500 metrów). Reprezentanci Korei Południowej wygrali również biegi drużynowe.
- 10 marca
  - zakończył się 34. sezon Pucharu Świata w łyżwiarstwie szybkim. W biegu na 500 metrów triumfowali Rosjanin Pawieł Kuliżników (po raz trzeci) i Austriaczka Vanessa Herzog (po raz drugi z rzędu). W wyścigu na 1000 metrów najlepszymi okazali się Holender Kjeld Nuis (po raz piąty) i Amerykanka Brittany Bowe (po raz trzeci). W biegu na 1500 metrów zwyciężyli Rosjanin Denis Juskow (po raz trzeci) i Bowe (po raz drugi). W wyścigu długodystansowym kryształowe kule wywalczyli kolejny z reprezentantów Rosji, Aleksandr Rumiancew i Czeszka Martina Sáblíková (po raz dwunasty). W biegu masowym triumfowali reprezentanci Korei Południowej – Um Cheon-ho i Kim Bo-reum (po raz trzeci). Puchar Narodów za wygranie klasyfikacji wyścigu sprinterskiego wygrali Holendrzy i Rosjanki, natomiast biegu pościgowego Norwedzy i Japonki.
  - zakończył się 15. sezon Pucharu Kontynentalnego w skokach narciarskich kobiet. Zwycięstwo odniosła Słowenka Katra Komar. W klasyfikacji drużynowej triumfowały reprezentantki Austrii. Drugie miejsce zajęła Polka Kamila Karpiel.
- 10–14 marca – 1. edycja turnieju Raw Air kobiet w skokach narciarskich. Po historyczne zwycięstwo sięgnęła Norweżka Maren Lundby.
- 2–12 marca – 29. Zimowa Uniwersjada w rosyjskim Krasnojarsku. Gospodarze imprezy triumfowali w klasyfikacji medalowej dzięki zdobyciu czterdziestu złotych kruszców. Podium dopełnili reprezentanci Korei Południowej oraz Japończycy. Reprezentanci Polski wywalczyli dwa medale za sprawą snowboardzistów – w slalomie gigancie równoległym zwyciężył Igor Kwiatkowski, natomiast Michał Nowaczyk zajął drugie miejsce.
- 1–14 marca – 12. edycja snookerowego turnieju Championship League w angielskim Coventry. W angielskim finale Martin Gould pokonał Jacka Lisowskiego 3:1. Gould podczas turnieju wywalczył także maksymalnego brejka.
- 4–15 marca – 12. Drużynowe Mistrzostwa Świata w szachach w kazachskiej Astanie. Mistrzowski tytuł zdobyła reprezentacja Rosji.
- 4–17 marca – 31. edycja tenisowego turnieju Indian Wells Master w amerykańskim mieście Indian Wells, w stanie Kalifornia. W grze pojedynczej triumfowali Austriak Dominic Thiem i Rumunka Bianca Andreescu. W deblu najlepszymi okazali się Chorwat Nikola Mektić i Argentyńczyk Horacio Zeballos oraz Belgijka Elise Mertens i Białorusinka Aryna Sabalenka. Łukasz Kubot dotarł do finału gry podwójnej, natomiast Hubert Hurkacz do ćwierćfinału singla.
- 7–17 marca – 50. Mistrzostwa Świata w biathlonie we szwedzkim Östersund. Dzięki pięciu kruszcom klasyfikacja medalowa została wygrana przez reprezentację Norwegii. Podium dopełnili Niemcy oraz Włosi. W sprincie triumfowali Norweg Johannes Thingnes Bø i Anastasija Kuźmina. W biegu pościgowym najlepszymi okazali się Ukrainiec Dmytro Pidruczny i Niemka Denise Hermann. W biegu indywidualnym zwyciężyli Niemiec Arnd Peiffer i Szwedka Hanna Öberg. Bieg masowy wygrali reprezentanci Włoch – Dominik Windisch i Dorothea Wierer. Wszystkie cztery biegi drużynowe zostały zdominowane przez Norwegów.
- 8–17 marca – 3. edycja turnieju Raw Air mężczyzn w skokach narciarskich. Zwycięstwo w zawodach odniósł Japończyk Ryoyu Kobayashi.
- 10–17 marca – 77. edycja kolarskiego wyścigu Paryż-Nicea. Najlepszym okazał się Kolumbijczyk Egan Bernal z zespołu Team Sky. Trzecie miejsce zajął jego zespołowy kolega Michał Kwiatkowski, który wygrał także klasyfikację sprinterską. W punktacji górali triumfował Belg Thomas De Gendt z ekipy Lotto-Soudal. Team Sky wygrało także zmagania drużynowe.
- 13–17 marca – 3. edycja snookerowego turnieju Gibraltar Open. W finale Anglik Stuart Bingham pokonał Walijczyka Ryana Daya 4:1. Wspólnie z Chińczykiem Chen Feilongiem uzyskał również najwyższy brejk turnieju (142).
- 14–17 marca – 46. edycja turnieju golfowego Players Championship w Ponte Vedra Beach, w stanie Floryda. Tytuł mistrzowski po raz pierwszy w karierze wywalczył reprezentant Irlandii Północnej, Rory McIlroy.
- 16–17 marca – 13. edycja Final Four Euroligi w hokeju na rolkach kobiet w hiszpańskim Manlleu. W finale spotkały się drużyny gospodarzy. Lepsza okazała się drużyna CP Voltregà, która pokonała HCP Plegamans 2:1.
- 17 marca
  - zakończył się 36. sezon Pucharu Świata w kombinacji norweskiej. Kryształową kulę wywalczył Norweg Jarii Magnus Riiber, natomiast Puchar Narodów jego reprezentacja. Najlepszym skoczkiem został Włoch Alessandro Pittin, natomiast biegaczem Austriak Franz-Josef Rehrl. W klasyfikacji skoków szóste miejsce zajął Polak Szczepan Kupczak. Puchar Narodów trafił w ręce reprezentacji Norwegii.
  - zakończył się 53. sezon Pucharu Świata w narciarstwie alpejskim mężczyzn. W klasyfikacji generalnej po raz ósmy z rzędu triumfował Marcel Hirscher. Austriak sięgnął także po raz szósty po małą kryształową kulę zarówno w slalomie, jak i slalomie gigancie. W rywalizacji zjazdowców najlepszy okazał się Szwajcar Beat Feuz (po raz drugi z rzędu), w supergigancie Włoch Dominik Paris, natomiast w superkombinacji Francuz Alexis Pinturault (po raz czwarty).
  - zakończył się 53. sezon Pucharu Świata w narciarstwie alpejskim kobiet. Po trzecią z rzędu kryształową kulę sięgnęła Mikaela Shiffrin. Amerykanka triumfowała także w klasyfikacji slalomu (po raz szósty), slalomu giganta oraz supergiganta. Małą kryształową kulę za wygranie klasyfikacji zjazdu zdobyła Austriaczka Nicole Schmidhofer, natomiast klasyfikacji superkombinacji Włoszka Federica Brignone.
  - zakończył się 48. sezon Pucharu Świata w narciarstwie alpejskim mężczyzn. W klasyfikacji końcowej najlepszy okazał się Austriak Johannes Strolz. W pozostałych klasyfikacjach triumfowali jego rodacy – Christopher Neumayer (zjazd), Dominik Raschner (gigant), Christoph Krenn (supergigant) i Daniel Danklmaier (superkombinacja) oraz Chorwat Matej Vidović (slalom).
  - zakończył się 48. sezon Pucharu Europy w narciarstwie alpejskim kobiet. W klasyfikacji generalnej triumfowała Austriaczka Nina Ortlieb. W pozostałych klasyfikacjach zwyciężyła jej rodaczka Ariane Rädler (zjazd), Szwajcarka Aline Danioth (slalom), Norweżki Kristine Gjelsten Haugen i Thea Louise Stjernesund (gigant) oraz Szwedka Lisa Hörnblad (supergigant i superkombinacja).
- 7–19 marca – 54. edycja kolarskiego wyścigu Tirreno-Adriático. Najlepszy okazał się Słoweniec Primož Roglič z zespołu Jumbo-Visma. W klasyfikacji punktowej triumfował Włoch Mirco Maestri (Bardiani-CSF), natomiast w punktacji górskiej Rosjanin Aleksiej Łucenko (Astana). W rywalizacji drużynowej zwyciężyła amerykańska ekipa EF Education First Pro Cycling.
- 23 marca – 110. edycja wyścigu kolarskiego Mediolan-San Remo. Najlepszy okazał się Francuz Julian Alaphilippe z belgijskiej ekipy Deceuninck–Quick-Step. Trzecie miejsce zajął Polak Michał Kwiatkowski z brytyjskiej grupy Team Sky.
- 16–24 marca
  - 41. Mistrzostwa Świata w curlingu kobiet w duńskim Silkeborgu. W finale Szwajcarki pokonały Szwedki 8:7. To siódmy tytuł w historii tego kraju. Najlepszymi zawodniczkami turnieju zostały Szwedki Anna Hasselborg (skip), Sara McManus (trzecia) i Sofia Mabergs (druga) oraz Rosjanka Galina Arsenkina (liderka).
  - 1. edycja cyklu Blue Bird w skokach narciarskich kobiet w Rosji. W zawodach zwyciężyła Niemka Juliane Seyfarth.
- 18–24 marca – 120. Mistrzostwa Świata w łyżwiarstwie figurowym w japońskiej Saitamie. W rywalizacji solistów triumfowali Amerykanin Nathan Chen (po raz drugi z rzędu) i Rosjanka Alina Zagitowa. Tytuł najlepszej pary sportowej wywalczyli reprezentanci Chin – Sui Wenjing i Han Cong, natomiast pary tanecznej Francuzi – Gabriella Papadakis i Guillaume Cizeron (po raz czwarty).
- 19–24 marca – 1. edycja snookerowego turnieju Tour Championship w angielskim Llandudno. W finale Anglik Ronnie O’Sullivan pokonał Australijczyka Neila Robertsona 13:11. Najwyższego brejka uzyskał Robertson (135).
- 21–24 marca – 2. edycja cyklu Planica Seven w skokach narciarskich. Zwycięstwo odniósł Japończyk Ryōyū Kobayashi. Czwarte miejsce zajął Polak Piotr Żyła.
- 2–24 marca – 11. edycja Finału Pucharu Świata w biegach narciarskich w kanadyjskim Quebecu. Najlepsi okazali się Norweg Johannes Høsflot Klæbo i Szwedka Stina Nilsson.
- 24 marca
  - zakończył 42. sezon Pucharu Świata w biathlonie. Triumf w klasyfikacji generalnej odnieśli Johannes Thingnes Bø i Dorothea Wierer. Norweg sięgnął po małe kryształową kulę za wygrane we wszystkich klasyfikacjach, z kolei Włoszka wygrała rywalizację w biegu pościgowym. W pozostałych konkurencjach najlepsi okazały się jej rodaczka Lisa Vittozzi (bieg indywidualny), Słowaczka Anastasija Kuźmina (sprint) i Szwedka Hanna Öberg (bieg masowy). Reprezentacja Norwegii sięgnęła po Puchar Narodów w klasyfikacji kobiet i mężczyzn, a także w sztafecie żeńskiej, męskiej i mieszanej. Polka Monika Hojnisz ukończyła sezon na 10. pozycji.
  - zakończył się 38. sezon Pucharu Świata w biegach narciarskich. Kryształowe kule wywalczyli reprezentanci Norwedzy – Johannes Høsflot Klæbo (po raz drugi z rzędu) i Ingvild Flugstad Østberg. Klæbo triumfował także w klasyfikacji sprinterskiej i długodystansowej, z kolei u kobiet małe kryształowe kule zdobyły jego rodaczka Therese Johaug (dystanse) i Szwedka Stina Nilsson. Puchar Narodów zdobyła reprezentacja Norwegii.
  - zakończył się 22. sezon Pucharu Świata w lotach narciarskich. W klasyfikacji generalnej zwyciężył Japończyk Ryōyū Kobayashi. Trzecie miejsce zajął Polak Piotr Żyła.
  - zakończył się 40. sezon Pucharu Świata w skokach narciarskich mężczyzn. Po kryształową kulę za zwycięstwo w klasyfikacji generalnej sięgnął Japończyk Ryōyū Kobayashi. Puchar Narodów trafił po raz drugi w historii w ręce reprezentacji Polski. Trzecie miejsce w klasyfikacji zajął Kamil Stoch, czwarte Piotr Żyła, natomiast piąte Dawid Kubacki.
  - zakończył się 8. sezon Pucharu Świata w skokach narciarskich kobiet. Triumf w klasyfikacji końcowej po raz drugi z rzędu odniosła Norweżka Maren Lundby. Puchar Narodów zdobyły reprezentantki Niemiec.
  - zakończył się 24. sezon Pucharu Świata w snowboardzie. Kryształowe kule za wygranie klasyfikacji ogólnej zdobyli Rosjanin Andriej Sobolew i Czeszka Ester Ledecká (po raz drugi z rzędu). Ledecká wygrała także klasyfikację slalomu giganta równoległego. W tej samej klasyfikacji wśród mężczyzn triumfował Słoweniec Tim Mastnak. W slalomie równoległym zwyciężyli Niemiec Stefan Baumeiser i Szwajcarka Julie Zogg. W snowboard crossie najlepsi okazali się Austriak Alessandro Hämmerle i Czeszka Eva Samková. We freestyle’u i slopestyle’u triumfowali Amerykanin Chris Corning i Japonka Miyabi Onitsuka. W rywalizacji halfpipe zwyciężyli Japończyk Yūto Totsuka i Chinka Cai Xuetong. W zmaganiach big air triumfowali kolejni z reprezentantów Kraju Kwitnącej Wiśni, Takeru Otsuka i Reira Iwabuchi. Puchar Narodów wywalczyła reprezentacja Szwajcarii.
  - zakończył się 24. sezon Pucharu Kontynentalnego w skokach narciarskich mężczyzn. W klasyfikacji generalnej zwyciężył Austriak Clemens Aigner. Drugie miejsce zajął Polak Aleksander Zniszczoł.
- 16–25 marca – 48. Mistrzostwa Europy w strzelaniu z 10 metrów w chorwackim Osijeku. Z dorobkiem dziesięciu złotych kruszców w klasyfikacji medalowej triumfowali reprezentanci Rosji. Podium dopełnili Ukraińcy i Włosi. Polka Klaudia Breś zdobyła złoty medal w strzelaniu z pistoletu pneumatycznego.
- 19–26 marca
  - 12. finał Pucharu CEV w piłce siatkowej mężczyzn. W dwumeczu lepsza okazała się włoska drużyna Itas Trentino, która pokonała turecki Galatasaray SK 3:0, 3:2. MVP turnieju został Serb Uroš Kovačević.
  - 12. finał Pucharu CEV w piłce siatkowej kobiet. W rywalizacji dwumeczowej górą były zawodniczki włoskiego Unendo Yamamay Busto Arsizio, które wygrały z rumuńskim CS Volei Alba-Blaj 3:0, 3:1. Najbardziej wartościową zawodniczką turnieju okazała się Belgijka Britt Herbots.
- 20–27 marca
  - 12. finał Pucharu Challenge w piłce siatkowej mężczyzn. W dwumeczu lepsi byli siatkarze rosyjskiego Biełogorje Biełgorod, którzy pokonali włoski Vero Volley Monza różnicą dwóch setów (2:3, 3:0). MVP turnieju został Rosjanin Dienis Ziemczonok.
  - 12. finał Pucharu Challenge w piłce siatkowej kobiet. W rywalizacji dwumeczowej górą okazały się zawodniczki Saugella Team Monza, które wygrały w tureckim Aydın BBSK 3:0, 3:1. Najbardziej wartościową siatkarką wybrana została Holenderka Anne Buijs.
- 27 marca – 43. edycja kolarskiego wyścigu Driedaagse Brugge-De Panne. Zwycięstwo odniósł Holender Dylan Groenewegen z ekipy Jumbo-Visma. Wśród kobiet najlepsza okazała się Holenderka Kirten Wild z zespołu WNT–Rotor Pro Cycling.
- 17–29 marca – 30. Mistrzostwa Europy w szachach w macedońskiej Skopje. Po mistrzostwo sięgnął Rosjanin Władisław Artiemjew. Brązowy medal zdobył Polak Kacper Piorun.
- 29 marca – 62. edycja kolarskiego wyścigu E3 BinckBank Classic w belgijskim Harelbeke. W rywalizacji najlepszy okazał się Czech Zdeněk Štybar z zespołu Deceuninck-Quick Step.
- 30 marca
  - zakończył się 39. sezon Pucharu Świata w narciarstwie dowolnym. W klasyfikacji generalnej triumfowali Kanadyjczyk Mikaël Kingsbury (po raz ósmy z rzędu) i Francuzka Perrine Laffont. Kingsbury i Laffont sięgnęli także po małą kryształową kulę za wygranie klasyfikacji jazd po muldach. W skicrossie zwyciężyli Francuz Bastien Midol i Szwajcarka Fanny Smith. W skokach akrobatycznych najlepsi okazali się reprezentanci Chin – Wang Xindi i Xu Mentgao. W rywalizacji halfpipe triumfowali reprezentanci Kanady – Simon d’Artois i Cassie Sharpe. W zmaganiach slopestyle zwyciężyli Amerykanin Mac Forehand i Kanadyjka Megan Oldham. W rywalizacji big air najlepsi okazali się Szwajcar Andri Ragettli i kolejna z reprezentantek Klonowego Liścia, Elena Gaskell. Puchar Narodów trafił w ręce reprezentacji Kanady.
  - 24. edycja Pucharu Świata w jeździectwie w Dubaju. Zwycięstwo sprzed roku obronił Belg Christophe Soumillon na irlandzkim koniu Thunder Snow. Trenerem był Brytyjczyk Saeed bin Suroor.
  - 43. Mistrzostwa Świata w biegach przełajowych w duńskim Aarhus. W rywalizacji indywidualnej triumfowali Ugandyjczyk Joshua Cheptegei i Kenijka Hellen Obiri. Złote medale w sztafecie męskiej wywalczyli Ugandyjczycy, natomiast w sztafecie kobiecej Etiopki. Reprezentanci Etiopii najlepsi okazali się także w sztafecie mieszanej.
- 18–31 marca – 35. edycja tenisowego turnieju Miami Open w Miami, w stanie Floryda. W grze pojedynczej triumfowali Szwajcar Roger Federer (po raz czwarty) i Australijka Ashleigh Barty. W deblu najlepsi okazali się Amerykanie Bob i Mike Bryanowie (po raz szósty) oraz Belgijka Eliste Mertens i Białorusinka Alyna Sabalenka. Do półfinału turnieju deblowego dotarł Łukasz Kubot.
- 25–31 marca – 99. edycja kolarskiego Volta a Catalunya, czyli Wyścigu Dookoła Katalonii. Najlepszy okazał się Kolumbijczyk Miguel Ángel López z ekipy Astana Pro Team. W klasyfikacji sprinterskiej triumfował Australijczyk Michael Matthews (Team Sunweb), natomiast w punktacji górskiej Belg Thomas De Gendt (Lotto-Soudal).
- 27–31 marca – 20. edycja WGC-Dell Technologies Match Play, czyli nieoficjalnych Mistrzostw Świata w golfie w Austin, w stanie Teksas. Tytuł został wywalczony przez reprezentanta gospodarzy, Kevina Kisnera.
- 28–31 marca – 54. Mistrzostwa Europy w karate w hiszpańskiej Guadalajarze. Reprezentanci gospodarzy wygrali klasyfikację medalową z dorobkiem pięciu złotych kruszców. Podium dopełnili Turcy i Francuzi.
- 29–31 marca – 24. edycja turnieju bilardowego w „dziewiątkę” World Pool Masters w Gibraltarze. Po drugi w karierze tytuł mistrzowski sięgnął Hiszpan David Alcaide.
- 31 marca – 81. edycja kolarskiego wyścigu Gandawa-Wevelgem. Zmagania wśród mężczyzn wygrał Norweg Alexander Kristoff z zespołu UAE Team Emirates, natomiast u kobiet Holenderka Kirsten Wild (po raz drugi), tym razem w niemieckiej ekipie WNT–Rotor Pro Cycling.

### Kwiecień
- 3 kwietnia – 74. edycja kolarskiego Dwars door Vlaanderen, czyli wyścigu Dookoła Flandrii. Jako pierwsi linię mety przekroczył reprezentanci gospodarzy – Mathieu van der Poel z belgijskiego teamu Corendon-Circus oraz Ellen Van Dijk (po raz drugi z rzędu) reprezentująca amerykańską ekipę Trek-Segafredo.
- 6 kwietnia – 172. edycja konkursu jeździeckiego Grand National w brytyjskim Aintree. Po zwycięstwo sięgnęli reprezentanci Irlandii – dżokej Tiger Roll na koniu Davy Russell oraz pod okiem trenera Gordona Elliotta.
- 30 marca–7 kwietnia – 61. Mistrzostwa Świata w curlingu mężczyzn w kanadyjskim Lethbridge. W finale reprezentanci Szwecji pokonali gospodarzy turnieju 7:2. Brąz dzięki wygranej 8:4 z Japończykami zdobyli zawodnicy reprezentujący Szwajcarię. Za najlepszych curlingowców uznano Kanadyjczyka Bena Heberta (lider), Japończyka Yasumasę Tanida oraz Szwedów – Oskara Erikssona i Niklasa Edina.
- 31 marca–7 kwietnia – 12. edycja Pucharu Świata federacji AMF w futsalu Argentynie. Tytuł wywalczyli reprezentanci gospodarzy po wygranej z Brazylią. Po brąz sięgnęli Paragwajczycy, którzy wygrali z reprezentacją Republiką Południowej Afryki.
- 3–7 kwietnia – 12. finał Pucharu Świata w jeździectwie w ujeżdżeniu i skokach przez przeszkody w Szwecji. Rywalizację w skokach zwyciężył Szwajcar Steve Guerdat, natomiast w dresażu triumf odniosła Niemka Isabell Werth.
- 4–7 kwietnia – 48. edycja turnieju golfowego ANA Inspiration w amerykańskim Rancho Mirage, w stanie Kalifornia. Po tytuł sięgnął reprezentant Korei Południowej, Ko Jin-young.
- 7 kwietnia – 103. edycja kolarskiego Ronde van Vlaanderen, czyli Wyścigu Dookoła Flandrii. Zwycięstwo odniósł Włoch Alberto Bettiol z amerykańskiego zespołu EF Education First Pro Cycling. Wśród kobiet najlepsza okazała się jego rodaczka Marta Bastianelli.
- 3–10 kwietnia – 17. finał Eurocupu w koszykówce kobiet. W dwumeczu lepsza okazały się zawodniczki rosyjskiego Nadieżda Orenburg, które pokonały francuski Lattes Montpellier 2:0 (75:71, 75:57).
- 11 kwietnia – zakończy się sezon Pucharu Europy w narciarstwie dowolnym. W skicrossie najlepsi okazali się Francuz Youri Duplessis Kergomard i Rosjanka Jekaterina Malcewa. W jeździe po muldach równych sobie nie mieli kolejny z reprezentantów Francji Nicolas Degaches i Szwedka My Bjekrman. W skokach akrobatycznych triumf odnieśli reprezentanci Białorusi – Makar Mitrafanau i Śniażana Drabiankowa. W zmaganiach slopestyle zwyciężyli Austriak Hannes Rudiger i Włoszka Elisa Maria Nakab. Rudiger wygrał także klasyfikację big air, natomiast wśród kobiet najlepsza okazała się Norweżka Tora Johansen.
- 9–12 kwietnia – 17. finał Eurocupu w koszykówce mężczyzn. W dwumeczu lepsza okazała się hiszpańska drużyna Valencia Basket, która pokonała niemiecki ALBA Berlin 2:1 (89:63, 95:92, 89:75). MVP całego turnieju został Amerykanin Luke Sikma, natomiast finału Gruzin Will Thomas. Thomas zdobył także najwięcej punktów w finale (25), natomiast w całych rozgrywkach Senegalczyk Maurice Ndour (41).
- 6–13 kwietnia – 98. Mistrzostwa Europy w podnoszeniu ciężarów w gruzińskiej Batumi. Reprezentacja Rosji zwyciężyła w klasyfikacji medalowej dzięki zdobyciu trzech złotych kruszców w dwuboju oraz dziewięciu łącznie. Podium dopełnili Białorusini i Rumuni. Polacy wywalczyli cztery medale – Joanna Łochowska sięgnęła po złoto w podrzucie i dwuboju oraz brąz w rwaniu, z kolei Arkadiusz Michalski po brąz w podrzucie.
- 8–13 kwietnia – 59. edycja kolarskiego Vuelta al País Vasco, czyli Wyścigu Dookoła Kraju Basków. W wyścigu zwyciężył reprezentant gospodarzy, Ion Izagirre, który reprezentował kazachską ekipę Astana Pro Team. W klasyfikacji górskiej triumfował Brytyjczyk Adam Yates (Mitchelton-Scott), natomiast w punktacji sprinterskiej Niemiec Maximilian Schachmann (Bora–Hansgrohe).
- 12–13 kwietnia – Mistrzostwa Świata w łyżwiarstwie synchronicznym w Finlandii. Zawody wygrała rosyjska reprezentacja Paradise.
- 13 kwietnia – zakończył się sezon Pucharu Europy w snowboardzie. W klasyfikacji generalnej oraz giganta równoległego triumfowali Austriak Fabian Obmann i Szwajcarka Jessica Keiser. Obmann wspólnie ze swoją rodaczką Jemimą Juritz zwyciężył także w klasyfikacji slalomu równoległego. W snowcrossie najlepsi okazali się kolejni z reprezentantów Austrii – Jakob Dusek i Katharina Neussner. W zmaganiach slopestyle zwyciężyli Niemiec Noah Victor i Francuzka Lucie Silvestre. W rywalizacji big air triumfowali Chorwat Tino Stojak i Polka Martyna Maciejewska. W klasyfikacji halfpipe najlepsi okazali się Niemiec André Höflich i Szwajcarka Berenice Wicki.
- 4–14 kwietnia – 19. Mistrzostwa Świata elity kobiet w hokeju na lodzie w Finlandii. Po pierwszy w historii tytuł sięgnęły Amerykanki, które w finale pokonały w dogrywce reprezentantki gospodarzy 2:1. Brąz wywalczyły Kanadyjki, które wygrały z Rosjankami 7:0. Najbardziej wartościową zawodniczką wybrana została Finka Jenni Hiirikoski. Najlepszymi hokeistkami na poszczególnych pozycjach okazały się Finki Noora Räty (bramkarka) i Hiirikoski (obrończyni) oraz Amerykanka Kendall Coyne Schofield (atakująca). Do Drużyny Gwiazd wybrane został oprócz wcześniej wspomnianych także reprezentantki Stanów Zjednoczonych, Cayla Barnes (obrończyni) i Hilary Knight (atakująca) oraz Finka Michelle Karvinen (atakująca). Knight została także królową strzelczyń z jedenastoma trafieniami.
- 8–14 kwietnia – 72. Mistrzostwa Europy w zapasach w Bukareszcie. Klasyfikację medalową z dorobkiem ośmiu złotych kruszców wygrali reprezentanci Rosji. Na podium wyprzedzili Turków i Ukraińców. Reprezentacja Polski wywalczyła trzy medale – srebro Geworka Sahakiana w stylu klasycznym oraz srebro Zbigniewa Baranowskiego i brąz Magomedmurada Gadżijewa w stylu dowolnym.
- 10–14 kwietnia – 7. Indywidualne Mistrzostwa Europy w gimnastyce sportowej w Szczecinie. Dzięki siedmiu złotym medalom klasyfikację wygrała reprezentacja Rosji. Podium dopełnili Francuzi i Brytyjczycy.
- 11–14 kwietnia
  - 83. edycja wielkoszlemowego turnieju golfowego Masters Tournament w amerykańskim mieście Augusta, w stanie Georgia. Po raz piąty w karierze zwyciężył reprezentant gospodarzy, Tiger Woods.
  - 5. edycja World Team Trophy w łyżwiarstwie figurowym w japońskiej Fukuoce. Drużynowe zwycięstwo odnieśli reprezentanci Stanów Zjednoczonych w składzie: Nathan Chen, Vincent Zhou, Mariah Bell, Bradie Tennell, Ashley Cain i Timothy DeDuc oraz Madison Hubbell i Zachary Donohue.
- 12–14 kwietnia – 61. edycja Final Four Euroligi w koszykówce kobiet w austriackim Sopron. Po raz piąty w historii tytuł najlepszej drużyny turnieju wywalczyły koszykarki rosyjskiego UMMC Jekaterynburg, które w ostatecznej rozgrywce pokonały przeciwniczki z rodzimego Dynama Kursk 91:67. Brąz zdobyła czeska drużyna ZVVZ USK Praga, która wygrała z reprezentantkami gospodarzy, Sopron Basket 64:53. MVP turnieju została Amerykanka Brittney Griner. Najwięcej punktów i zbiórek odnotowały jej rodaczki – odpowiednio Breanna Stewart i Brionna Jones, z kolei najwięcej asyst Francuzka Amel Bouderra.
- 14 kwietnia – 117. edycja kolarskiego wyścigu Paryż-Roubaix. Zwycięstwo odniósł Belg Philippe Gilbert z rodzimej ekipy Deceuninck–Quick-Step.
- 15 kwietnia – 122. Maraton Bostoński. Jako pierwsi linię mety przecięli Kenijczyk Lawrence Cherono i Etiopka Worknesh Degefa.
- 15–21 kwietnia – 113. tenisowego turnieju Monte Carlo Masters. W grze pojedynczej triumfował Włoch Fabio Fognini, natomiast w deblu Chorwaci – Nikola Mektić i Franko Škugor.
- 16–21 kwietnia – 55. edycja kolarskiego wyścigu Tour of Turkey, czyli Wyścigu Dookoła Turcji. Najlepszy okazał się Austriak Felix Großschartner z niemieckiej ekipy Bora-Hansgrohe. Klasyfikację punktową wygrał Irlandczyk Sam Bennett (Bora-Hansgrohe), górską Belg Thimo Willems (Sport Vlaanderen–Baloise), sprinterską reprezentant gospodarzy Feritcan Şamlı (Torku Şekerspor), natomiast drużynową kolumbijska grupa Manzana Postobón.
- 20–21 kwietnia – 42. edycja prestiżowego 24-godzinnego wyścigu motocyklowego Le Mans. Zwycięstwo odniosła załoga japońskiej ekipy Kawasaki w składzie: Francuzi Jérémy Guarnoni i Erwan Nigon oraz Hiszpan David Checa.
- 21 kwietnia – 54. edycja kolarskiego wyścigu Amstel Gold Race w holenderskim Maastricht. Wśród mężczyzn jako pierwszy linię mety przeciął reprezentant gospodarzy Mathieu van der Poel z belgijskiej grupy Corendon-Circus, natomiast u kobiet Polka Katarzyna Niewiadoma reprezentująca niemiecką ekipę Canyon-SRAM Racing.
- 21–22 kwietnia – 47. edycja Ligi Mistrzyń w hokeju na trawie kobiet w holenderskim Amstelveen. W finale hokeistki holenderskiego Amsterdamsche Hockey & Bandy Club pokonały hiszpański Real Sociedad 7:0. To czternasty tytuł w historii tego klubu. W walce o brąz lepsze okazały się zawodniczki niemieckiego Der Club an der Alster, które wygrały z holenderskim Den Bosch 2:1. W trakcie turnieju trzykrotnie do bramki trafiały Niemki Eileen Mävers i Charlotte Stapenhorst oraz Holenderki Frédérique Matla i Marijn Veen.
- 22 kwietnia – 12. finał Euroligi w hokeju na trawie w holenderskim Eindhoven. Po pierwsze mistrzostwo w historii sięgnęli zawodnicy belgijskiego Waterloo Ducks H.C., którzy pokonali niemiecki Rot-Weiss Köln 4:0. Brąz wywalczyli hokeiści innego niemieckiego klubu, Mannheimer HC, którzy wygrali z hiszpańskim zespołem Real Club de Polo de Barcelona 3:1. Królem strzelców z dziewięcioma bramkami został Argentyńczyk Gonzalo Peillat.
- 10–23 kwietnia – 20. Indywidualne Mistrzostwa Europy w szachach kobiet w tureckiej Antalyi. Tytuł mistrzowski wywalczyła Rosjanka Alina Kaszlinska.
- 24 kwietnia – 84. edycja kolarskiego wyścigu La Flèche Wallonne, czyli Walońskiej Strzały w belgijskim Regionie Walońskim. Zwycięstwo sprzed roku obronił reprezentujący belgijską ekipę Deceuninck–Quick-Step Francuz Julian Alaphilippe. Wśród kobiet po raz piąty z rzędu najlepsza okazała się Holenderka Anna van der Breggen z zespołu Boels–Dolmans
- 20–27 kwietnia – 12. Mistrzostwa Świata mikstów w curlingu w norweskim Stavanger. W finale reprezentanci Szwecji pokonali 6:5 Kanadyjczyków. Brąz zdobyli Amerykanie dzięki wygranej 5:4 z Australijczykami.
- 21–28 kwietnia – 55. Mistrzostwa Świata w tenisie stołowym w Budapeszcie. Zawody zostały zdominowane przez reprezentantów Chin, którzy wywalczyli komplet złotych medali. Podium dopełnili Japończycy i Szwedzi. W grze pojedynczej triumfowali Ma Long (po raz trzeci) i Liu Shiwen. w deblu zwyciężyli Long razem z Wang Chiqin oraz Sun Yingsha i Wang Manyu. W grze mieszanej najlepsi okazali się Shiwen wspólnie z Xu Xin.
- 27–28 kwietnia – 39. edycja Final Four World Skate Europe w hokeju na rolkach w hiszpańskiej Lleidzie. Tytuł obronili reprezentanci gospodarzy, którzy w finale pokonali zawodników włoskiej Sarzany 6:3. Królem strzelców z piętnastoma trafieniami został Włoch Massimo Tataranni.
- 28 kwietnia
  - 105. edycja kolarskiego wyścigu Liège–Bastogne–Liège. Zwycięstwo odniósł Duńczyk Jakob Fuglsang z kazachskiej ekipy Astana Pro Team oraz Holenderka Annemiek van Vleuten z australijskiego zespołu Mitchelton-Scott.
  - 33. finał Ligi Mistrzów w futsalu w kazachskim Ałmaty. W ostatecznej rozgrywce portugalski klub Sporting CP pokonał reprezentantów gospodarzy, Kajrat Ałmaty 2:1. W hiszpańskim pojedynku o brązowy medal lepsza okazała się FC Barcelona, która wygrała z Interem FS 3:1. Z dorobkiem dziesięciu bramek królem strzelców został Polak Michał Kubik. Drugie miejsce z dziewięcioma trafieniami przypadło Ołeksandrowi Bondarowi i Michałowi Markowi.
  - 39. edycja Maratonu Londyńskiego. Jako pierwsi linię mety przecięli Kenijczycy – Eliud Kipchoge (po raz czwarty) i Brigit Kosgei.

### Maj
- 24 kwietnia–1 maja – 4. edycja FIBA Europe Cup w koszykówce mężczyzn. W dwumeczu lepsi okazali się koszykarze włoskiego Dinami Sassari, którzy pokonali niemiecki s.Oliver Würzburg 170:163 (89:84, 81:79).
- 1 maja – 57. edycja kolarskiego wyścigu Eschborn-Frankfurt. Zwycięstwo odniósł reprezentant gospodarzy Pascal Ackermann z ekipy Bora-Hansgrohe. Najlepiej punktującym zawodnikiem turnieju był Amerykanin Darius Thompson. Najwięcej zbiórek odnotował Egipcjanin Assem Marei, natomiast najwięcej asyst kolejny z reprezentantów Stanów Zjednoczonych, Maurice Watson Jr.
- 27 kwietnia–4 maja – Multimistrzostwa Świata w triathlonie w Hiszpanii. Najlepszą reprezentacją drużynowo okazała się Hiszpania.
- 4 maja – 145. edycja prestiżowego konkursu jeździeckiego Kentucky Derby w amerykańskim mieście Louisville, w stanie Kentucky. Zawody wygrał francuski dżokej Flavien Prat na amerykańskim koniu Country House. Trenerem załogi był reprezentant Stanów Zjednoczonych, Bill Mott.
- 30 kwietnia–5 maja – 73. edycja kolarskiego wyścigu Tour de Romandie, czyli Wyścigu Dookoła Romandii w Szwajcarii. Po raz drugi z rzędu najlepszy okazał się Primož Roglič z ekipy Jumbo-Visma. Słoweniec wygrał także klasyfikację sprinterską. W punktacji górskiej triumfował Szwajcar Simon Pellaud z zespołu Swiss Cycling.
- 3–5 maja – 3. edycja Final Four Ligi Mistrzów w koszykówce w belgijskiej Antwerpii. W finale koszykarze włoskiej Segafredo Virtus Bolonia pokonali hiszpański Iberostar Teneryfa 73:61. Brąz wywalczyli zawodnicy belgijskiej Telenet Giants Antwerpia, którzy wygrali z Brose Bamberg 72:58. MVP turnieju, a zarazem królem strzelców z czterdziestoma siedmioma trafieniami, został Amerykanin Kevin Punter.
- 20 kwietnia–6 maja – 82. Mistrzostwa Świata w snookerze w angielskim Sheffield. Po pierwszy w karierze tytuł mistrzowski sięgnął Anglik Judd Trump, który w finale pokonał Szkota Johna Higginsa 18:9. Najwyższego brejka w turnieju o wartości 143 punktów uzyskał wyżej wspomniany Szkot.
- 10 maja – 23. finał European Rugby Challenge Cup w rugby union w angielskim Newcastle upon Tyne. Trzecie mistrzostwo w historii klubu zdobyli rugbyści francuskiego ASM Clermont Auvergne po wygranej ze Stade Rochelais 36:16. Najwięcej punktów (64) zdobył Nowozelandczyk Ihaia West, natomiast trafień (10) Australijczyk Peter Betham.
- 5–11 maja – 38. finał Pucharu EHF w piłce ręcznej kobiet. W dwumeczu górą były reprezentantki węgierskiego klub Siófok KC, które pokonały rywalki z duńskiego Team Esbjerg 47:42 (21:21, 26:21). Najwięcej bramek zdobyła Chorwatka Andrea Kobetić, która do siatki trafiała siedemdziesiąt pięć razy.
- 11 maja – 5. finał Heineken Champions Cup w rugby union w angielskim Newcastle upon Tyne. Po raz trzeci w historii po tytuł sięgnęli rugbyści angielskiego klubu Saracens F.C., którzy pokonali irlandzki Leinster Rugby 20:10. Najlepszym zawodnikiem meczu wybrany został Anglik Brad Barritt, natomiast najlepszym trenerem Irlandczyk Mark McCall.
- 3–12 maja – 18. edycja (11. wśród kobiet) tenisowego turnieju Madrid Open. W grze pojedynczej zwyciężyli Serb Novak Đoković (po raz trzeci) i Holenderka Kiki Bertens. W deblu najlepsi okazali się Francuz Jean-Julien Rojer i Rumun Horia Tecău oraz reprezentantka Chińskiego Tajpej, Hsieh Su-wei i Czeszka Barbora Strýcová.
- 5–12 maja – 22. finał Pucharu Challenge w piłce ręcznej kobiet. W dwumeczu lepsze okazały się szczypiornistki hiszpańskiego Rocasa Gran Canaria ACE, które pokonały polską Pogoń Baltica Szczecin 53:47 (30:23, 24:23). To drugi tytuł w historii tego klubu. Z dorobkiem czterdziestu dwóch bramek królowymi strzelczyń zostały reprezentantka Polski Agata Cebula oraz Hiszpanka Haridian Rodríguez.
- 8–12 maja – zakończy się 1. edycja Pucharu Świata w curlingu. Rywalizację zdominowali reprezentanci Kanady, którzy zdobyli kryształową kulę za wygranie klasyfikacji wśród mężczyzn, kobiet oraz mikście. Liderami zwycięskich drużyn byli Rachel Homan, Kevin Koe oraz Laura Walker i Kirk Muyres.
- 9–12 maja – 40. edycja golfowego turnieju The Tradition w amerykańskim mieście Birmingham, w stanie Alabama. Zwycięstwo odniósł reprezentant gospodarzy, Steve Stricker.
- 11–12 maja – 26. edycja Final Four Ligi Mistrzyń w piłce ręcznej w Budapeszcie. Po raz trzeci z rzędu, a czwarty w historii, po puchar sięgnęły zawodniczki węgierskiego Győri Audi ETO KC, które pokonały rosyjski GK Rostow-Don 25:24. MVP turnieju została Norweżka Kari Aalvik Grimsbø, natomiast królową strzelczyń z dorobkiem osiemdziesięciu dziewięciu bramek jej rodaczka Linn Jørum Sulland. Wśród wyróżnionych reprezentantek Norwegii znalazły się także bramkarka Katrine Lunde oraz środkowa rozgrywająca Stine Oftedal. Pozostałe statuetki otrzymały reprezentantka Czarnogóry Jovanka Radičević (prawoskorzydłowa), Rosjanka Anna Wiachiriewa (prawa rozgrywająca), Dunka Anne Mette Hansen (lewa rozgrywająca), Francuzka (lewoskrzydłowa), Rumunka Crina Pintea (obrotowa). Najlepszym trenerem wybrano Francuza Emmanuela Mayonnade, natomiast najlepszą defensywną zawodniczką Brazylijskę Eduardę Amorim.
- 9–13 maja – 31. edycja golfowego turnieju The Tradition w amerykańskim mieście Hoover, w stanie Alabama. Po pierwsze w karierze zwycięstwo sięgnął Amerykanin Steve Stricker.
- 12–13 maja – 4. edycja IAAF World Relays, czyli nieoficjalnych Mistrzostw Świata sztafet w lekkoatletyce w japońskiej Jokohamie. Zarówno w klasyfikacji medalowej, jak i punktowej, wygrała reprezentacja Stanów Zjednoczonych, która wywalczyła 54 punkty oraz pięć złotych kruszców. Polacy zajęli 5. miejsce w zestawieniu. Złoto w sztafecie kobiet 4x400 metrów z rekordem Europy wywalczyły Małgorzata Hołub-Kowalik, Patrycja Wyciszkiewicz, Anna Kiełbasińska i Justyna Święty-Ersetic.
- 9–14 maja – 54. Mistrzostwa Europy w żeglarskiej klasie 470 we włoskim San Remo. Tytuły mistrzowskie wywalczyli Szwedzi – Anton Dahlberg i Fredrik Bergström (po raz drugi) oraz Francuzki – Camille Lecointre i Aloise Retornaz (po raz drugi). Polki Agnieszka Skrzypulec i Jolanta Ogar zajęły 4. miejsce.
- 12–18 maja – 24. edycja kolarskiego wyścigu Tour of California, czyli Wyścigu Dookoła Kalifornii. Zwycięstwo odniósł Słoweniec Tadej Pogačar z ekipy UAE Emirates. W klasyfikacji punktowej zwyciężył Duńczyk Kasper Asgreen (Deceuninck-Quick Step), w klasyfikacji górskiej Włoch Davide Ballerini (Astana), natomiast w klasyfikacji drużynowej amerykańska grupa EF Education First Pro Cycling. W rywalizacji kobiet po raz drugi w karierze najlepsza okazała się Holenderka Anna van der Breggen z zespołu Boels–Dolmans.
- 18 maja
  - 19. finał Ligi Mistrzów w piłce siatkowej w Berlinie. Pierwsze w karierze mistrzostwo wywalczyli siatkarze włoskiego klubu Cucine Lube Civitanova, którzy pokonali rosyjski Zenit Kazań 3:1. Brązowe medale wywalczyli gracze polskiej drużyny PGE Skra Bełchatów oraz włoskiej SIR Sicoma Colussi Perugia. Miejsce na najniższym stopniu podium przypadło w udziale tureckim klubom – VakıfBank Stambuł oraz Fenerbahçe SK. MVP rozgrywek został Włoch Osmany Juantorena.
  - 18. finał Ligi Mistrzyń w piłce nożnej w Budapeszcie. Po ósmy tytuł sięgnęły piłkarki francuskiego Olympique Lyon, które w ostatecznym starciu pokonały zawodniczki hiszpańskiej FC Barcelony 4:1. Najlepszą zawodniczką turnieju wybrano Norweżkę Adę Hegerberg, natomiast królową strzelczyń została Dunka Pernille Harden.
  - 19. finał Ligi Mistrzyń w Berlinie. Tytuł wywalczyli zawodnicy włoskiego Igor Gorgonzola Novara, którzy pokonali siatkarzy innego włoskiego klubu, Imoco Volley Conegliano 3:1.
  - 144. edycja prestiżowego konkursu jeździeckiego Preakness Stakes w amerykańskim Baltimore, w stanie Maryland. W konkursie najlepsza okazali reprezentanci gospodarzy – dżokej Tyler Gaffalione na koniu War of Will pod przewodnictwem trenera Marka E. Casse’a.
- 15–19 maja – 24. Mistrzostwa Europy w taekwondo w brytyjskim Manchesterze. Z dorobkiem czterech złotych kruszców klasyfikację medalową wygrała reprezentacja Korei Południowej. Podium dopełnili reprezentanci gospodarzy oraz Chińczycy. Koreańczycy okazali się także najlepsi w klasyfikacji punktowej, wyprzedzając Rosjan, Chińczyków oraz Brytyjczyków.
- 16–19 maja
  - 35. Mistrzostwa Europy w gimnastyce artystycznej w azerskim Baku. Rywalizację zdominowali Rosjanie, którzy sięgnęli po komplet siedmiu złotych medali. Podium dopełnili Białorusini, Izraelici oraz Ukraińcy.
  - 101. edycja wielkoszlemowego turnieju golfowego PGA Championship w amerykańskiej mieście Farmingale, w stanie Nowy Jork. Tytuł sprzed roku obronił reprezentant gospodarzy, Brooks Koepka.
- 17–19 maja
  - 19. edycja Final Four Euroligi w koszykówce mężczyzn w hiszpańskim mieście Vitoria-Gasteiz. W finale triumf odnieśli koszykarze rosyjskiego CSKA Moskwa, którzy pokonali turecki Anadolu Efes 91:83. To ósmy tytuł w historii tego klubu. Brąz wywalczyli zawodnicy hiszpańskiego Realu Madryt, którzy wygrali z tureckim Fenerbahçe Ülker 94:75. MVP turnieju został Amerykanin Will Clyburn, natomiast najwięcej punktów (59) zdobył jego rodak, Shane Larkin.
  - 20. Mistrzostwa Świata w gimnastyce estetycznej w hiszpańskiej Kartagenie. Po raz szósty w historii zwycięstwo odniosła rosyjska grupa Madonna.
- 19 maja – 13. edycja Pucharu Europy w chodzie sportowym w litewskiej Olicie. W chodzie na dystansie 20 kilometrów triumfowali Szwed Perseus Karlström i Litwinka Živilė Vaiciukevičiūtė, natomiast w rywalizacji na dystansie 50 kilometrów Francuz Yohann Diniz i Włoszka Eleonora Giorgi. W zmaganiach drużynowych najlepsi okazali się reprezentanci Hiszpanii i Ukrainy.
- 15–21 maja – 76. edycja tenisowego turnieju Italian Open. W grze pojedynczej najlepsi okazali się Hiszpan Rafael Nadal (po raz dziewiąty) i Czeszka Karolína Plíšková. W deblu triumf odnieśli Kolumbijczycy Juan Sebastián Cabal i Robert Farah oraz Białorusinka Wiktoryjna Azaranka i Australijka Ashleigh Barty. Do półfinału zawodów deblowych dotarł Polak Łukasz Kubot.
- 22 maja – 53. finał Euroligi w hokeju na rolkach mężczyzn. Po triumf w rozgrywkach sięgnęli hokeiści belgijskiego Waterloo Ducks, którzy wygrali z niemieckim Rot-Weiss Köln 4:0. Brąz wywalczyli zawodnicy niemieckiego Mannheimer HC dzięki pokonaniu Real Club de Polo de Barcelona 3:1. Królem strzelców z dziewięcioma trafieniami został Argentyńczyk Gonzalo Peillat.
- 16–26 maja – 8. Drużynowe Mistrzostwa Świata w kręglach klasycznych w czeskich Rokycanach. Po tytuły mistrzowskie sięgnęli Serbowie i Chorwatki.
- 10–26 maja – 83. Mistrzostwa Świata elity w hokeju na lodzie mężczyzn na Słowacji. W finale reprezentacji Finlandii pokonali Kanadyjczyków 3:1. To trzecie mistrzostwo w historii tego kraju. Brąz po wygranej w dogrywce 3:2 z reprezentacją Czech wywalczyli Rosjanie. MVP turnieju został Kanadyjczyk Mark Stone. Stone wspólnie ze Szwedem Williamem Nylanderem, Rosjaninem Nikitą Kuczerowem i Czechem Jakubem Voráčekiem wybrany został także najlepszym atakującym. Najbardziej wartościowymi zawodnikami defensywnymi wyróżniono Czecha Filipa Hronka i Fina Mikko Lehtonena, z kolei najlepszym bramkarzem okrzyknięto Rosjanina Andrieja Wasilewskiego.
- 19–26 maja – 16. edycja Sudirman Cup, czyli Drużynowych Mistrzostw Świata w badmintonie w chińskim Nanning. W finale reprezentanci gospodarzy pokonali Japończyków 3:0. To jedenaste mistrzostwo w historii tego kraju. Brąz wywalczyli Tajowie i Indonezyjczycy.
- 24–26 maja – 11. Mistrzostwa Europy w aerobiku w azerskim Baku. Klasyfikacja medalowa została wygrana przez reprezentantów Rosji.
- 20–27 maja – 46. Mistrzostwa Europy w żeglarskiej klasie Laser w portugalskim mieście Porto. Tytuł mistrzowski wywalczył Aleksander Arian, natomiast wicemistrzostwo zdobył Marcin Rudawski.
- 29 maja – 48. finał Ligi Europy w piłce nożnej mężczyzn w Baku. W angielskim starciu lepsi okazali się piłkarze Chelsea Londyn, którzy pokonali Arsenal 4:1. Królem strzelców z jedenastoma trafieniami został Francuz Olivier Giroud.

### Czerwiec
- 1 czerwca
  - 27. finał Ligi Mistrzów w piłce nożnej mężczyzn. W angielskim starciu lepszy okazał się Liverpool FC, który pokonał Tottenham Hotspur F.C. 2:0. To szóste trofeum zdobyte przez ten klub. Królem strzelców z dwunastoma trafieniami został Argentyńczyk Lionel Messi. Drugie miejsce w tym zestawieniu z ośmioma bramkami zajął Polak Robert Lewandowski.
  - 240. edycja prestiżowego konkursu jeździeckiego Epson Derby w angielskim mieście Epsom, w hrabstwie Surrey. Gonitwę wygrał irlandzki koń Anthony Van Dyck dosiadany przez Seamie Heffernana oraz trenowany przez Aidana O’Briena.
- 11 maja–2 czerwca – 102. edycja kolarskiego wyścigu Giro d’Italia. Po triumf sięgnął Ekwadorczyk Richard Carapaz z hiszpańskiej grupy Movistar, która wygrała także klasyfikację drużynową. Szóste miejsce zajął Polak Rafał Majka. Klasyfikację punktową wygrał Niemiec Pascal Ackermann (Bora-Hansgrohe), natomiast punktację górską Włoch Giulio Ciccone (Trek-Segafredo).
- 30 maja–2 czerwca
  - 20. Mistrzostwa Europy w kajakarstwie górskim we francuskim Pau. Klasyfikację medalową wygrała reprezentacja Czech z dorobkiem trzech złotych kruszców. Podium dopełnili Brytyjczycy i Słoweńcy. Srebrny medal wywalczył Polak Dariusz Popiela (w zmaganiach K1).
  - 74. wielkoszlemowego turnieju golfowego US Open kobiet w amerykańskim mieście Charleston, w stanie Karolina Północna. Zwycięstwo odniosła reprezentantka Korei Południowej, Lee Jeong-eun.
- 31 maja–2 czerwca
  - 13. Mistrzostwa Europy w wioślarstwie we szwajcarskiej Lucernie. Dzięki zdobyciu pięciu złotych kruszców klasyfikacje medalową wygrała reprezentacja Niemiec. Podium dopełnili Holendrzy i Włosi. Polacy zajęli 5. lokatę z dorobkiem czterech medali. Po złoto sięgnęła męska dwójka podwójna (Mirosław Ziętarski i Fabian Barański), po srebro Artur Mikołajczewski (jedynka wagi lekkiej), męska czwórka bez sternika (Mikołaj Burda, Mateusz Wilangowski, Marcin Brzeziński i Michał Szpakowski), natomiast po brąz czwórka podwójna bez sternika (Joanna Dittmann, Monika Chabel, Olga Michałkiewicz i Maria Wierzbowska).
  - 35. Mistrzostwa Europy w triathlonie w holenderskim Weert. Tytuły w rywalizacji indywidualnej wywalczyli reprezentanci Wielkiej Brytanii – Alistair Brownlee (po raz czwarty) i Beth Potter, natomiast w zmaganiach drużynowych najlepsza okazała się reprezentacja Francji (w składzie: Sandra Dodet, Paul Georgenthum, Emilie Morier i Léo Bergere).
- 1–2 czerwca – 59. edycja Final Four Ligi Mistrzów w piłce ręcznej w Kolonii. W finale szczypiorniści Wardaru Skopje pokonali węgierski Telekom Veszprém 27:24. Brąz wywalczyli zawodnicy hiszpańskiej Barcelony, którzy wygrali z polską drużyną PGE Vive Kielce 40:35. MVP turnieju został Chorwat Igor Karačić. Królem strzelców z dorobkiem dziewięćdziesięciu dziewięciu bramek został Hiszpan Alex Dujshebaev. Nagrody indywidualne otrzymali jego rodacy, Julen Aguinagalde (obrotowy) i Roberto García Parrondo (trener), Chorwat Ivan Čupić (prawoskrzydłowy), Łotysz Dainis Krištopāns (prawy rozgrywający), Francuzi Ludovic Fabregas (młody gracz) i Kentin Mahé (środkowy rozgrywający), Słoweniec Blaž Blagotinšek, Duńczyk Mikkel Hansen (lewy rozgrywający), Rosjanin Timur Dibirow (lewoskrzydłowy) i Serb Dejan Milosavljev (bramkarz).
- 4–6 czerwca – 57. finał Ligi Mistrzów w baseballu we włoskiej Bolonii. Trofeum wywalczyli gospodarze turnieju, Fortitudo Baseball Bolonia, którzy pokonali zawodników holenderskiego L&D Amsterdam 8:0.
- 8 czerwca – 151. edycja prestiżowego konkursu jeździeckiego Belmot Stakes w amerykańskim mieście Elmont, w stanie Nowy Jork. Gonitwę wygrał koń Sir Winston dosiadany przez Dominikanina Joela Rosario oraz trenowany przez amerykańskiego trenera Mike’a E. Casse’a.
- 26 maja–9 czerwca – 123. edycja wielkoszlemowego turnieju tenisowego French Open. W grze pojedynczej triumf odnieśli Hiszpan Rafael Nadal (po raz dwunasty) i Australijka Ashleigh Barty. W rywalizacji deblowej zwyciężyli reprezentanci Niemiec, Kevin Krawietz i Andreas Mies oraz Węgierka Tímea Babos i Francuzka Kristina Mladenovic. W rywalizacji miksta najlepsi okazali się reprezentantka Chińskiej Tajpej, Latisha Chen i Chorwat Ivan Dodig.
- 4–9 czerwca – 16. edycja Superfinału Ligi Światowej w piłce wodnej kobiet w Budapeszcie. W ostatecznym starciu Amerykanki pokonały Włoszki 10:9. To dwunasty tytuł w historii tej reprezentacji. MVP turnieju został reprezentantka Stanów Zjednoczonych, Maddie Musselman. Z siedemnastoma trafieniami królowymi strzelczyń zostały Holenderka Maud Megens i Węgierka Rita Keszthelyi. Najlepszą bramkarką wybrano inną z reprezentantek Holandii, Laura Aarts.
- 5–9 czerwca
  - 1. finał rozgrywek Ligi Narodów w piłce nożnej mężczyzn w Portugalii. Po historyczne mistrzostwo sięgnęli reprezentanci gospodarzy, którzy w ostatecznej rozgrywce pokonali Holendrów 1:0. Brąz wywalczyli Anglicy, którzy pokonali w rzutach karnych Szwajcarów 6:5. Królem strzelców z trzema bramkami został Portugalczyk Cristiano Ronaldo.
- 6–9 czerwca – 9. edycja Pucharu Świata federacji PDC w dartach w Hamburgu. W finale reprezentanci Szkocji pokonali Irlandczyków 3:0. Zwycięską drużynę reprezentowali Gary Andreson i Peter Wright. Najwięcej punktów (160) w jednym podejściu odnotowali Czech Karel Sedláček i Singapurczyk Paul Lim.
- 8 czerwca–13 czerwca – 27. (9. wśród kobiet) finał turnieju World Series w squashu w Egipcie. Zwycięstwo odnieśli reprezentanci Egiptu – Karim Abdel Gawad i Raneem El Weleily.
- 10–15 czerwca – Finał Pucharu Federacji w baseballu w chorwackim Karlovacu. W austriackim pojedynku lepszy okazał się Dornbirn Indians pokonał Wiedeń Metrostars 19:1.
- 9–16 czerwca – 71. edycja kolarskiego wyścigu Critérium du Dauphiné we francuskim regionie Rodan-Alpy. Najszybciej wymagany dystans pokonał Duńczyk Jakob Fuglsang z kazachskiej ekipy Astana Pro Team. Belg Wout van Aert (Team Jumbo-Visma) wygrał klasyfikację punktową, natomiast Francuz Julian Alaphilippe (Deceuninck–Quick-Step) punktację górską. W klasyfikacji drużynowej triumfowała belgijska grupa Lotto Soudal.
- 10–16 czerwca
  - 50. Mistrzostwa Europy w łucznictwie w holenderskim ’s-Hertogenbosch. Z dorobkiem trzech złotych kruszców klasyfikację medalową wygrali reprezentanci Korei Południowej. Podium dopełnili łucznicy Chińskiej Tajpej oraz Stanów Zjednoczonych.
  - 3. edycja IHF Emerging Nations Championship w piłce ręcznej mężczyzn w Gruzji. W finale reprezentacja Gruzji pokonała Kubę 31:21. Brąz wywalczyli Bułgarzy, którzy wygrali z Brytyjczykami wynikiem 47:31. MVP turnieju i najlepszym prawym rozgrywającym został Gruzin Giorgi Tskhovrebadze. Królem strzelców z dorobkiem sześćdziesięciu sześciu bramek został reprezentant Wielkiej Brytanii, Sebastien Edgar. Pozostałe statuetki otrzymali Gruzin Teimuraz Orjonikidze (lewy rozgrywający), Bułgarzy (Svetlin Dimitrov (prawoskrzydłowy) i Kristian Vasilev (środkowy rozgrywający)), Kubańczycy (Magnol Suárez (bramkarz) i Eduardo Valiente (obrotowy)) oraz Chińczyk Huang Peijie (lewoskrzydłowy).
- 13–16 czerwca – 119. edycja wielkoszlemowego turnieju golfowego mężczyzn US Open w amerykańskim mieście Pebble Beach, w stanie Kalifornia. Mistrzowski tytuł został wywalczony przez Amerykanina Gary’ego Woodlanda.
- 15–16 czerwca – 87. edycja prestiżowego 24-godzinnego wyścigu Le Mans. W najwyższej klasie LMP1 po raz drugi z rzędu jako pierwsi linię mety przecięła załoga Toyoty – Hiszpan Fernando Alonso, Japończyk Kazuki Nakajima i Szwajcar Sébastien Buemi. W kategorii LMP2 triumf odniosła francuska ekipa Signatech Alpine Matmut, którą reprezentowali rodzimi kierowcy, Nicolas Lapierre i Pierre Thiriet oraz Brazylijczyk André Negrão. W klasie LMGTE Pro najlepsza okazała się załoga włoskiej AF Corse – Brytyjczyk James Calado, Włoch Alessandro Pier Guidi i Brazylijczyk Daniel Serra. W kategorii LMGTE Am zwyciężyli kierowcy amerykańskiego zespołu Keating Motorsports – Amerykanin Bob Keating, Holender Jeroen Bleekemolen i Brazylijczyk Felipe Fraga.
- 16 czerwca – zakończył się 7. sezon World Endurance Championship, czyli Mistrzostwa Świata Samochodów Długodystansowych. W kategorii LMP1 triumfowali Hiszpan Fernando Alonso, Japończyk Kazuki Nakajima oraz Szwajcar Sébastien Buemi wraz z japońską ekipą Toyota Gazoo Racing. W klasie GTE po tytuł sięgnęli Duńczyk Michael Christense i Francuz Kévin Estre oraz niemiecki zespół Porsche GT. W kategorii LMP2 najlepsi okazali się Francuzi, Nicolas Lapierre i Pierre Thiriet oraz Brazylijczyk André Negrão, reprezentujący francuską stajnię Signature Alpine Matmut. W klasie LMGTE Am triumf odnieśli Niemiec Jörg Bergmeister, Amerykanin Patrick Lindsey i Norweg Egidio Perfetti wraz z niemieckim Team Project 1.
- 15–23 czerwca – 83. edycja kolarskiego wyścigu Tour de Suisse, czyli Wyścigu Dookoła Szwajcarii. Zwycięstwo odniósł Kolumbijczyk Egan Bernal z brytyjskiej ekipy Team Ineos. Klasyfikację górską wygrał Brytyjczyk Hugh Carthy (EF Education First Pro Cycling), sprinterską Słowak Peter Sagan (Bora-Hansgrohe), natomiast drużynową hiszpańska grupa Movistar Team.
- 17–22 czerwca – 32. Mistrzostwa Europy w szermierce w niemieckim Düsseldorfie. Klasyfikację medalową z dorobkiem czterech złotych kruszców wygrała reprezentacja Rosji. Podium dopełnili Francuzi i Włosi. Reprezentacja Polski zajęli 5. miejsce dzięki dwóm medalom – Ewa Trzebińska wywalczyła brąz indywidualnie oraz złoto drużynowo, wspólnie z Renatą Knapik-Miazgą, Magdaleną Piekarską i Aleksandrą Zamachowską.
- 13–23 czerwca – 16. Mistrzostwa Świata w softballu mężczyzn w czeskiej Pradze. W finale reprezentanci Argentyny pokonali Japończyków 3:2. Brąz po wygranej z Nową Zelandią 2:1 wywalczyli Kanadyjczycy.
- 18–23 czerwca
  - 6. Mistrzostwa Świata w koszykówce 3x3 w Amsterdamie. W rywalizacji mężczyzn po tytuł sięgnęli Amerykanie, którzy w finale pokonali Łotyszy 18:14. Brązowy medal zdobyli Polacy, którzy wygrali z Serbami 18:15. Wśród kobiet zwycięstwo 19:13 nad Węgierkami odniosły Chinki. Po brąz sięgnęli reprezentantki Francji, które pokonały 21:9 Australijki.
  - 18. edycja Superfinału Ligi Światowej w piłce wodnej mężczyzn w Belgradzie. W finale reprezentanci gospodarzy pokonali Chorwatów 12:11. To dwunaste mistrzostwo w historii tego kraju. Brąz dzięki wygranej z Hiszpanami 11:10 wywalczyli reprezentanci Australii. Najbardziej wartościowym zawodnikiem wybrany został Serb Filip Filipović, natomiast najlepszym bramkarzem jego rodak Marko Bijač. Królem strzelców z dwudziestoma dziewięcioma bramkami został Japończyk Yosuke Inaba.
- 20–23 czerwca – 65. edycja wielkoszlemowego turnieju golfowego kobiet PGA Championship w amerykańskim mieście Chaska, w stanie Minnesota. Tytuł mistrzowski wywalczyła Australijka Hannah Green.
- 22–25 czerwca – 68. (45. wśród kobiet) Mistrzostwa Europy w judo w białoruskim Mińsku. Z dorobkiem trzech złotych kruszców klasyfikację medalową wygrali reprezentanci Rosji. Podium dopełnili Gruzini i Francuzi.
- 21–30 czerwca – II Igrzyska Europejskie w białoruskim Mińsku. Klasyfikację medalową wygrała Rosja, której reprezentanci stawali czterdzieści cztery razy na najwyższym stopniu podium. Podium dopełnili gospodarze imprezy oraz Ukraińcy. Reprezentacja Polski wywalczyła czternaście medali. Po złoto sięgnęli kajakarz Tomasz Kaczor (C1 na dystansie 1000 metrów), bokserka Karolina Koszewska oraz Łukasz Jaworski i Artur Zakrzewski w synchronicznych skokach na trampolinie. Srebro zdobył kolarz torowy Filip Prokopyszyn (scratch). Brąz wywalczyli bokserki, Sandra Drabik i Elżbieta Wójcik, zapaśnik Arkadiusz Kułynycz, kobieca drużyna tenisistek stołowych (Natalia Bajor, Li Qian i Natalia Partyka), kolarze torowi, Krzysztof Maksel (1000 metrów ze startu wspólnego), Daniel Staniszewski (omnium) i kobieca drużyna pościgowa (Justyna Kaczkowska, Karolina Karasiewicz, Katarzyna Pawłowska i Nikol Płosaj), a także kajakarze – Marta Walczykiewicz (K1 na 200 metrów), Dorota Borowska (C1 na 200 metrów) oraz kobieca czwórka na dystansie 500 metrów (Katarzyna Kołodziejczyk, Karolina Naja, Anna Puławska i Helena Wiśniewska).
- 24–30 czerwca – 16. Puchar Świata w snookerze w chińskim Wuxi. W finale reprezentanci Szkocji, John Higgins i Stephen Maguire, pokonali gospodarzy turnieju, Zhou Yuelonga i Lianga Wembo, 4:0. Wembo uzyskał najwyższego brejka (138 punktów).
- 25–30 czerwca – 13. Puchar Świata w bilardzie w Chinach. W finale reprezentanci Austrii, Mario He i Albin Ouschan, pokonali Filipińczyków, Carlo Biado i Jeffa de Luny, 11:3.
- 26–30 czerwca – 2. edycja Pucharu Challengera w piłce siatkowej kobiet w Peru. W finale reprezentantki Kanady pokonały Czeszki 3:2. Brąz dzięki wygranej 3:0 z Chorwatkami zdobyły Argentynki. Wyróżnione zostały Kanadyjki Alexa Lea Gray (punktująca i atakująca) i Emily Maglio (blokująca), Chorwatka Samanta Fabris (serwująca), Peruwianki Zoila La Rosa (rozgrywająca) i Vanessa Palacios (libero) oraz Argentynka Tatiana Rizzo (przyjmująca).
- 27–30 czerwca – 1. Grand Final FIH Pro League w hokeju na trawie w holenderskim Amstelveen. Wśród mężczyzn triumf odniosła reprezentacja Australii, która pokonała Belgię 3:2. Brąz wywalczyli reprezentanci gospodarzy dzięki wygranej z Brytyjczykami 5:3. Wśród kobiet najlepsze okazały się Holenderki, które pokonały w rzutach karnych 4:2 (2:2 w regulaminowym czasie gry) Australijki. Brązowy medal przypadł w udziale Niemkom, które także wygrały z Argentynkami w rzutach karnych, lecz wynikiem 3:1 (1:1). Najbardziej wartościowymi zawodnikami turnieju zostali reprezentant Australii, Aran Zalewski. Holenderka Frédérique Matla. Najwięcej bramek strzelili Australijczyk Blake Govers (12) i Nowozelandka Olivia Merry (15).

### Lipiec
- 30 czerwca–6 lipca – 21. Mistrzostwa Europy w softballu kobiet w czeskiej Ostrawie. Po raz jedenasty po złoty medal sięgnęły reprezentantki Włoch. Srebro wywalczyły Holenderki, natomiast brąz Brytyjki.
- 6 lipca – 23. Puchar Europy w biegu na 10 000 metrów w Londynie. Zwycięstwo odnieśli Włoch Yemaneberhan Crippa i Brytyjka Stephanie Twell.
- 7 czerwca–7 lipca – 8. Mistrzostwa Świata w piłce nożnej kobiet we Francji. W finale Amerykanki pokonały Holenderki 2:0. To czwarte mistrzostwo w historii tego kraju. Brąz dzięki wygranej 2:1 z Angielkami zdobyły Szwedki. Złotą Piłkę i Złotego buta dla najlepszej piłkarki zdobyła reprezentantka Stanów Zjednoczonych, Megan Rapinoe. Za najlepszą bramkarkę została uznana Holenderka Sari van Veenendaal. Królową strzelczyń z sześcioma bramkami została Angielka Ellen White.
- 27–7 lipca – 37. Mistrzostwa Europy w koszykówce kobiet w Serbii i na Łotwie. W finale reprezentantki Hiszpanii pokonały Francuzki 86:66. To czwarty tytuł w historii tego kraju, w tym drugi z rzędu. Brązowy medal zdobyły Serbki, które wygrały z Brytyjkami 81:55. Statystycznie najlepszymi zawodniczkami turnieju okazały się Ukrainka Alina Jagupowa (punkty), Turczynka Kiah Stokes (zbiórki), Słowenka Nika Barič (asysty), Czarnogórka Milica Jovanović (bloki) i Brytyjka Johannah Leedham (przechwyty).
- 28 czerwca–7 lipca – 14. Mistrzostwa świata w siatkówce plażowej w Hamburgu. Mistrzostwo wywalczyli Rosjanie (Oleg Stojanowski i Wiaczesław Krasilnikow) oraz Kanadyjki (Sarah Pavan i Melissa Humana-Paredes).
- 2–7 lipca – 11. Mistrzostwa Europy w piłce ręcznej plażowej w Starych Jabłonkach. Zarówno wśród mężczyzn, jak i u kobiet, tytuły mistrzowskie wywalczyła reprezentacja Danii. Szczypiorniści w finale pokonali Norwegów 2:0, natomiast szczypiornistki takim samym stosunkiem bramek Węgierki. Podobnym stosunkiem goli zakończyły się pojedynki o brązowy medal. Trzecie miejsce wywalczyli Węgrzy dzięki wygranej z Rosjanami oraz Holenderki za sprawą triumfu z Chorwatkami.
- 3–7 lipca
  - 2. edycja Final Six Ligi Narodów w piłce siatkowej kobiet w chińskim Nankinie. Tytuł mistrzowski obroniły reprezentantki Stanów Zjednoczonych, które w decydującym pojedynku pokonały Brazylijki 3:2. Brąz zdobyły reprezentantki gospodarzy dzięki wygranej 3:1 z Turczynkami. Najbardziej wartościową zawodniczką turnieju wybrana został Amerykanka Andrea Drews. Wyróżnione zostały także jej rodaczki, Haleigh Washington (blokująca) i Megan Courtney (libero), Brazylijki – Macris Carneiro (rozgrywająca), Gabriela Braga Guimarães (przyjmująca) i Ana Beatriz Correa (blokująca), Chinka Liu Yanhan (przyjmująca) oraz Turczynka Ebrar Karakurt (atakująca). Najlepiej punktującą zawodniczką turnieju została Malwina Smarzek-Godek.
  - 2. edycja Pucharu Challengera w piłce siatkowej mężczyzn w słoweńskiej Lublanie. W finale reprezentanci gospodarzy pokonali 3:0 Kubańczyków. Brąz wywalczyli Białorusini dzięki wygranej z Turkami 3:1.
- 6–7 lipca – 5. Puchar Europy w wieloboju na Ukrainie. Zwycięstwo odniosła reprezentacja Estonii.
- 1–9 lipca – 41. Mistrzostwa Świata w żeglarskiej klasie Laser mężczyzn w Japonii. Tytuł mistrzowski wywalczył Australijczyk Tom Burton.
- 9 lipca – 90. edycja Meczu Gwiazd MLB w Cleveland, w stanie Ohio. Zwycięstwo odnieśli zawodnicy American National, którzy pokonali baseballistów 8:5. MVP turnieju został Amerykanin Shane Bieber. Tytuł „Home Hun Derby” zdobył jego rodak Pete Alonso.
- 2–10 lipca – 34. Mistrzostwa Świata w strzelaniu ze strzelby do rzutek i ruchomych tarcz we włoskim Lonato. Klasyfikację medalową z dorobkiem czterech złotych krążków wygrali reprezentanci gospodarzy. Podium dopełnili Amerykanie i Brytyjczycy.
- 11–12 lipca – 21. Mistrzostwa Europy w kolarstwie BMX w łotewskiej Rydze. Tytuły mistrzowskie wywalczyli reprezentanci Holandii – Niek Kimmann i Laura Smulders.
- 1–14 lipca – 133. edycja wielkoszlemowego turnieju tenisowego Wimbledon. W grze pojedynczej triumfowali Serb Novak Đoković (po raz piąty) i Rumunka Simona Halep. W grze deblowej najlepsi okazali się Kolumbijczycy, Juan Sebastián Cabal i Robert Farah oraz Czeszka Barbora Strýcová i reprezentantka Chińskiego Tajpej, Hsieh Su-wei. W mikście zwycięstwo odnieśli Chorwat Ivan Dodig i inna z reprezentantek Chińskiego Tajpej, Latisha Chen.
- 3–14 lipca – 30. Letnia Uniwersjada w Neapolu. Z dorobkiem trzydziestu trzech złotych krążków klasyfikację medalową wygrali Japończycy przed Rosjanami i Chińczykami. Reprezentanci Polski z piętnastoma medalami zajęli 15. miejsce. Po złoto sięgnęli biegacz Michał Rozmys (bieg na 1500 metrów), kulomiot Konrad Bukowiecki, biegaczka Alicja Konieczek (bieg na 3000 metrów z przeszkodami) i żeńska drużyna strzelecka w rywalizacji karabinu z odległości 10 metrów (Natalia Kochańska, Katarzyna Komorowska i Aneta Stankiewicz). Srebro wywalczyli młociarka Malwina Kopron, reprezentacja siatkarzy i pływak Filip Zaborowski (800 metrów stylem dowolnym). Brąz zdobyli biegacz Patryk Dobek (bieg na 400 metrów przez płotki), sztafeta 4x400 metrów mężczyzn, taekwondzistka Patrycja Adamkiewicz indywidualnie oraz drużynowo, kulomiotka Klaudia Kardasz, szablista Wojciech Kolańczyk, młociarka Katarzyna Furmanek i żeńska drużyna szablistek (Anna Mroszczak, Kamila Pytka, Martyna Swatowska i Jagoda Zagała).
- 5–14 lipca – 30. edycja kolarskiego wyścigu kobiet Giro Rosa. Po trzeci triumf w karierze sięgnęła Holenderka Annemiek van Vleuten z australijskiej ekipy Mitchelton-Scott. Polka Katarzyna Niewiadoma z niemieckiego zespołu Canyon-SRAM Racing zajęła 5. miejsce.
  - 6–14 lipca
  - 44. Mistrzostwa świata w hokeju na rolkach mężczyzn w Barcelonie. W finale reprezentanci Portugalii pokonali w dogrywce 2:1 Argentyńczyków. To szesnasty tytuł w historii tego kraju. Brąz wywalczyli Hiszpanie dzięki wygranej 5:0 z Francuzami.
  - 15. Mistrzostwa świata w hokeju na rolkach kobiet w Barcelonie. W ostatecznej rozgrywce Hiszpanki pokonały reprezentantki Argentyny 8:5. W pojedynku o brąz reprezentanci Chile, którzy wygrali z Włochami 3:0.
- 10–14 lipca – 2. edycja Final Six Ligi Narodów w piłce siatkowej mężczyzn w Chicago. Mistrzostwo obronili Rosjanie, którzy w finale pokonali reprezentantów gospodarzy 3:1. Brązowy medal przypadł w udziel Polakom, którzy wygrali 3:0 z Brazylią. Najbardziej wartościowym zawodnikiem turnieju został Matthew Anderson. Amerykanin został także najlepszym atakującym. Wyróżnienie zostali także jego rodacy – Maxwell Holt (środkowy), Micah Christenson (rozgrywający) i Erik Shoji (libero). Holt otrzymał wyróżnienie wspólnie z Rosjaninem Iwanem Jakowlewem. Najlepiej przyjmującymi zawodnikami zawodów byli Polak Bartosz Bednorz oraz Rosjanie, Dmitrij Wołkow i Jegor Kluka.
- 14 lipca – zakończył się 5. sezon Formuły E. Zwycięstwo w klasyfikacji kierowców obronił Francuz Jean-Éric Vergne. W punktacji zespołów triumfowała chińska ekipa DS Techeetah.
- 30 maja–15 lipca – 12. Mistrzostwa Świata w krykiecie mężczyzn w Anglii i Walii. Po raz pierwszy w historii po tytuł sięgnęli Anglicy, którzy w finale pokonali reprezentantów Nowej Zelandii rezultatem 241:241/8. Zawodnikiem turnieju został Nowozelandczyk Kane Williamson. Najwięcej biegów odnotował Hindus Rohit Sharma, natomiast najwięcej bramek (27) strzelił Australijczyk Mitchell Starc.
- 12–21 lipca – 15. Puchar Świata w netballu w Anglii. W finale reprezentanci Nowej Zelandii pokonali 52:51 Australijczyków. To piąty tytuł w historii tego kraju. Brązowy medal wywalczyli reprezentanci gospodarzy, którzy wygrali z Republiką Południowej Afryki 58:42. Królem strzelców został reprezentant Sri Lanki, Tharjini Sivalingam (348 trafień).
- 18–21 lipca – 148. edycja wielkoszlemowego turnieju golfowego Open Championship w hrabstwie Irlandii Północnej, Antrim. Zwycięstwo odniósł Irlandczyk Shane Lowry.
- 20–21 lipca – 2. edycja Speedway of Nations, czyli Mistrzostw Świata Par w jeździe na żużlu w rosyjskiej Togliatti. Tytuł mistrzowski obroniła reprezentacja Rosji (w składzie: Emil Sajfutdinow i Artiom Łaguta), która w finale pokonała Polaków 5:1 (w składzie: Bartosz Zmarzlik i Patryk Dudek). Brąz wywalczyli Australijczycy (w składzie: Jason Doyle i Max Fricke).
- 21 lipca – podczas półfinału MŚ w Gwangju Brytyjczyk Adam Peaty wynikiem 56,88 pobił rekord świata w pływaniu na dystansie 100 metrów stylem klasycznym.
- 15–23 lipca – 88. Mistrzostwa Świata w szermierce w Budapeszcie. Dzięki trzem złotym kruszcom klasyfikację medalową wygrała reprezentacja Rosji przed Francją i Koreą Południową. Drugi w karierze tytuł wywalczyła Dunka Anne-Marie Rindom.
- 16–24 lipca – 35. Mistrzostwa Świata w żeglarskiej klasie Laser Radial w Japonii. Po tytuły mistrzowskie sięgnęli Belg Simon De Gendt i Dunka Anne-Marie Rindom.
- 24 lipca – podczas finału MŚ w koreańskim Gwangju Węgier Kristóf Milák rezultatem 1:50,73 poprawił rekord świata na dystansie 200 metrów stylem motylkowym.
- 16–25 lipca – 11. Mistrzostwa Europy w lacrossie w izraelskiej Netanj. W finale reprezentacja Anglii pokonała gospodarzy turnieju 10:7. Brąz dzięki wygranej 13:8 z Czechami wywalczyli Walijczycy.
- 25 lipca
  - podczas półfinału MŚ w Gwangju Australijczyk Matthew Wilson wynikiem 2:06,67 wyrównał rekord świata na dystansie 200 metrów stylem klasycznym.
  - w trakcie finału MŚ w Gwangju Australijki (w składzie: Ariarne Titmus, Madison Wilson, Brianna Throssell i Emma McKeon) rezultatem 7:41,50 pobiły rekord świata w rywalizacji 4x200 metrów stylem dowolnym.
- 22–26 lipca – 5. Mistrzostwa Świata w bilardzie na dziesięciu bilach w Las Vegas. W finale reprezentant Chińskiego Tajpej, Ko Ping-chung, pokonał Niemca Joshuę Fillera 10:7.
- 26 lipca
  - podczas półfinału MŚ w Gwangju Amerykanin Caeleb Dressel wynikiem 49,50 poprawił rekord świata na dystansie 100 metrów stylem motylkowym.
  - w trakcie półfinału MŚ w Gwangju reprezentantka Stanów Zjednoczonych, Regan Smith, rezultatem 2:03,35 pobiła rekord świata na dystansie 200 metrów stylem grzbietowym.
  - podczas finału MŚ w Gwangju Rosjanin Anton Czupkow wynikiem 2:06,12 poprawił rekord świata na dystansie 200 metrów stylem klasycznym.
- 27 lipca
  - 16. Mecz Gwiazd WNBA w koszykówce kobiet w Las Vegas, w stanie Nevada. Zawodniczki Team Wilson pokonały Team Delle Donne 129:126. MVP turnieju została reprezentantka gospodarzy, Erica Wheeler.
  - w trakcie finału MŚ w Gwangju reprezentanci Stanów Zjednoczonych (w składzie: Caeleb Dressel, Zach Apple, Abbey Weitzeil i Simone Manuel) rezultatem 3:19,40 poprawili rekord świata w rywalizacji drużyn mieszanych 4x100 metrów stylem dowolnym.
- 6–28 lipca – 106. edycja kolarskiego wyścigu Tour de France. Zwycięstwo po raz pierwszy w karierze odniósł Kolumbijczyk Egan Bernal z ekipy Team Ineos, który wygrał także rywalizację młodzieżowców. W klasyfikacji punktowej triumfował Słowak Peter Sagan (Bora-Hansgrohe), górskiej Francuz Romain Bardet (AG2R La Mondiale), natomiast drużynowej hiszpański zespół Movistar Team. Najaktywniejszym zawodnikiem wyścigu wybrany został Francuz Julian Alaphilippe.
- 12–28 lipca – 18. Mistrzostwa Świata w pływaniu w koreańskim Gwangju. Z dorobkiem szesnastu złotych kruszców klasyfikację medalową wygrali reprezentanci Chin przed Amerykanami i Rosjanami.
- 20–28 lipca – 26. edycja World Matchplay w dartach w angielskim Blackpool. Po raz pierwszy w karierze triumf odniósł Anglik Rob Cross, który w finale pokonała swojego rodaka Michaela Smitha 18:13. Cross wspólnie ze Szkotem Peterem Wrightem uzyskał także najwyżej punktowane podejście (170 punktów).
- 22–28 lipca – 22. Mistrzostwa Świata w muay thai w tajskim Bangkoku. W klasyfikacji ogólnej z dorobkiem szesnastu złotych medali triumfowali reprezentanci gospodarzy przed Rosjanami i Ukraińcami. Brązowy medal wywalczył Polak Łukasz Radosz.
- 23–28 lipca – 24. Mistrzostwa świata w kolarstwie BMX w belgijskim Heusden-Zolder Tytuły mistrzowskie wywalczyli Holender Twan van Gendt i Amerykanka Alise Willoughby (po raz drugi).
- 25–28 lipca
  - 21. edycja turnieju WGC-FedEx St. Jude Invitational, czyli nieoficjalnych Mistrzostw Świata w golfie w amerykańskim Memphis, w stanie Tennessee. Zwycięstwo odniósł reprezentant gospodarzy, Brooks Koepka.
  - 29. Mistrzostwa Europy w kolarstwie górskim w czeskim Brnie.
  - 7. edycja golfowego turnieju kobiet Evian Championship we Francji. Triumf odniosła reprezentantka Korei Południowej, Ko Jin-young.
- 26–28 lipca – 4. edycja snookerowego turnieju Riga Master. W finale Chińczyk Yan Bingtao pokonał Anglika Marka Joyce’a 5:2. Najwyższego brejka (145 punktów) odnotował Anglik Jack Lisowski.
- 28 lipca
  - podczas finału MŚ w Gwangju Amerykanki (w składzie: Regan Smith, Lilly King, Kelsi Dahlia i Simone Manuel) rezultatem 3:50,40 poprawiły rekord świata w zmaganiach drużyn 4x100 stylem zmiennym. Smith na pierwszej zmianie stylem grzbietowym poprawiła także indywidualny rekord globu wynikiem 57,57.
  - w trakcie Mistrzostw Stanów Zjednoczonych w Des Moines Amerykanka Dalilah Muhammad wynikiem 52,20 pobiła Rekordy świata w lekkoatletyce na dystansie 400 metrów przez płotki.

### Sierpień
- 1–2 sierpnia – 30. Mistrzostwa Świata w kolarstwie górskim i trialu w kanadyjskim Mont-Sainte-Anne. Tytuły mistrzowskie wywalczyli Francuz Romain Mayet i Czeszka Romana Labounková.
- 31 lipca–3 sierpnia – Mistrzostwa Europy w baseballu kobiet we francuskim Rouen. W finale gospodynie turnieju pokonały Holenderki 5:2.
- 3 sierpnia – 39. edycja kolarskiego wyścigu Clásica de San Sebastián. Jako pierwszy linię mety przekroczył Belg Remco Evenpoel z grupy Deceuninck–Quick-Step.
- 1–4 sierpnia
  - 1. edycja Superpucharu IHF w piłce ręcznej kobiet w chińskim Wuxi. W finale szczypiornistki angolańskiego C.D. Primeiro de Agosto pokonały chińskie China National Club 27:22. W pojedynku o brąz lepsze okazały się zawodniczki brazylijskiej UnC Concórdia, które pokonały rywalki z japońskiej Omron Yamaga.
  - 43. edycja wielkoszlemowego turnieju golfowego kobiet British Open w angielskim Milton Keynes. Zwycięstwo odniosła Japonka Hinako Shibuno.
- 4 sierpnia – 8. edycja kolarskiego wyścigu RideLondon–Surrey Classic. Najlepszy okazał się Włoch Elia Viviani z belgijskiej ekipy Deceuninck–Quick-Step.
- 2–9 sierpnia – 49. Mistrzostwa Świata w żeglarskiej klasie 470 w Japonii. Po tytuł sięgnęli Australijczycy, Matthew Belcher (po raz ósmy) i Will Ryan (po raz piąty) oraz Brytyjki, Hannah Mills (po raz drugi) i Eilidh McIntyre.
- 3–9 sierpnia – 76. edycja kolarskiego wyścigu Tour de Pologne. Zwycięstwo odniósł Rosjanin Pawieł Siwakow z brytyjskiej grupy Team Ineos, która wygrała także klasyfikację drużynową. W klasyfikacji górskiej triumfował Niemiec Simon Geschke (CCC Team), natomiast w punktacji sprinterskiej Francuz Marc Sarreau (Groupama-FDJ). Najaktywniejszym zawodnikiem wyścigu był jego rodak Charles Planet z ekipy Team Novo Nordisk.
- 1–10 sierpnia – 11. Mistrzostwa Świata w korfballu w Republice Południowej Afryki. W finale reprezentanci Holandii pokonali Belgów 31:18. To dziesiąte mistrzostwo w historii tego kraju. W pojedynku o brązowy medal lepsza okazała się drużyna Chińskiej Tajpej, która wygrała z Chinami 25:16.
- 3–10 sierpnia – 2. edycja IPSC World Shoot w strzelaniu z karabinu w Moskwie. Mistrzostwo obronił Fin Jarkko Laukia.
- 4–11 sierpnia – 8. edycja snookerowego turnieju International Championship w chińskim Daqingu. W angielskim finale Judd Trump pokonał Shauna Murphy’ego 10:3. To drugi tytuł w karierze tego zawodnika. Trump wspólnie z reprezentantem Irlandii Północnej, Markiem Allenem, uzyskał także najwyższego brejka turnieju (141 punktów).
- 5–11 sierpnia
  - 27. Mistrzostwa Europy w siatkówce plażowej w Rosji. Wśród mężczyzn po raz pierwszy triumfowali Norwedzy, Anders Mol i Christian Sørum, natomiast u kobiet po raz pierwszy Łotyszki, Tīna Graudiņa i Anastasija Kravčenoka. Srebrny medal wywalczyły Kinga Wojtasik i Katarzyna Kociołek.
  - 40. Mistrzostwa Europy w skokach do wody w Kijowie. Klasyfikację medalową z dorobkiem sześciu złotych kruszców wygrała reprezentacja Rosji. Podium dopełnili Ukraińcy i Niemcy.
  - 130. edycja tenisowego turnieju Rogers Cup w Montrealu. W grze pojedynczej triumfowali Hiszpan Rafael Nadal (po raz piąty) i Kanadyjka Bianca Andreescu. W rywalizacji deblowej najlepsi okazali się Hiszpan Marcel Granollers i Argentyńczyk Horacio Zeballos oraz reprezentantki Czech – Barbora Krejčíková i Kateřina Siniaková.
- 6–11 sierpnia – 28. Mistrzostwa Europy w pięcioboju nowoczesnym brytyjskim Bath. Zawody zdominowali reprezentanci gospodarzy, którzy wywalczyli pięć z sześciu możliwych do wywalczenia złotych kruszców. Klasyfikację medalową dopełnili Litwini i Rosjanie.
- 7–11 sierpnia – 25. Mistrzostwa Europy w kolarstwie szosowym w holenderskim Alkmaarze. W jeździe indywidualnej na czas najlepsi okazali się Belg Remco Evenepoel (po raz drugi z rzędu) i Holenderka Ellen van Dijk (po raz czwarty z rzędu). W wyścigu ze startu wspólnego triumfowali Włoch Elia Viviani i inna z reprezentantek Holandii, Amy Pieters. W zmaganiach drużyn mieszanych trzecie zwycięstwo odnieśli Holendrzy (w składzie: Ramon Sinkeldam, Koen Bouwman, Amy Pieters, Floortje Mackaij i Riejanne Markus).
- 9–11 sierpnia – 8. Drużynowe Mistrzostwa Europy w lekkoatletyce w Bydgoszczy. Zwycięstwo w klasyfikacji generalnej z dorobkiem 345 punktów odniosła reprezentacja Polski, która wyprzedziła Niemców i Francuzów. Po triumf dla Polaków sięgnęli tyczkarz Piotr Lisek, kulomiot Michał Haratyk, dyskobol Piotr Małachowski, młociarz Wojciech Nowicki oraz biegacze – Adam Kszczot (bieg na 800 metrów), Marcin Lewandowski (bieg na 1500 metrów), Patryk Dobek (bieg na 400 metrów przez płotki), Justyna Święty-Ersetic (bieg na 400 metrów), Sofia Ennaoui (bieg na 1500 metrów) oraz żeńska sztafeta 4x400 metrów (w składzie: Iga Baumgart-Witan, Anna Kiełbasińska, Małgorzata Hołub-Kowalik i Justyna Święty-Ersetic). Drugie miejsca wywalczyły młociarka Joanna Fiodorow i oszczepniczka Maria Andrejczyk. Na najniższym stopniu podium stanęli skoczek w dal Tomasz Jaszczuk, oszczepnik Marcin Krukowski oraz biegacze – Krystian Zalewski (bieg na 3000 metrów z przeszkodami), Ewa Swoboda (bieg na 60 metrów), Karolina Kołeczek (bieg na 100 metrów z przeszkodami), Joanna Linkiewicz (bieg na 400 metrów z przeszkodami) oraz męska sztafeta 4x400 metrów (w składzie: Wiktor Suwara, Rafał Omelko, Łukasz Krawczuk i Patryk Dobek).
- 14 sierpnia – 44. edycja Superpucharu Europy UEFA w piłce nożnej mężczyzn w Stambule. W angielskim pojedynku lepszy okazał się Liverpool FC, który pokonał Chelsea F.C. w rzutach karnych 5:4 (2:2 w regulaminowym czasie gry). To czwarty tytuł w historii tego klubu.
- 11–17 sierpnia – 15. Mistrzostwa Świata w fistballu we szwajcarskim Winterthurze. Po raz jedenasty w historii po tytuł mistrzowski sięgnęli reprezentanci Niemiec (po raz czwarty jako zjednoczony naród).
- 12–18 sierpnia
  - 121. edycja tenisowego turnieju Western & Southern Open w Cincinnati. W grze pojedynczej najlepsi okazali się Rosjanin Daniił Miedwiediew i Amerykanka Madison Keys. W rywalizacji deblowej triumfowali Chorwat Ivan Dodig i Słowak Filip Polášek oraz Czeszka Lucie Hradecká i Słowenka Andreja Klepač.
  - 15. edycja kolarskiego wyścigu BinckBank Tour w Belgii i Holandii. Zwycięstwo odniósł Belg Laurens De Plus z holenderskiej grupy Team Jumbo-Visma. W klasyfikacji punktowej triumfował Irlandczyk Sam Bennett (Borda-Hansgrohe), z kolei najbardziej aktywnym zawodnikiem wyścigu był kolejny z Belgów, Baptiste Planckaert (Wallonie Bruxelles). Drużynową wygraną odniosła niemiecka grupa Team Sunweb.
- 13–18 sierpnia – 36. Mistrzostwa Świata w biegu na orientację w norweskim Østfold. Zarówno w biegu średnim, jak i długim, najlepsi okazali się Norweg Olav Lundanes i Szwedka Tove Alexandersson. W biegach sztafetowych zwyciężyła reprezentacja Szwecji (wśród mężczyzn Johan Runesson, Emil Svensk i Gustav Bergman, natomiast u kobiet Alexandersson, Linda Strand i Karolin Ohlsson).
- 11–21 sierpnia – 16. Mistrzostwa Świata we wspinaczce sportowej w japońskiej Hachiōji. W kombinacji najlepsi okazali się Japończyk Tomoa Narasaki i Słowenka Janja Garnbret. Polka Aleksandra Mirosław zajęła w klasyfikacji ogólnej 4. miejsce. Obroniła tytuł mistrzowski we wspinaczce na czas.
- 15–25 sierpnia – 73. edycja Little League World Series w baseballu w amerykańskim South Williamsport, w stanie Pensylwania. W finale lepsi okazali się zawodnicy Luizjany, którzy pokonali rywali z Curaçao 8:0. Brąz wywalczyli baseballiści Japonii, którzy wygrali z reprezentantami Hawajów 5:0.
- 16–25 sierpnia – 17. Mistrzostwa Europy w hokeju na trawie mężczyzn w belgijskiej Antwerpii. W finale reprezentanci gospodarzy pokonali 5:0 Hiszpanów, po raz pierwszy sięgając po tytuł mistrzowski. Brązowy medal przypadł Holendrom, którzy wygrali z Niemcami 4:0. MVP turnieju został Belg Victor Wegnez, natomiast jego rodak Vincent Vanasch. Z dorobkiem pięciu bramek królem strzelców zostało aż czterech zawodników – Belgowie Tom Boon i Alexander Hendrickx oraz Holender Mirco Pruyser i Hiszpan Pau Quemada.
- 16–25 sierpnia – 14. Mistrzostwa Europy w hokeju na trawie kobiet w belgijskiej Antwerpii. W ostatecznej rozgrywce po raz dziesiąty w historii najlepsze okazały się Holenderki, które tym razem pokonały reprezentantki Niemiec 2:0. Brąz w rzutach karnych (3:2, 1:1 w regulaminowym czasie gry) wywalczyły Hiszpanki, który okazały się lepsze od reprezentantek Anglii. Najbardziej wartościową zawodniczką turnieju została Hiszpanka Georgina Oliva, natomiast jej rodaczka najlepszą bramkarką. Królowymi strzelczyń z pięcioma trafieniami zostały Holenderki – Caia van Maasakker i Lidewij Welten.
- 19–25 sierpnia
  - 25. Mistrzostwa Świata w badmintonie w Bazylei. W grze pojedynczej triumfowali Japończyk Kento Momota (po raz drugi z rzędu) i Hinduska Pusarla Venkata Sindhu. W rozgrywkach deblowych najlepsi okazali się Indonezyjczycy, Mohammad Ahsan (po raz trzeci) i Hendra Setiawan (po raz czwarty) oraz reprezentantki Japonii – Mayu Matsumoto i Wakana Nagahara (wspólnie po raz drugi z rzędu). W grze mieszanej równych sobie nie mieli Chińczycy – Zheng Siwei i Huang Yaqiong (wspólnie po raz drugi z rzędu).
  - 29. Mistrzostwa Europy w jeździectwie Amsterdamie. Zarówno w dresażu klasycznym, jak i dowolnym, najlepsza okazała się Niemka Isabell Werth na koniu Bella Rose. Werth triumfowała także w rywalizacji drużynowej wspólnie z Jessicą von Bredow-Werndl (na TSF Dalera BB), Dorothee Schneider (na Showtime FRH) oraz Sönke Rothenberger (na Cosmo). W skokach przez przeszkody zwycięstwo odniósł Szwajcar Martin Fuchs na koniu Clooney 51. W zmaganiach drużynowych najlepsi okazali się Belgowie (w składzie: Pieter Devos na Claire Z, Jos Verlooy na Igorze, Jérôme Guery na Quel Homme de Husie oraz Gregory Wathelet na MJT Nevadosie S).
- 21–25 sierpnia – 45. Mistrzostwa Świata w kajakarstwie sprinterskim w węgierskim Segedynie. Dzięki sześciu złotym kruszcom w klasyfikacji medalowej zwyciężyła reprezentacja Białorusi. Podium dopełnili Niemcy i gospodarze imprezy. Polacy wywalczyli siedem medali. Po srebro sięgnęli Tomasz Kaczor (C-1 na 1000 metrów), Michał Łubniewski i Arsen Śliwiński (C-2 na 200 metrów), Piotr Mazur i Bartosz Grabowski (K-2 na 200 metrów), Marta Walczykiewicz (K-1 na 200 metrów), Justyna Iskrzycka (K-1 na 1000 metrów) oraz Karolina Naja i Anna Puławska (K-2 na 500 metrów). Brąz zdobyły Naja i Puławska wspólnie z Katarzyną Kołodziejczyk i Heleną Wiśniewską (K-4 na 500 metrów).
- 25 sierpnia – 24. edycja kolarskiego wyścigu EuroEyes Cyclassics w Hamburgu. Zwycięstwo odniósł Włoch Elia Viviani z belgijskiej grupy Deceuninck-Quick Step.

### Wrzesień
- 25 sierpnia–1 września
  - 50. Mistrzostwa Świata w wioślarstwie w austriackim Ottensheim. Z dorobkiem czterech złotych kruszców klasyfikację medalową wygrali reprezentanci Nowej Zelandii. Podium dopełnili Włosi i Chińczycy. Polacy wywalczyli cztery medale. Po złoto sięgnęła męska czwórka bez sternika (w składzie: Mateusz Wilangowski, Mikołaj Burda, Marcin Brzeziński i Michał Szpakowski). Srebro zdobyła męska czwórka podwójna (w składzie: Dominik Czaja, Wiktor Chabel, Szymon Pośnik i Fabian Barański) oraz żeńska czwórka podwójna (w składzie: Agnieszka Kobus, Marta Wieliczko, Maria Springwald i Katarzyna Zillmann). Brąz wywalczyła męska dwójka podwójna (w składzie: Mirosław Ziętarski i Mateusz Biskup).
  - 20. Mistrzostwa Świata w judo w Tokio. Dzięki pięciu złotym medalom najlepsi okazali się reprezentanci gospodarzy. Podium dopełnili Francuzi i Portugalczycy. Brąz dla Polski wywalczyła Julia Kowalczyk.
- 26 sierpnia–1 września – 13. finał Klubowych Mistrzostw Świata w piłce ręcznej mężczyzn w Arabii Saudyjskiej. Po piąty tytuł w historii sięgnęli szczypiorniści FC Barcelony, którzy pokonali niemiecki THW Kiel 34:32. Brąz zdobyli zawodnicy saudyjskiego klubu Al-Wehda Club Mekka dzięki wygranej z macedońskim RK Wardar 36:30. Królem strzelców z dorobkiem 29 bramek został Tunezyjczyk Skander Zaïdi.
- 28 sierpnia–1 września – 30. Mistrzostwa Świata w kolarstwie górskim i trialu w kanadyjskiej Mont-Sainte-Anne. W zmaganiach elity cross-country triumfowali Szwajcar Nino Schurter (po raz dziewiąty) i Francuzka Pauline Ferrand-Prévot (po raz drugi). W rywalizacji drużynowej Schurter sięgnął po zwycięstwo wspólnie z Jolandą Neff, Joelem Rothem, Janisem Baumannem i Siną Frei. W konkurencji Electric MTB cross-country najlepsi okazali się reprezentant RPA, Alan Hatherly oraz Szwajcarka Nathalie Schneitter. W zjeździe równych sobie nie mieli reprezentanci Francji – Loic Bruni (po raz czwarty) i Myriam Nicole.
- 30 sierpnia–1 września – 5. Mistrzostwa Europy w koszykówce 3x3 w węgierskim Debreczynie. Wśród mężczyzn najlepsi okazali się Serbowie, którzy w finale pokonali Francuzów 21:18. Brąz dzięki pokonaniu takim samym stosunkiem bramek Hiszpanów wywalczyli reprezentanci Litwy. W zmaganiach kobiet triumfowały Francuzki, które wygrały 14:12 z Hiszpankami. W pojedynku o brązowy medal lepsze okazały się koszykarki Łotwy, które pokonały Holenderki 17:13.
- 1 września
  - 83. edycja kolarskiego wyścigu Bretagne Classic Ouest-France we francuskim Plouay. Jako pierwszy linię mety przeciął Belg Sep Vanmarcke z amerykańskiej grupy EF Education First Pro Cycling.
  - zakończy się 11. edycja ITU World Triathlon Series. Zwycięstwo odnieśli Norweg Kristian Blummenfelt i Amerykanka Kate Zaferes.
- 2–6 września – 9. Mistrzostwa Świata w łucznictwie 3D w kanadyjskim Lac La Biche. Zwycięstwo w klasyfikacji medalowej odnieśli reprezentanci Francji.
- 6 września – zakończył się 10. sezon Diamentowej Ligi w lekkoatletyce. Zwycięstwo w klasyfikacji generalnej wśród mężczyzn odnieśli: Amerykanie Noah Lyles (100 i 200 metrów), Michael Norman (400 metrów), Donavan Brazier (800 metrów), Christian Taylor (trójskok) oraz Sam Kendricks (skok o tyczce), Kenijczyk Timothy Cheruiyot (1500 metrów), Ugandyjczyk Joshua Cheptegei (5000 metrów), Hiszpan Orlando Ortega (110 metrów przez płotki), Norweg Karsten Warholm (400 metrów przez płotki), Etiopczyk Getnet Wale (3000 metrów z przeszkodami), Kubańczyk Juan Miguel Echevarría (skok w dal), Ukrainiec Andrij Procenko (skok wzwyż), Nowozelandczyk Tomas Walsh (pchnięcie kulą), Szwed Daniel Ståhl (rzut dyskiem) i Estończyk Magnus Kirt (rzut oszczepem). Wśród kobiet najlepsze okazały się Brytyjka Dina Asher-Smith (100 metrów), Bahamka Shaunae Miller-Uibo (200 metrów), reprezentantka Bahrajnu Salwa Eid Naser (400 metrów), Amerykanki Ajeé Wilson (800 metrów) i Sydney McLaughlin (400 metrów przez płotki), Holenderka Sifan Hassan (1500 i 5000 metrów), Jamajki Danielle Williams (100 metrów przez płotki) i Shanieka Ricketts (trójskok), Kenijka Beatrice Chepkoech (3000 metrów z przeszkodami), Niemka Malaika Mihambo (skok w dal), Rosjanka Marija Łasickienie (skok wzwyż), Greczynka Katerina Stefanidi (skok o tyczce), Chinka Gong Lijiao (pchnięcie kulą) i Lü Huihui (rzut oszczepem), Kubanka Yaimé Pérez (rzut dyskiem).
- 2–7 września – 10. Mistrzostwa Świata w Snookerze na sześciu czerwonych w Tajlandii. W szkockim finale lepszy okazał się Stephen Maguire, który pokonał Johna Higginsa 8:6. To drugi tytuł w karierze tego zawodnika.
- 7 września – 14. Mistrzostwa Świata w triathlonie Ironman 70.3 we francuskiej Nicei. Po tytuły mistrzowskie sięgnęli Norweg Gustav Iden i Szwajcarka Daniela Ryf (po raz piąty).
- 6–7 września – zakończył się 14. sezon Pucharu Świata w łucznictwie. Z dorobkiem dwudziestu siedmiu medali (w tym dwunastu złotych) najlepsi okazali się reprezentanci Stanów Zjednoczonych. Podium dopełnili Koreańczycy Południowi i Turcy.
- 7 września – zakończył się 29. sezon Pucharu Świata w kolarstwie górskim. W rywalizacji cross-country zwycięstwo odnieśli Szwajcar Nino Schurter (po raz siódmy) i Amerykanka Kate Courtney, natomiast w zjeździe najlepsi równych sobie nie mieli Francuz Loic Bruni i Australijka Tracey Hannah.
- 23 sierpnia–8 września – 31. Mistrzostwa Europy w piłce siatkowej kobiet w Polsce, Słowacji, Turcji oraz na Węgrzech. W finale Serbki pokonały Turczynki 3:2. Brąz wywalczyły Włoszki, które wygrały z Polkami 3:0. MVP turnieju została Serbka Tijana Bošković.
- 2–8 września – 63. Mistrzostwa świata w pięcioboju nowoczesnym w Budapeszcie. W rywalizacji indywidualnej triumfowali Francuz Valentin Belaud (po raz drugi) i Białorusinka Volha Silkina. W zmaganiach drużynowych najlepsi okazali się reprezentanci Korei Południowej (w składzie: Jun Woong-tae, Jung Jin-hwa i Lee Ji-hum) oraz Białorusi (w składzie: Silkina, Anastazja Prokopienko i Irina Prasiantsowa). W sztafecie zwycięstwo odnieśli Patrick Dogue i Alexander Nobis z Niemiec oraz Mariana Arceo i Mayar Oliver z Meksyku. W sztafecie mieszanej równych sobie nie mieli reprezentanci Egiptu.
- 3–8 września – 38. Mistrzostwa Europy w tenisie stołowym we Francji. Wśród mężczyzn najlepsi okazali się tenisiści z Niemiec, z kolei u kobiet zawodniczki z Rumunii. Brąz wywalczyły reprezentantki Polski (w składzie: Li Qian, Natalia Bajor i Natalia Partyka.
- 4–8 września – 31. (28. u kobiet) finał FIVB World Tour w siatkówce plażowej we Włoszech. Zwycięstwo odnieśli reprezentanci Rosji (Oleg Stojanowski i Wiaczesław Krasilnikow) oraz Niemiec (Margareta Kozuch i Laura Ludwig).
- 7–8 września
  - 14. Mistrzostwa Świata w triathlonie Ironman 70.3 we Francji. Najlepsi okazali się Norweg Gustav Iden i Szwajcarka Daniela Ryf (po raz piąty).
  - 47. edycja golfowego turnieju Walker Cup w angielskim Hoylake. Zwycięstwo odnieśli Amerykanie, którzy pokonali Wielką Brytanię 15,5 do 10,5.
- 8 września
  - zakończył się 32. sezon Pucharu Świata w kajakarstwie górskim. W klasyfikacji C1 triumfowali Słowak Matej Beňuš i Australijka Jessica Fox. Fox odniosła także zwycięstwo w zmaganiach K1. Wśród mężczyzn najlepszy okazał się Czech Jiří Prskavec. W rywalizacji Extreme K1 równych sobie nie mieli kolejny z Czechów Vavřinec Hradilek i Amerykanka Ashley Nee.
  - zakończył się 16. sezon Pucharu Świata w gimnastyce artystycznej. Z dorobkiem czterdziestu złotych medali triumf odnieśli reprezentanci Rosji. Podium dopełnili Włosi i Izraelici.
- 26 sierpnia–9 września – 139. edycja wielkoszlemowego turnieju tenisowego US Open. W grze pojedynczej triumfowali Hiszpan Rafael Nadal (po raz czwarty) i Kanadyjka Bianca Andreescu. W grze deblowej najlepsi okazali się Kolumbijczycy (Juan Sebastián Cabal i Robert Farah) oraz Belgijka Elise Mertens i Białorusinka Aryna Sabalenka). W mikście triumf odnieśli reprezentantka gospodarzy Bethanie Mattek-Sands i Brytyjczyk Jamie Murray.
- 13 września – 9. edycja kolarskiego wyścigu Grand Prix Cycliste de Québec w kanadyjskim Quebecu. Najlepszy okazał się Australijczyk Michael Matthews z niemieckiej grupy Team Sunweb.
- 24 sierpnia–15 września – 74. edycja kolarskiego wyścigu Vuelta a España. Zwycięstwo w całym tourze, jak i w klasyfikacji punktowej odniósł Słoweniec Primož Roglič z holenderskiej ekipy Jumbo-Visma. W punktacji górskiej najlepszy okazał się Francuz Geoffrey Bouchard (AG2R La Mondiale). Najbardziej aktywnym zawodnikiem wyścigu został Kolumbijczyk Miguel Ángel López (Astana Pro Team). Hiszpańska ekipa Movistar wygrała klasyfikację drużynową.
- 31 sierpnia–15 września – 18. Mistrzostwa Świata w koszykówce mężczyzn w Chinach. W finale Hiszpanie pokonali Argentyńczyków 95:75. To drugi tytuł w historii tego kraju. Brąz wywalczyli reprezentanci Francji, którzy pokonali Australijczyków 67:59. Reprezentacja Polski dotarła do ćwierćfinału rozgrywek. MVP turnieju został Hiszpan Ricky Rubio. Oprócz niego do najlepszej piątki turnieju zostali wybrani Argentyńczyk Luis Scola, Francuz Evan Fournier, Serb Bogdan Bogdanović i kolejny z Hiszpanów, Marc Gasol.
- 6–15 września – 35. Mistrzostwa Europy w baseballu w niemieckich miastach Bonn i Solingen. W finale reprezentanci Holandii pokonali Włochów 5:1. To już dwudzieste trzecie mistrzostwo w historii tej nacji. W pojedynku o brąz lepsza okazali się Hiszpanie, którzy wygrali z Izraelitami 16:11. Najbardziej wartościowym zawodnikiem turnieju wybrany został Holender Ademar Rifaela.
- 7–15 września – 34. Mistrzostwa Świata w surfingu w japońskim Miyazaki. W rywalizacji indywidualnej triumf odnieśli Brazylijczyk Italo Ferreira i Peruwianka Sofía Mulánovich. Ferreira wspólnie z Gabrielem Mediną, Filipe Toledo, Tainą Hinckel, Silvaną Limą i Tatianą Weston-Webb zwyciężył także w zmaganiach drużynowych. Po Puchar Aloha sięgnęli reprezentanci Australii.
- 13–15 września – 16. edycja golfowego turnieju Solheim Cup w Szkocji. Po tytuł sięgnęli reprezentanci Europy, którzy pokonali Amerykanów rezultatem 14,5 do 13,5.
- 15 września
  - zakończył się 63. Motocrossowych Mistrzostw Świata. W klasie MXGP po raz drugi w karierze po tytuł sięgnął Słoweniec Tim Gajser (Honda), natomiast w kategorii MX2 po raz drugi Hiszpan Jorge Prado (KTM). W rywalizacji kobiet najlepsza okazała się Nowozelandka Courtney Duncan (Kawasaki).
  - 9. edycja kolarskiego wyścigu Grand Prix Cycliste de Montréal w Montrealu. Zwycięstwo odniósł Belg Greg Van Avermaet z polskiej grupy CCC Team. W klasyfikacji górskiej zwyciężył Kanadyjczyk Nickolas Zukowsky (Floyd’s Pro Cycling).
- 7–21 września – 20. Mistrzostwa Świata w boksie amatorskim mężczyzn w Jekaterynburgu. Dzięki trzem złotym medalom klasyfikację medalową wygrali reprezentanci Uzbekistanu. Podium uzupełnili Rosjanie oraz Kazachowie.
- 16–22 września – 37. Mistrzostwa Świata w gimnastyce artystycznej w azerskim Baku. Zawody zostały zdominowane przez Rosjan, którzy wywalczyli osiem z dziewięciu możliwych do zdobycia złotych medali. Podium dopełnili Japończycy i Izraelici.
- 9–22 września – 33. Mistrzostwa Europy w strzelaniu ze strzelby we Włoszech. Klasyfikację medalową wygrała reprezentacja Norwegii, która zdobyła siedem złotych medali. Podium uzupełnili Włosi i Rosjanie. Polacy sięgnęli po trzy medale. Marcin Majka wywalczył złoty, natomiast Tomasz Bartnik brązowy medal w indywidualnej konkurencji karabinu w pozycji leżącej z odległości pięćdziesięciu metrów. Zwyciężyli także w rywalizacji drużynowej, poprawiając rekord świata wynikiem 1878,3 punktów.
- 14–22 września – 15. Mistrzostwa Świata w zapasach w kazachskim Nur-Sułtan. Dzięki dziesięciu złotym medalom Rosjanie sięgnęli po zwycięstwo w klasyfikacji medalowej oraz klasyfikacji punktowej stylu wolnego i klasycznego. W punktacji kobiet najlepsze okazały się reprezentantki Japonii. Brąz dla Polski wywalczył Magomedmurad Gadżijew.
- 19–22 września – 65. edycja golfowego turnieju PGA Championship w angielskiej Virginii Water. Zwycięstwo odniósł Anglik Danny Willett.
- 21–22 września – 17. Mistrzostwa Świata w maratonie MTB w szwajcarskim Grächen. Wśród mężczyzn najlepszy okazał się Kolumbijczyk Héctor Páez, natomiast u kobiet Francuzka Pauline Ferrand-Prévot.
- 22 września – zakończył się 12. sezon Letniego Pucharu Kontynentalnego kobiet w skokach narciarskich. W klasyfikacji indywidualnej triumfowała Austriaczka Marita Kramer. Puchar Narodów przypadł reprezentacji Austrii.
- 16–25 września – 85. Mistrzostwa świata w podnoszeniu ciężarów w tajskiej Pattayi. Rywalizację zdominowała reprezentacja Chin, sięgając po dziesięć złotych medali w dwuboju oraz dwadzieścia dziewięć w rwaniu i podrzucie. Podium dopełnili reprezentanci Korei Północnej, Gruzji oraz Armenii.
- 22–26 września – 14. Mistrzostwa Świata w windsurfingowej klasie RS:X we włoskim Nago-Torbole. Tytuły mistrzowskie wywalczyli Holender Kiran Badloe i Chinka Lu Yunxiu.
- 13–29 września – 31. Mistrzostwa Europy w piłce siatkowej mężczyzn w Belgii, Francji, Holandii i Słowenii. W finale reprezentanci Serbii pokonali Słoweńców 3:1. To trzecie mistrzostwo w historii tego kraju. Brąz wywalczyli Polacy, którzy wygrali 3:0 z Francuzami. MVP turnieju został Serb Uroš Kovačević.
- 14–29 września – 13. Puchar Świata w piłce siatkowej kobiet w Japonii. Po raz piąty w historii zwycięstwo odniosły reprezentantki Chin. Najbardziej wartościową zawodniczką tegorocznej edycji, a zarazem najlepszą przyjmującą, została wybrana Chinka Zhu Ting. Wyróżnione zostały również jej rodaczki, Yan Ni (środkowa), Ding Xia (rozgrywająca) i Wang Mengjie (libero), a także Amerykanki Andrea Drews (atakująca) i Kelsey Robinson (przyjmująca) oraz Rosjanka Irina Korolowa.
- 22–29 września – 92. Mistrzostwa Świata w kolarstwie szosowym w brytyjskim Harrogate. W wyścigu ze startu wspólnego najlepsi okazali się Duńczyk Mads Pedersen i Holenderka Annemiek van Vleuten, natomiast w jeździe indywidualnej na czas triumfowali Australijczyk Rohan Dennis (po raz drugi z rzędu) i Amerykanka Chloé Dygert Owen. W rywalizacji drużyn mieszanych zwyciężyli Holendrzy w składzie: Lucinda Brand, Riejanne Markus, Amy Pieters, Koen Bouwman, Bauke Mollema i Jos van Emden.
- 23–29 września – 4. edycja snookerowego turnieju China Championship w Kantonie.
- 24–29 września – 40. Mistrzostwa Świata w kajakarstwie górskim w hiszpańskim La Seu d’Urgell. Klasyfikację medalową dzięki dwóm złotym medalom wygrali reprezentanci Czech. Podium dopełnili Hiszpanie i Australijczycy. Reprezentanci Polski wywalczyli dwa medale. Po srebra sięgnęli kajakarze – Dariusz Popiela, Michał Pasiut i Krzysztof Majerczak w zmaganiach drużynowych oraz Aleksandra Stach i Marcin Pochwała w rywalizacji drużyn mieszanych.
- 28 września – zakończył się 7. sezon Indywidualnych Mistrzostw Europy w jeździe na żużlu. Tytuł mistrzowski wywalczył Duńczyk Mikkel Michelsen.
- 27–29 września – 10. Mistrzostwa Europy w netballu w Irlandii Północnej. W finale Anglicy pokonali Irlandczyków Północnych 60:41. W pojedynku o brązowy medal lepsza okazała się reprezentacja Walii, która pokonała Irlandię Południową 91:24.
- 29 września
  - 45. Maraton Berliński. Jako pierwsi na metę przybiegli reprezentanci Kenii – Kenenisa Bekele i Ashete Bekere.
  - zakończył 18. sezon Letniego Pucharu Kontynentalnego w skokach narciarskich. Zwycięstwo w klasyfikacji indywidualnej odniósł Polak Klemens Murańka. Puchar Narodów trafił w ręce reprezentacji Polski.
  - zakończył się 6. sezon Blancpain GT Series w wyścigach samochodów sportowych. W klasyfikacji generalnej najlepsi okazali się reprezentanci Włoch – Andrea Caldarelli i Marco Mapelli oraz reprezentowany przez nich włoski zespół Orange1 FFF Racing Team. W punktacji Silver Cup triumfował Niemiec Nico Bastian oraz francuski zespół AKKA ASP Team. W klasyfikacji Pro-Am Cup zwyciężył Włoch Andrea Bertollini i Belg Louis Machiels oraz ex-aequo włoski team AF Corse i brytyjski Tempesta Racing.

### Październik
- 15 września–3 października – 59. Mistrzostwa Świata w warcabach w iworyjskim Yamoussoukro. Po dziesiąty w karierze tytuł mistrzowski sięgnął Rosjanin Aleksander Georgiew.
- 5 października
  - zakończył się 25. sezon żużlowej Grand Prix, czyli Indywidualnych Mistrzostw Świata w jeździe na żużlu. Po raz pierwszy w karierze mistrzostwo wywalczył Polak Bartosz Zmarzlik.
  - zakończył się 26. sezon Letniej Grand Prix w skokach narciarskich. W klasyfikacji indywidualnej po raz drugi w karierze zwyciężył Polak Dawid Kubacki. Puchar Narodów trafił w ręce reprezentacji Japonii.
- 28 września–6 października – 17. Mistrzostwa Świata w lekkoatletyce w katarskiej Dausze. Z dorobkiem czternastu złotych medali oraz 271 punktami w klasyfikacji medalowej i punktowej triumfowali Amerykanie przed Kenijczykami Jamajczykami. Reprezentanci Polski sięgnęli po sześć medali. Złoto wywalczył młociarz Paweł Fajdek (po raz czwarty z rzędu). Srebro zdobyli młociarka Joanna Fiodorow i sztafeta 4x400 metrów kobiet (w składzie: Iga Baumgart-Witan, Patrycja Wyciszkiewicz, Małgorzata Hołub-Kowalik i Justyna Święty-Ersetic). Po brąz sięgnęli biegacz Marcin Lewandowski (1500 metrów), młociarz Wojciech Nowicki i tyczkarz Piotr Lisek.
- 4–6 października – 12. Mistrzostwa Europy we wspinaczce sportowej w brytyjskim Edynburgu. We wspinaczce na czas triumfowali Rosjanin Władysław Deulin i Polka Aleksandra Mirosław. We wspinaczce trudnościowej najlepsi okazali się Czech Adam Ondra i Słowenka Lučka Rakovec.
- 6 października – 100. edycja jeździeckiej gonitwy Prix de l’Arc de Triomphe w Paryżu. Zwycięstwo odniósł francuski dżokej Pierre-Charles Boudot na brytyjskim koniu Waldgeist pod okiem francuskiego trenera André Fabre.
- 8 października – zakończył się 27. sezon Pucharu Świata w rajdach terenowych samochodów. Tytuł wywalczył Francuz Stéphane Peterhansel i jego pilot, Niemiec Andrea Peterhansel. W klasyfikacji zespołowej triumf odniósł brytyjski zespół MINI John Cooper Works Buggy.
- 9 października – zakończył się 17. sezon Pucharu Świata w rajdach terenowych motocykli. W klasyfikacji motocyklistów zwycięstwo odniósł Brytyjczyk Sam Sunderland i austriacki konstruktor KTM, natomiast w klasyfikacji quadowców zwyciężył Polak Rafał Sonik i japońska Yamaha.
- 6–12 października – 22. edycja dartowego turnieju World Grand Prix w irlandzkim Dublinie. Po raz piąty w karierze tytuł mistrzowski wpadł w ręce Holendra Michaela van Gerwena.
- 12 października
  - Kenijczyk Eliud Kipchoge, jako pierwszy człowiek w historii, ukończył bieg maratoński poniżej dwóch godzin – 1:59:40 sekundy. Dokonał tego w Wiedniu. Wynik ten nie został jednak uznany za oficjalny rekord świata, gdyż nie odbywał się na oficjalnym biegu maratońskim.
  - 113. edycja kolarskiego wyścigu Giro di Lombardia. Zwycięstwo odniósł Holender Bauke Mollema z amerykańskiej grupy Trek-Segafredo.
  - 42. Mistrzostwa Świata w triathlonie Ironman w Stanach Zjednoczonych. Tytuły mistrzowskie wywalczyli reprezentanci Niemiec – Jan Frodeno (po raz trzeci) i Anne Haug.
- 6–13 października – 11. edycja tenisowego turnieju Shanghai Masters. W grze pojedynczej triumfował Rosjanin Daniił Miedwiediew, natomiast w zmaganiach deblowych Chorwat Mate Pavić i Brazylijczyk Bruno Soares.
- 3–13 października – 11. Mistrzostwa Świata w boksie amatorskim kobiet w rosyjskim Ułan-Ude. Z dorobkiem trzech złotych medali klasyfikację medalową wygrały Rosjanki. Podium dopełniły Chinki i Turczynki.
- 4–13 października – 49. Mistrzostwa Świata w gimnastyce sportowej w niemieckim Stuttgarcie. Dzięki pięciu złotym medalom klasyfikację medalową wygrały reprezentantki Stanów Zjednoczonych. Amerykanki wyprzedziły Rosjanki i Brytyjki.
- 13 października – 10. Maraton chicagowski. Jako pierwsi linię mety przecięli Kenijczycy – Lawrence Cherono i Brigid Kosgei. Kosgei ustanowiła w jego trakcie nowy rekord świata wynikiem 2:14:04 sekundy.
- 1–15 października – 14. Puchar Świata w piłce siatkowej mężczyzn w Japonii. Po raz trzeci w historii triumf w rozgrywkach odnieśli Brazylijczycy. Drugie miejsce zajęli Polacy, natomiast trzecie Amerykanie. MVP turnieju został Brazylijczyk Alan Souza. Wyróżnieni zostali także jego rodacy – Lucas Saatkamp (środkowy) i Thales Hoss (libero). Pozostałe wyróżnienia przypadły Amerykanom, Maxwellowi Holtowi (środkowy) i Micahowi Christensonowi (rozgrywający), Japończykom, Yūji Nishidzie (atakujący) i Yūki Ishikawie (przyjmujący) oraz Polakowi Wilfredo Leónowi (przyjmujący).
- 12–16 października – 1. edycja World Beach Games, czyli Igrzysk Sportów Plażowych w katarskiej Dosze. Klasyfikację medalową z dorobkiem siedmiu złotych medali wygrała reprezentacja Hiszpanii. Podium dopełnili Brazylijczycy i Włosi. Srebrny medal w kiteboardingu wywalczyła Julia Damasiewicz.
- 12–19 października – 5. Mistrzostwa Świata mikstów w curlingu w Szkocji. W finale Kanadyjczycy pokonali Niemców 6:5. Brąz wywalczyli Norwegowie dzięki zwycięstwie nad Koreą Południową takim samym stosunkiem punktów.
- 18–19 października – 1. edycja Pucharu Świata w rugby leauge 9s w Australii. Wśród mężczyzn najlepsi okazali się reprezentanci gospodarzy, z kolei u kobiet Nowozelandki.
- 14–20 października – 4. edycja snookerowego turnieju English Open w Crawley. W angielskim finale Mark Selby pokonał Davida Gilberta 9:1. Maksymalnego brejka uzyskał ich rodak Tom Ford.
- 16–20 października – 10. Mistrzostwa Europy w kolarstwie torowym w holenderskim Apeldoorn. Dzięki pięciu złotym medalom klasyfikację medalową wygrała reprezentacja Holandii. Podium Francuzi i Rosjanie. Polacy wywalczyli trzy brązowe medale – Mateusz Rudyk w sprincie oraz Filip Prokopyszyn i Nikol Płosaj w wyścigu eliminacyjnym.
- 18–20 października – 40. Puchar Świata w tenisie stołowym mężczyzn w chińskim Chengdu. Trofeum trafiło w ręce Chin dzięki Liu Shiwen.
- 10–21 października – 1. edycja szachowego turnieju FIDE Grand Swiss Tournament na wyspie Isle of Man. Zwycięstwo odniósł Chińczyk Wang Hao.
- 20–23 października – 15. Mistrzostwa Świata w wushu w Szanghaju. Z dorobkiem czternastu złotych medali klasyfikację medalową wygrała reprezentacja Chin.
- 26 października
  - zakończył się 32. sezon Mistrzostw Świata Superbike’ów. Po raz piąty z rzędu tytuł mistrzowski wywalczyli reprezentant Irlandii Północnej, Jonathan Rea i japoński konstruktor Kawasaki.
  - zakończył się 23. sezon Mistrzostw Świata Supersportów. Zwycięstwo w klasyfikacji końcowej odniósł Szwajcar Randy Krummenacher. Najlepszym konstruktorem została japońska Yamaha.
  - zakończył się 3. sezon World Supersport 300. Po tytuł sięgnął Hiszpan Manuel Gonzalez i japoński konstruktor Kawasaki.
  - 5. edycja Heritage Classic w hokeju na lodzie w kanadyjskiej Reginie. W finale hokeiści Winnipeg Jets pokonali zawodników Calgary Flames 2:1.
- 18–27 października – 7. edycja Światowych Igrzysk Wojskowych w chińskim Wuhan. Klasyfikację medalową wygrała reprezentacja Chin, która zdobyła 133 złote medale. Podium dopełnili Rosjanie i Brazylijczycy. Reprezentacja Polski zajęła 5. miejsce z dorobkiem sześćdziesięciu medali, w tym trzynastu złotych.
- 22–27 października – 5. edycja WTA Elite Trophy w tenisie ziemnym w chińskim Zhuhai. Najlepsza okazała się Białorusinka Aryna Sabalenka.
- 24–27 października – 12. Mistrzostwa Europy w dartach w niemieckim Göttingen. Tytuł mistrzowski wywalczył Anglik Rob Cross.
- 27 października – zakończył się 47. sezon Rajdowych Mistrzostw Świata. Po raz pierwszy w karierze po mistrzostwo sięgnęli reprezentanci Estonii, Ott Tänak i jego pilot Martin Järveoja. Tytuł wśród konstruktorów wywalczyła koreańska marka Hyundai. W kategorii WRC-2 Pro Finowe, Kalle Rovanperä i jego pilot Jonne Halttunen oraz czeska Škoda. Łukasz Pieniążek i Kamil Heller zajęli 5. miejsce. W klasie WRC-2 zwycięstwo odnieśli Francuzi, Pierre-Louis Loubet i Vincent Landais. Po wicemistrzostwo sięgnęli Kajetan Kajetanowicz i Maciej Szczepaniak. W rywalizacji juniorów równych sobie nie mieli reprezentanci Hiszpanii, Jan Solans i Mauro Barreriro.
- 22–30 października – 115. edycja World Series w baseballu w Stanach Zjednoczonych. W pojedynku do czterech zwycięstw 4:3 wygrali hokeiści Washington Nationals, którzy okazali się lepsi od zawodników Houston Astros. MVP turnieju został Amerykanin Stephen Strasburg.

### Listopad
- 24 października–1 listopada – 36. Mistrzostwa Świata w squashu kobiet w Kairze. Po raz czwarty w karierze najlepsza okazała się Egipcjanka Nour El Sherbini.
- 20 września–2 listopada – 9. Puchar Świata w rugby mężczyzn w Japonii. W finale rugbyści Republiki Południowej Afryki pokonali Anglików 32:12. To trzeci tytuł w historii tego kraju. Brąz wywalczyli Nowozelandczycy, którzy wygrali z reprezentantami Walii 40:17. Najwięcej przyłożeń odnotował Walijczyk Josh Adams (7), z kolei najwięcej punktów uzyskał reprezentant RPA, Handré Pollard (69).
- 24 października–2 listopada – 22. Drużynowe Mistrzostwa Europy w szachach w gruzińskiej Batumi. Zarówno wśród kobiet (Aleksandra Goriaczkina, Kateryna Łahno, Olga Giria, Walentina Gunina i Alina Kaszlinska), jak i u mężczyzn (Dmitrij Andriejkin, Nikita Witiugow, Kiriłł Aleksjenko, Maksym Matlakow i Daniił Dubow), najlepsza okazała się reprezentacja Rosji.
- 1–2 listopada – 36. edycja konkursu jeździeckiego Breeders’ Cup w amerykańskim mieście Arcadia, w stanie Kalifornia. Zwycięstwo odniósł portorykański dżokej Irad Ortiz Jr. Dosiadał amerykańskiego wierzchowca Vino Rosso. Jego trenerem był Amerykanin Todd Pletcher.
- 27 października–3 listopada – 49. edycja (44. wśród deblistek) Turnieju Mistrzyń WTA Finals, czyli nieoficjalnych mistrzostw świata w tenisie ziemnym kobiet w chińskim Shenzhen. W grze pojedynczej zwycięstwo odniosła Australijka Ashleigh Barty, natomiast w grze podwójnej Węgierka Tímea Babos i Francuzka Kristina Mladenovic.
- 28 października–3 listopada
  - 48. edycja tenisowego turnieju Paris Open. W grze pojedynczej triumfował Serb Novak Đoković (po raz piąty), natomiast w grze podwójnej zwyciężyli reprezentanci Francji, Pierre-Hugues Herbert i Nicolas Mahut.
  - 8. edycja snookerowego turnieju World Open w chińskim Yushanie. W finale Anglik Judd Trump pokonał Taja Thepchaiya Un-Nooha 10:5. Trump uzyskał także najwyższego brejka turnieju (144 punkty).
- 30 października–3 listopada – 29. Mistrzostwa Europy w aerobiku w izraelskim Holon. Z dorobkiem dziewięciu złotych medali klasyfikację medalową wygrała reprezentacja Rosji. Podium dopełnili Izraelici i Brytyjczycy.
- 31 października–3 listopada – 11. edycja WGC-HSBC Champions, czyli nieoficjalnych Mistrzostw Świata w golfie w Szanghaju. Tytuł mistrzowski wywalczył reprezentant Irlandii Północnej, Rory McIlroy.
- 1–3 listopada – 1. edycja Igrzysk Sportów Motorowych w Rzymie. Zwycięstwo odniosła reprezentacja Rosji, która pokonała Australię i Włochy. Srebrny medal w kategorii GT wywalczyli Artur Janosz i Andrzej Lewandowski.
- 3 listopada – 50. edycja Maratonu Nowojorskiego. Jako pierwsi na metę wbiegli Kenijczycy, Geoffrey Kamworor i Joyciline Jepkosgei.
- 5 listopada – 159. edycja konkursu jeździeckiego Melbourne Cup. Zwycięstwo odnieśli reprezentanci gospodarzy – dżokej Craig Williams na koniu Vow And Declare pod okiem trenera Dannym O’Brienie.
- 5–9 listopada
  - 3. edycja tenisowego turnieju Next Generation ATP Finals w Mediolanie. Po wygraną sięgnął Włoch Jannik Sinner.
  - 8. edycja Pucharu Interkontynentalnego w piłce nożnej plażowej w Dubaju. W finale Irańczycy pokonali Hiszpanów 6:3. To trzeci tytuł w historii tego kraju. W pojedynku o trzecie miejsce lepsi okazali się reprezentanci gospodarzy, którzy wygrali w dogrywce 2:1 Rosjan.
- 4–10 listopada – 8. edycja snookerowego turnieju Champion of Champions w angielskim Coventry. W finale Neil Robertson pokonał Anglika Judda Trumpa 10:9. To drugi tytuł w karierze Australijczyka.
- 6–19 listopada – 12. edycja Pucharu Świata w tenisie stołowym mężczyzn w Tokio. Zarówno wśród mężczyzn, jak i u kobiet, równych sobie nie mieli reprezentanci Chin.
- 9–10 listopada – 57. finał Pucharu Federacji, czyli nieoficjalnych Mistrzostw Świata w grze podwójnej kobiet w tenisie ziemnym w australijskim Perth. Po raz trzeci w historii najlepsze okazały się reprezentantki Francji (w składzie: Kristina Mladenovic, Caroline Garcia i Pauline Parmentier).
- 8–15 listopada – 41. Mistrzostwa Świata w squashu mężczyzn w Kairze. Tytuł mistrzowski po raz pierwszy w karierze wywalczył Egipcjanin Tarek Momen.
- 9–17 listopada – 13. edycja dartowego turnieju Grand Slam of Darts w angielskim Wolverhampton. Tytuł mistrzowski obronił Walijczyk Gerwyn Price.
- 10–17 listopada – 50. edycja Turnieju Mistrzów ATP Finals, czyli nieoficjalnych Mistrzostw Świata w tenisie ziemnym mężczyzn w Londynie. W grze pojedynczej triumfował Grek Stefanos Tsitsipas, natomiast w rywalizacji deblowej francuska para, Pierre-Hugues Hebert i Nicolas Mahut.
- 14–17 listopada – 5. edycja Pucharu Świata w wyścigach samochodów sportowych GT w Makau. Zwycięstwo odniósł Włoch Raffaele Marciello, który reprezentował zespół z Hongkongu, Team GruppeM Racing, za kierownicą Mercedesa.
- 16–17 listopada – 19. edycja Pucharu Świata w zapasach kobiet w Japonii. Zwycięstwo odniosły reprezentantki gospodarzy.
- 17 listopada:
  - zakończył się 71. sezon Motocyklowych Mistrzostw Świata. W królewskiej kategorii MotoGP po raz szósty w karierze najlepszy okazał się Hiszpan Marc Márquez. Najlepszym zespołem niezależnym został malezyjski team Petronas Yamaha SRT, natomiast debiutantem Francuz Fabio Quartararo. Tytuł wśród konstruktorów wywalczyła japońska Honda, natomiast wśród zespołów Repsol Honda. W klasie Moto2 zwyciężył jego rodak i brat, Álex Márquez, niemiecki konstruktor Kalex oraz hiszpańska ekipa Flexbox HP40. W kategorii Moto3 triumfował Włoch Lorenzo Dalla Porta, konstruktor Honda oraz luksemburski zespół Leopard Racing.
  - zakończył się 71. sezon amerykańskich wyścigów samochodowych NASCAR. W najwyższej kategorii wyścigowej Cup Series po raz drugi w karierze po tytuł sięgnął reprezentujący stan Nevada Kyle Busch. Zwycięstwo w klasyfikacji konstruktorów odniosła japońska Toyota, natomiast wśród zespołów Joe Gibbs Racing. W klasie Xfinity Series tytuł obronił reprezentant Kalifornii Tyler Reddick. Wśród konstruktorów najlepszy okazał się amerykański Chevrolet, natomiast wśród zespół JR Motorsport. W kategorii Gander RV & Outdoors Truck Series triumfował po raz trzeci w karierze Kalifornijczyk Matt Crafton. Najlepszym konstruktorem została Toyota, natomiast zespołem Kyle Busch Motorsports.
- 16–23 listopada – 45. Mistrzostwa Europy w curlingu w Szwecji. Zarówno wśród mężczyzn, jak i u kobiet, najlepsza okazali się reprezentanci Szwecji. Liderem kadry mężczyzn był Niklsa Edin, natomiast liderką kobiet Anna Hasselborg.
- 18–24 listopada – 108. finał Pucharu Davisa, czyli nieoficjalnych Mistrzostw Świata w grze podwójnej mężczyzn w tenisie ziemnym w Madrycie. Tytuł mistrzowski wywalczyli reprezentanci Hiszpanii w składzie: Rafael Nadal, Feliciano López oraz Roberto Bautista-Agut.
- 22–24 listopada – 12. edycja dartowego turnieju Players Championship w angielskim Minehead. Po raz piąty w karierze najlepszy okazał się Michael van Gerwen. Holender uzyskał także najwyższą notę w jednym podejściu wspólnie ze swoim rodakiem Jelle Klaasenem (170 punktów).
- 24 listopada – 39. edycja konkursu jeździeckiego Japan Cup w Tokio. Zwycięstwo odniósł Irlandczyk Oisin Murphy, który dokonał tego na japońskim koniu Suave Richard. Trenerem dżokeja i wierzchowca był Japończyk Yasushi Shono.
- 25–28 listopada – 26. edycja bilardowego turnieju Mosconi Cup w dziewiątce w Las Vegas. W finale lepsi okazali się Amerykanie, którzy pokonali Europejczyków 11:8.
- 28–29 listopada – zakończy się sezon Pucharu Świata w zapasach mężczyzn w stylu klasycznym.

### Grudzień
- 21 listopada–1 grudnia – 10. Mistrzostwa świata w piłce nożnej plażowej w Paragwaju. W finale Portugalczycy pokonali 6:4 Włochów. To trzeci tytuł w historii tego kraju. Brązowy medal wywalczyli reprezentanci Japonii dzięki wygranej z Rosjanami 5:4. MVP turnieju został Japończyk Ozu Moreira, natomiast królem strzelców z szesnastoma trafieniami Włoch Gabriele Gori. Portugalczyk Elinton Andrade został wybrany najlepszym trenerem. Nagroda Fair Play trafiła w ręce reprezentacji Senegalu.
- 28 listopada–1 grudnia – 34. Mistrzostwa Świata w skokach na trampolinie w Tokio. Klasyfikację medalową wygrała reprezentacja Rosji z dorobkiem pięciu złotych medali. Podium dopełnili Japończycy i Brytyjczycy.
- 29 listopada–1 grudnia
  - 40. edycja Pucharu Świata w tenisie stołowym w chińskim Chengdu. Po trzeci tytuł w karierze sięgnął reprezentant gospodarzy, Fan Zhendong.
  - 7. edycja minicyklu Ruka Triple w biegach narciarskich w fińskim Kuusamo. Zwycięstwo odnieśli reprezentanci Norwegii, Johannes Høsflot Klæbo i Therese Johaug. Obydwaj odnieśli swoją drugą wygraną w tym turnieju.
  - 2. edycja turnieju Ruka Tour w kombinacji norweskiej w fińskim Kuusamo. Jako pierwszy linię mety przeciął Norweg Jarl Manus Riiber.
- 1 grudnia – zakończył się 70. sezon Mistrzostw Świata Formuły 1. W klasyfikacji kierowców po raz szósty najlepszy okazał się Brytyjczyk, natomiast w klasyfikacji konstruktorów po raz szósty z rzędu niemiecka stajnia Mercedes. W Formule 2 zwyciężyli Holender Nyck de Vries i francuska ekipa DAMS, natomiast w Formule 3 triumfowali Rosjanin Robert Szwarcman i włoski zespół Prema Racing.
- 4–7 grudnia – 20. Mistrzostwa Europy w pływaniu na krótkim basenie w szkockim Glasgow. Z dorobkiem szesnastu złotych medali klasyfikację medalową wygrali reprezentanci Rosji. Podium dopełnili Włosi i Holendrzy. Polacy wywalczyli pięć medali. Po złoto sięgnęli grzbiecista Radosław Kawęcki (200 metrów) oraz żeńska sztafeta 4x50 metrów stylem zmiennym (Alicja Tchórz, Dominika Sztandera, Kornelia Fiedkiewicz i Katarzyna Wasick). Srebro zdobyli męska sztafeta 4x50 metrów dowolnym (Paweł Juraszek, Marcin Cieślak, Karol Ostrowski i Jakub Kraska). Cieślak wywalczył brąz w wyścigu na 100 metrów delfinem, natomiast Tchórz na 50 metrów grzbietem.
- 6–7 grudnia – 7. finał World Grand Prix w taekwondo w Rosji. W klasyfikacji medalowej triumfowali reprezentanci Chin.
- 26 listopada–8 grudnia – 43. edycja snookerowego turnieju UK Championship w angielskim Yorku. W finale Ding Junhui pokonał Szkota Stephena Maguire’a 10:6. To trzeci tytuł w karierze Chińczyka. Maksymalnego brejka uzyskał Anglik Barry Hawkins.
- 1–8 grudnia
  - 23. Mistrzostwa Świata żeglarskiej klasie mężczyzn 49er w Nowej Zelandii. Po piąte mistrzostwo sięgnęli reprezentanci Nowej Zelandii, Peter Burling i Blair Tuke.
  - 23. Mistrzostwa Świata żeglarskiej klasie kobiet 49er FX w Nowej Zelandii. Tytuł obroniły Holenderki, Annemiek Bekkering i Annette Duetz.
  - 7. Mistrzostwa Świata żeglarskiej klasie Nacra 17 w Nowej Zelandii. Zwycięstwo odnieśli reprezentanci Włoch Vittorio Bissaro oraz Maelle Frascari.
- 3–8 grudnia
  - 15. finał Klubowych Mistrzostw Świata w piłce siatkowej mężczyzn w brazylijskiej Betimie. Tytuł zdobyli zawodnicy włoskiego Cucine Lube Civitanova, którzy pokonał brazylijski Sada Cruzeiro 3:1. Brąz dzięki zwycięstwu z katarskim Ar-Rajjan SC 3:0 wywalczyli siatkarze rosyjskiego Zenitu Kazań. Najbardziej wartościowymi zawodnikami turnieju zostali Brazylijczyk Bruno Rezende, jednak ten przekazał nagrodę swojemu rodakowi Joandry Lealowi. Rezende otrzymał także statuetkę w kategorii „najlepszy rozgrywający”. Jego rodaka Evandro Guerrę wybrano najlepszym atakującym. Pozostałe wyróżnienia otrzymali Włosi, Osmany Juantorena i Fabio Balaso oraz Rosjanin Artiom Wolwicz, Argentyńczyk Facundo Conte i Kubańczyk Roberlandy Simón Aties.
  - 13. finał Klubowych Mistrzostw Świata w piłce siatkowej kobiet w chińskim Shaoxing. Po mistrzostwo sięgnęły siatkarki włoskiego Imoco Volley Conegliano, które wygrały z tureckim Eczacıbaşı Stambuł 3:1. Trzecie miejsce zajęły zawodniczki tureckiego VakıfBank SK, które pokonały włoski Igor Gorgonzola Novara 3:0. MVP turnieju została Włoszka Paola Egonu. Pozostałe wyróżnienia otrzymały Polka Joanna Wołosz (rozgrywająca), Amerykanka Kimberly Hill (przyjmująca), reprezentantka Korei Południowej Kim Yeon-koung, Szwedka Isabelle Haak, Holenderka Robin de Kruijf oraz Turczynki, Zehra Güneş i Simge Aköz.
- 6–8 grudnia – 25. finał Grand Prix w łyżwiarstwie figurowym w Turynie. W rywalizacji indywidualnej triumfowali Amerykanin Nathan Chen (po raz trzeci z rzędu) i Rosjanka Alona Kostornoj. W zmaganiach par sportowych najlepsi okazali się reprezentanci Chin, Sui Wenjing i Han Cong. Wśród par tanecznych po raz drugi w karierze zwyciężyli reprezentanci Francji, Gabriella Papadakis i Guillaume Cizeron.
- 8 grudnia
  - 26. Mistrzostwa Europy w biegach przełajowych w Lizbonie. Wśród mężczyzn jako pierwszy linię mety przekroczył Szwed Robel Fsiha, natomiast u kobiet Turczynka Yasemin Can.
  - 23. edycja konkursu jeździeckiego Hong Kong Cup. Zwycięstwo odniosła japońska załoga – dżokej Masami Matsuoka na koniu Win Bright pod przewodnictwem trenera Yoshihiro Hatakeyamy.
- 30 listopada–15 grudnia – 24. Mistrzostwa Świata w piłce ręcznej kobiet w Japonii. Pierwsze mistrzostwo w historii wywalczyły szczypiornistki Holandii, które w finale pokonały Hiszpanki 30:29. Rosjanki wywalczyły brązowy medal dzięki wygranej 33:28 z reprezentantkami Norwegii. MVP turnieju oraz najlepszą środkową rozgrywającą została Holenderka Estevana Polman. Jej rodaczkę Tess Wester wybraną najlepszą bramkarką. Francuzka Catherine Gabriel zdobyła tytuł królowej strzelczyń (42 trafienia). Wyróżnione zostały również reprezentantka Czarnogóry Jovanka Radičević (prawoskrzydłowa), Rosjanka Anna Wiachiriewa (prawa rozgrywająca), Hiszpanka Alexandrina Cabral (lewa rozgrywająca), Norweżka Camilla Herrem (lewoskrzydłowa) oraz Szwedka Linn Blohm (obrotowa).
- 7–15 grudnia – 12. Mistrzostwa Świata w unihokeju kobiet w Szwajcarii. W finale Szwedki pokonały Szwajcarki 3:2. To dziewiąty tytuł w historii tego kraju. Brąz dzięki wygranej 5:4 z reprezentantkami Czech zdobyły Finki. Najbardziej wartościową hokeistką, a zarazem królową strzelczyń (24 bramki), został Szwedka Anna Wijk.
- 1–15 grudnia – 2. edycja World Tour Finals w badmintonie w chińskim Kantonie. Wśród mężczyzn triumfował Japończyk Kento Momota, z kolei u kobiet Chinka Chen Yufei.
- 12–15 grudnia
  - 24. edycja World Tour Grand Finals w tenisie stołowym w Zhengzhou. Najlepsi okazali się reprezentanci Chin – Fan Zhendong i Chen Meng.
  - 13. edycja golfowego turnieju Presidents Cup w Melbourne. Tytuł mistrzowski wywalczyli reprezentanci Stanów Zjednoczonych.
- 15 grudnia – zakończył się 5. sezon World Tourning Car Cup, czyli Pucharu Świata Samochodów Turystycznych. W klasyfikacji kierowców triumfował Węgier Norbert Michelisz, z kolei w klasyfikacji zespołów szwedzka ekipa Cyan Racing Lynk & Co.
- 13–17 grudnia – 30. Mistrzostwa Świata w bilardzie na dziewięciu bilach w katarskiej Dosze. Po tytuł sięgnął Rosjanin Fedor Gorst.
- 18–20 grudnia – World Grand Slam w taekwondo w Chinach. Zwycięstwo odnieśli reprezentanci Korei Południowej.
- 13–21 grudnia – 64. edycja Finn Gold Cup w żeglarstwie w Australii. Po wygraną sięgnął Nowozelandczyk Josh Junior.
- 15–21 grudnia – 26. Drużynowe Mistrzostwa Świata w squashu w Waszyngtonie. Najlepsza okazała się reprezentacja Egiptu.
- 5–22 grudnia – 4. edycja Cross Alps Tour w narciarstwie dowolnym. Zwycięstwo odnieśli Kanadyjczyk Kevin Drury i Szwedka Sandra Näslund.
- 11–22 grudnia – 16. finał Klubowych Mistrzostw Świata w piłce nożnej mężczyzn w Katarze. Puchar wywalczyli piłkarze angielskiego klubu Liverpool FC, którzy pokonali w dogrywce brazylijskie Flamengo. Brąz wywalczyli zawodnicy meksykańskiego CF Monterrey dzięki wygranej z arabskim Al-Hilal 4:3 (2:2 w regulaminowym czasie gry). Złotą piłkę otrzymał Egipcjanin Mohammed Salah. Królami strzelców z trzema bramkami zostali reprezentant Arabii Saudyjskiej Baghdad Bounedjah i Libijczyk Hamdou Elhouni. Nagrodę FIFA Fair Play wręczono zawodnikom afrykańskiego klubu Espérance Tunis.

## Wydarzenia astronomiczne

### Styczeń
- 1 stycznia:
  - przelot sondy New Horizons w pobliżu obiektu pasa Kuipera 2014 MU69
  - koniunkcja Księżyca z Wenus (1°14′) (23:25)
- 2 stycznia – koniunkcja górna Saturna ze Słońcem (11,0435 au) (05:50)
- 3 stycznia:
  - Ziemia w peryhelium (0,98330117 au) (6:19)
  - koniunkcja Księżyca z Jowiszem (3°05′N) (09:23)
- 4 stycznia:
  - maksimum aktywności roju meteorów Kwadrantydy (~03:00)
  - koniunkcja Księżyca z Merkurym (2°46′N) z Merkurym (18:41)
- 5 stycznia:
  - bliska koniunkcja Księżyca z Saturnem (0°52′N) (19:32)
  - maksymalna deklinacja Księżyca, δ = −21°33′ (19:43)
- 6 stycznia:
  - nów Księżyca (02:28)
  - częściowe zaćmienie Słońca, Płw. Czukocki, w Polsce niewidoczne (maks. 02:41)
  - Wenus w maksymalnej elongacji zachodniej (46,96°W) od Słońca (05:53)
- 7 stycznia – Księżyc w węźle zstępującym, λ = 296°27′ (01:08)
- 9 stycznia – apogeum Księżyca (406 124,1 km) od Ziemi (05:29)
- 11 stycznia – koniunkcja Księżyca (2,9°S) z Neptunem (01:46)
- 13 stycznia:
  - koniunkcja Księżyca z Marsem (4°59′S) (01:11)
  - koniunkcja Merkurego z Saturnem (1°43′S) (14:30)
- 14 stycznia:
  - pierwsza kwadra Księżyca (07:46)
  - koniunkcja Księżyca (4,8°S) z Uranem (16:55)
- 15 stycznia – zakrycie 4,3m μ Ceti przez Księżyc (17:59) (odkrycie 18:58)
- 19 stycznia – zakrycie 4,4m χ1 Ori przez Księżyc (03:35) (odkrycie 04:26)
- 20 stycznia:
  - maksymalna deklinacja Księżyca, δ = +21°33′ (0:19)
  - Słońce wkracza do gwiazdozbioru Koziorożca (07:57)
  - Księżyc w węźle wstępującym, λ = 116°51′ (23:48)
- 21 stycznia:
  - całkowite zaćmienie Księżyca (maksymalna faza 06:13) – widoczne w większości przy zachodzie
  - pełnia – Księżyca (06:16)
  - perygeum Księżyca (357 348,1 km) od Ziemi (21:00)
- 22 stycznia – koniunkcja Wenus z Jowiszem (2,4°N) (13:25)
- 23 stycznia – zbliżenie Księżyca do Regulusa (około 1,5°)
- 27 stycznia – ostatnia kwadra Księżyca (22:10)
- 28 stycznia – 408 rocznica urodzin Jana Heweliusza
- 30 stycznia – koniunkcja górna Merkurego ze Słońcem (2,1°S) (03:36)
- 31 stycznia:
  - koniunkcja Księżyca z Jowiszem (2°44′N) (01:22)
  - bardzo bliska koniunkcja Księżyca z Wenus (0°05′N) (18:34)

### Luty
- 2 lutego:
  - maksymalna deklinacja Księżyca, δ = −21°33′ (01:46)
  - zakrycie Saturna przez Księżyc (0,5°) (06:59) (w Polsce; odkr. 7:42)
  - bliska koniunkcja Księżyca 37′N z Saturnem (07:56)
- 3 lutego – Księżyc w węźle zstępującym, λ = 296°33′ (07:35)
- 4 lutego – nów Księżyca (22:04)
- 5 lutego:
  - bardzo bliska koniunkcja Księżyca 11′S z Saturnem (08:10)
  - apogeum Księżyca (404 561,7 km od Ziemi) (10:29)
- 7 lutego – koniunkcja Księżyca 3,0°S z Neptunem (09:42)
- 10 lutego – koniunkcja Księżyca 5,7°S z Marsem (21:47)
- 11 lutego:
  - koniunkcja Księżyca 4,7°S z Uranem (00:47)
  - zakrycie 4,3m ξ² Ceti przez Księżyc (17:23) (odkrycie 18:22)
- 12 lutego – pierwsza kwadra Księżyca (23:26)
- 13 lutego – bliska koniunkcja Marsa 59′N z Uranem (07:20)
- 16 lutego:
  - maksymalna deklinacja Księżyca, δ = +21°35′ (10:56)
  - Słońce wkracza do gwiazdozbioru Wodnika (18:27)
- 17 lutego – Księżyc w węźle wstępującym, λ = 116°14′ (10:43)
- 18 lutego – koniunkcja Wenus 1,1°N z Saturnem (11:51)
- 19 lutego:
  - bliska koniunkcja Merkurego 41′N z Neptunem (07:36)
  - perygeum Księżyca, 356766,6 km od Ziemi (10:03)
  - pełnia Księżyca (16:54)
- 26 lutego – ostatnia kwadra Księżyca (12:28)
- 27 lutego:
  - maksymalna elongacja Merkurego, 18,1°E od Słońca (02:24)
  - koniunkcja Księżyca 2,3°N z Jowiszem (15:32)

### Marzec
- 1 marca:
  - maksymalna deklinacja Księżyca (δ = −21°39′) (07:18)
  - bliska koniunkcja Księżyc (0°19′N) z Saturnem (19:22)
- 2 marca:
  - Księżyc w węźle wstępującym (λ = 295°47′) (12:03)
  - koniunkcja Księżyca z Wenus (1,2°S) (23:02)
- 4 marca – apogeum Księżyca (406 397,3 km od Ziemi) (12:27)
- 6 marca:
  - nów Księżyca (17:04)
  - koniunkcja Księżyca (3,0°S) z Neptunem (17:47)
- 7 marca:
  - koniunkcja Neptuna (0°58′S) (30,9296 au od Ziemi) ze Słońcem (01:59)
  - koniunkcja Księżyca (7,9°S) z Merkurym (20:07)
- 10 marca – koniunkcja Księżyca (4,6°S) z Uranem (16:26)
- 11 marca – koniunkcja Księżyca (5,5°S) z Marsem (16:26)
- 12 marca – Słońce wkracza do gwiazdozbioru Ryb (20:01)
- 14 marca – pierwsza kwadra Księżyca (11:27)
- 15 marca:
  - koniunkcja dolna Merkurego (3,5°N od Słońca) (04:57)
  - maksymalna deklinacja Księżyca (δ = +21°46′) (19:02)
- 16 marca – Księżyc w węźle wstępującym, λ = 114°35′ (17:22)
- 18 marca – Merkury w minimalnej odległości od Ziemi (0,6091 au) (07:58)
- 19 marca:
  - zbliżenie Księżyca do Regulusa (około 1,5°)
  - perygeum Księżyca (359 383,9 km od Ziemi) (20:48)
- 20 marca – początek astronomicznej wiosny (22:58)
- 21 marca – pełnia Księżyca (02:43)
- 24 marca – koniunkcja Merkurego (2,5°N) z Neptunem (18:27)
- 27 marca – koniunkcja Księżyca (1,9°N) z Jowiszem (03:36)
- 28 marca:
  - ostatnia kwadra Księżyca (05:10)
  - maksymalna deklinacja Księżyca, δ = −21°52′ (13:55)
- 29 marca:
  - bardzo bliska koniunkcja Księżyca (3,2°S) z Saturnem (05:59)
  - Księżyc w węźle zstępującym, λ = 293°29′ (14:08)
- 31 marca – zmiana czasu na letni (02:00)

### Kwiecień
- 1 kwietnia – apogeum Księżyc (405 584 km od Ziemi) (02:14)
- 2 kwietnia:
  - koniunkcja Księżyca (2,6°S) z Wenus (08:31)
  - bliska koniunkcja Merkurego (26′N) z Neptunem (11:35)
- 3 kwietnia:
  - koniunkcja Księżyca (3,1°S) z Neptunem (03:24)
  - koniunkcja Księżyca (3,4°S) z Merkurym (03:58)
- 5 kwietnia – nów Księżyca (10:51)
- 6 kwietnia:
  - opozycja planetoidy (7) Iris, 1,93 au od Ziemi (03:49)
  - koniunkcja Księżyca (4,5°S) z Uranem (10:08)
- 9 kwietnia:
  - koniunkcja Księżyca z Marsem (10:15)
  - opozycja planetoidy (2) Pallas, 1,64 au od Ziemi (20:22)
- 10 kwietnia – bliska koniunkcja Wenus (17′S) z Neptunem (08:12)
- 11 kwietnia – Merkury w maksymalnej elongacji zachodniej (27,7°W) od Słońca (21:21)
- 12 kwietnia:
  - maksymalna deklinacja Księżyca, δ = +22°01′ (02:01)
  - Księżyc w węźle wstępującym, λ = 111°47′ (20:09)
  - pierwsza kwadra Księżyca (21:06)
- 17 kwietnia – perygeum Księżyca (364 210,7 km od Ziemi) (00:05)
- 19 kwietnia:
  - Słońce wkracza do gwiazdozbioru gwiazdozbioru Barana (09:01)
  - pełnia Księżyca (13:12)
- 23 kwietnia:
  - koniunkcja Urana (20,85 au od Ziemi) ze Słońcem (29′N) (01:06)
  - maksimum aktywności roju meteorów Lirydów, ZHR = 18 (02:00)
  - koniunkcja Księżyca (1,6°N) z Jowiszem (13:43)
- 24 kwietnia – maksymalna deklinacja Księżyca, δ = −22°08′ (23:18)
- 25 kwietnia:
  - bliska koniunkcja Księżyca (22′S) z Saturnem (16:32)
  - Księżyc w węźle zstępującym, λ = 290°28′ (17:01)
- 27 kwietnia – ostatnia kwadra Księżyca (00:18)
- 28 kwietnia – apogeum Księżyca (404 588,6 km od Ziemi, 20:20)
- 30 kwietnia:
  - koniunkcja Księżyca (3,3°S) z Neptunem
  - Saturn rozpoczyna ruch wsteczny

### Maj
- 5 maja – nów Księżyca (00:46)
- 6 maja – maksimum aktywności roju meteorów Eta Akwarydy, ZHR = 50 (06:00)
- 7 maja – koniunkcja Księżyca z Marsem (01:49)
- 9 maja – maksymalna aktywność roju Eta Lirydy, ZHR = 3
- 12 maja:
  - zbliżenie Księżyca do Regulusa (około 2,5°)
  - pierwsza kwadra Księżyca (03:12)
- 13 maja – perygeum Księżyca (369 015 km od Ziemi) (23:53)
- 18 maja – pełnia Księżyca (23:11)
- 20 maja – koniunkcja Księżyca z Jowiszem (19:04)
- 21 maja – koniunkcja górna Merkurego (0,07°N od Słońca) (14:12)
- 23 maja – koniunkcja Księżyca z Saturnem (00:22)
- 26 maja – apogeum Księżyca (404144 km od Ziemi) (18:34)

### Czerwiec
- 3 czerwca – nów Księżyca (12:02)
- 5 czerwca – koniunkcja Księżyca z Marsem (16:47)
- 8 czerwca – perygeum Księżyca (368 519 km od Ziemi) (01:15)
- 9 czerwca – zbliżenie Księżyca do Regulusa (00:00)
- 10 czerwca:
  - opozycja Jowisza (17:29)
  - pierwsza kwadra Księżyca (07:31)
- 12 czerwca – Jowisz w minimalnej odległości od Ziemi (4,2839 au) (06:18)
- 16 czerwca – koniunkcja Księżyca z Jowiszem (21:08)
- 17 czerwca – pełnia Księżyca (10:31)
- 16 czerwca – bliska koniunkcja Marsa z Merkurym (18:04)
- 19 czerwca – koniunkcja Księżyca z Saturnem (05:53)
- 21 czerwca:
  - Neptun rozpoczyna ruch wsteczny
  - początek astronomicznego lata (17:54)
- 23 czerwca – apogeum Księżyca (404 555 km od Ziemi) (09:50)
- 24 czerwca – Merkury w maksymalnej elongacji wschodniej (25,2°) (01:15)
- 25 czerwca – ostatnia kwadra Księżyca (11:46)
- 28 czerwca – maksimum aktywności roju meteorów Czerwcowe Bootydy, ZHR, zmienny (00:00)

### Lipiec
- 2 lipca:
  - nów Księżyca (21:16)
  - całkowite zaćmienie Słońca, Pacyfik płd., Ameryka Płd. (maks. 21:23) (w Polsce niewidoczne)
- 5 lipca:
  - Ziemia w aphelium (1,016696 au) (00:10)
- 9 lipca:
  - opozycja Saturna (0,0m) (10:07)
  - pierwsza kwadra Księżyca (12:55)
- 16 lipca:
  - maksimum aktywności roju meteorów zeta Cassiopeidy, ZHR = 5 (09:00)
  - koniunkcja Księżyca z Saturnem (09:17)
  - częściowe zaćmienie Księżyca (maksimum 23:31) (widoczne w całości w Polsce)
  - pełnia Księżyca (23:38)
- 18 lipca – Merkury w minimalnej odległości od Ziemi (0,5763 au) (13:01)
- 20 lipca – 50 rocznica lądowania pierwszych ludzi na księżycu (Neil Armstrong i Buzz Aldrin w misji Apollo 11)
- 21 lipca:
  - apogeum Księżyca (405 487 km od Ziemi) (01:59)
  - koniunkcja dolna Merkurego (4,9° od Słońca) (13:31)
- 25 lipca – ostatnia kwadra Księżyca (03:18)
- 28 lipca – zbliżenie księżyca do Aldebarana (ok. 2°)
- 30 lipca:
  - Księżyc osiąga maksymalną deklinację północną (+22°23′) (10:10)
  - maksimum aktywności roju alfa Kaprikornidy, ZHR = 5 (22:00)
  - maksimum aktywności roju Południowe delta Akwarydy, ZHR = 25 22:00()

### Sierpień
- 2 sierpnia – perygeum Księżyca (359 404 km od Ziemi) (09:11)
- 7 sierpnia – pierwsza kwadra Księżyca (19:31)
- 10 sierpnia:
  - Merkury w maksymalnej elongacji zachodniej (19,0°)(01:08)
  - koniunkcja Księżyca z Jowiszem (01;24)
- 11 sierpnia – Jowisz kończy ruch wsteczny na niebie
- 12 sierpnia:
  - koniunkcja Księżyca z Saturnem (11:52)
  - Uran rozpoczyna ruch wsteczny na niebie
- 13 sierpnia:
  - okres dość dobrej porannej widoczności Merkurego (+/− 3 dni)
- 14 sierpnia – koniunkcja górna Wenus (1,3°N od Słońca) (01:04)
- 15 sierpnia – pełnia Księżyca (14:29)
- 17 sierpnia – apogeum Księżyca (406 251) (12:49)
- 18 sierpnia – maksimum aktywności roju meteorów Kappa Cygnidy, ZHR zmienny (14:00)
- 23 sierpnia – ostatnia kwadra Księżyca (16:56)
- 30 sierpnia:
  - perygeum Księżyca (357 182 km od Ziemi) (17:53)
  - nów Księżyca (12:37)

### Wrzesień
- 1 września – maksimum aktywności roju meteorów Aurygidy, ZHR = 6 (16:00)
- 2 września – koniunkcja Marsa ze Słońcem (1°16′N) (2,6746 au od Ziemi) (12:42)
- 4 września – koniunkcja górna Merkurego (1,7°N od Słońca) (05:19)
- 6 września:
  - koniunkcja Księżyca z Jowiszem (09:19)
  - pierwsza kwadra Księżyca (05:11)
- 8 września – koniunkcja Księżyca z Saturnem (15:41)
- 9 września – Neptun w minimalnej odległości od Ziemi (28,9276 au) (21;12)
- 10 września – maksymalna aktywność roju meteorów Wrześniowe Perseidy ZHR = 5 (01:00)
- 13 września – apogeum Księżyca (406 384 km od Ziemi) (15:32)
- 14 września – pełnia Księżyca (06:33)
- 18 września – Saturn kończy ruch wsteczny
- 22 września – ostatnia kwadra Księżyca (04:41)
- 23 września – początek astronomicznej jesieni (09:50)
- 28 września:
  - perygeum Księżyca (357 808 km od Ziemi) (04:24)
  - nów Księżyca (20;26)

### Październik
- 3 października – koniunkcja Księżyca z Jowiszem (22:39)
- 5 października:
  - pierwsza kwadra Księżyca (18:47)
  - koniunkcja Księżyca z Saturnem (22;39)
- 9 października – maksimum aktywności roju meteorów Drakonidy, ZHR zmienny
- 10 października – apogeum Księżyca (405 906 km od Ziemi) (20:29)
- 11 października – maksimum aktywności roju meteorów Południowe Taurydy, ZHR = 5 (00:00)
- 12 października – maksimum aktywności roju delta Aurygidy, ZHR = 2 (00:00)
- 13 października – pełnia Księżyca (23:08)
- 17 października – zbliżenie Księżyca do Aldebarana (ok. 2°)
- 19 października:
  - maksimum aktywności roju meteorów epsilon Geminidy, ZHR =3 (01:00)
  - zakrycie zeta Tauri (2,97m) przez Księżyc (−75%) (03:00) (odkrycie 03:20)
- 20 października:
  - Merkury w maksymalnej elongacja wschodniej (24,6°) (06:01)
  - przejście Księżyca przez węzeł wstępujący (09:28)
- 21 października – ostatnia kwadra Księżyca (14:39)
- 22 października – maksimum aktywności roju Orionidy, ZHR = 20+ (02:00)
- 26 października – perygeum Księżyca (361317 km od Ziemi) (12:39)
- 27 października – zmiana czasu na zimowy (03:00)
- 28 października:
  - Uran w minimalnej odległości od Ziemi (18,8328 au) (02:49)
  - nów Księżyca (04:39)
  - opozycja Urana (5,7)m (09:15)
- 31 października – Bardzo bliska koniunkcja Księżyca z Jowiszem (15:48)

### Listopad
- 2 listopada – koniunkcja Księżyca z Saturnem (08:28)
- 4 listopada – pierwsza kwadra Księżyca (11:23)
- 7 listopada – apogeum Księżyca (406 065 km od Ziemi) (09:36)
- 10 listopada – Merkury w minimalnej odległości od Ziemi (0,6748 au) (20:15)
- 11 listopada:
  - tranzyt Merkurego przed tarczą Słońca (początek 13:35)
  - koniunkcja dolna Merkurego (0,02°N od Słońca) (16:19)
- 12 listopada – pełnia Księżyca (14:34)
- 13 listopada – maksimum aktywności roju meteorów Północne Taurydy, ZHR = 5 (01:00)
- 14 listopada – zbliżenie Księżyca do Aldebarana (ok. 2,5°)
- 15 listopada – zakrycie Eta Geminorum przez Księżyc (−89%) (22:50) (odkrycie 23:40)
- 16 listopada – zakrycie Mi Geminorum przez Księżyc (−89%) (06:00)
- 18 listopada – maksimum aktywności roju meteorów Leonidy, ZHR = 15 (06:00)
- 19 listopada – ostatnia kwadra Księżyca (22:11)
- 20 listopada – zbliżenie Księżyca do Regulusa (20:00)
- 22 listopada – maksimum aktywności roju alfa Monocerotydy, ZHR zmienny (06:00)
- 23 listopada – perygeum Księżyca (366 722 km od Ziemi) (08:41)
- 24 listopada:
  - koniunkcja Księżyca z Marsem (12:35)
  - koniunkcja wenus z Jowiszem (14:33)
- 26 listopada – nów Księżyca (16:06)
- 27:
  - zakrycie Jowisza przez Księżyc (10:45) (odkrycie 11:45)
  - Merkury w maksymalnej elongacji zachodniej (20,1°) (11;29)
- 28 listopada:
  - koniunkcja Księżyca z Jowiszem (11:49)
  - koniunkcja Księżyca z Wenus (19:42)
  - maksimum aktywności roju meteorów Orionidy Listopadowe, ZHR = 3
- 29 listopada – koniunkcja Księżyca z Saturnem (22:16)

### Grudzień
- 4 grudnia – pierwsza kwadra Księżyca (07:58)
- 5 grudnia – apogeum Księżyca (404 452 km od Ziemi) (05:08)
- 9 grudnia – maksimum aktywności roju meteorów Monocerotydy Grudniowe, ZHR = 2 (17:00)
- 11 grudnia – koniunkcja Wenus z Saturnem (11;04)
- 12 grudnia:
  - pełnia Księżyca (06:12)
  - maksimum aktywności roju sigma Hydrydy, ZHR = 3 (17:00)
- 14 grudnia – maksimum aktywności roju Geminidy, ZHR = 120 (20:00)
- 16 grudnia – maksimum aktywności roju Coma Berenicydy, ZHR = 3 (15:00)
- 18 grudnia – perygeum Księżyca (370271 km od Ziemi) (21:25)
- 19 grudnia – ostatnia kwadra Księżyca (05:57)
- 22 grudnia – początek astronomicznej zimy (05:19)
- 23 grudnia:
  - koniunkcja Księżyca z Marsem (04:26)
  - maksimum aktywności roju Ursydy, ZHR = 10
- 26 grudnia:
  - nów Księżyca (06:13)
  - obrączkowe zaćmienie Słońca, Azja płd. i płd.-wsch., Pacyfik zach. (niewidoczne w Polsce) (06:18)
- 27 grudnia – koniunkcja Jowisza ze Słońcem (6,2126 au od Ziemi) (19:25)
- 28 grudnia – koniunkcja Księżyca z Wenus (03:06)

## Urodzili się
- 6 maja – Archie Mountbatten-Windsor, syn księcia Harry’ego i księżnej Meghan; siódmy w linii sukcesji do brytyjskiego tronu

## Nagrody Nobla
- z medycyny i fizjologii – Peter Ratcliffe, Gregg L. Semenza, William Kaelin Jr.
- z fizyki – James Peebles, Michael Mayor, Didier Queloz
- z chemii – John B. Goodenough, M. Stanley Whittingham, Akira Yoshino
- z literatury – Peter Handke
- pokojowa – Abiy Ahmed Ali
- z ekonomii – Abhijit Banerjee, Esther Duflo, Michael Kremer

## Święta ruchome
- Tłusty czwartek: 28 lutego
- Ostatki: 5 marca
- Popielec: 6 marca
- Niedziela Palmowa: 14 kwietnia
- Wielki Czwartek: 18 kwietnia
- Wielki Piątek: 19 kwietnia
- Pamiątka śmierci Jezusa Chrystusa: 19 kwietnia
- Wielka Sobota: 20 kwietnia
- Wielkanoc: 21 kwietnia
- Poniedziałek Wielkanocny: 22 kwietnia
- Wniebowstąpienie Pańskie: 30 maja
- Zesłanie Ducha Świętego: 9 czerwca
- Boże Ciało: 20 czerwca[65]